# Historia de Chile

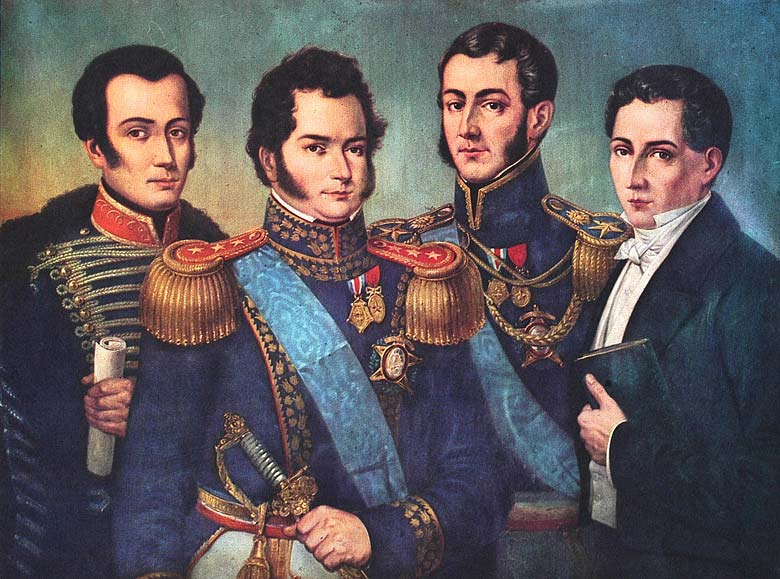
Los denominados «fundadores» de la república (de izq. a der.): José Miguel Carrera, Bernardo O'Higgins, José de San Martín y Diego Portales; óleo de 1854 de Otto Grashof.

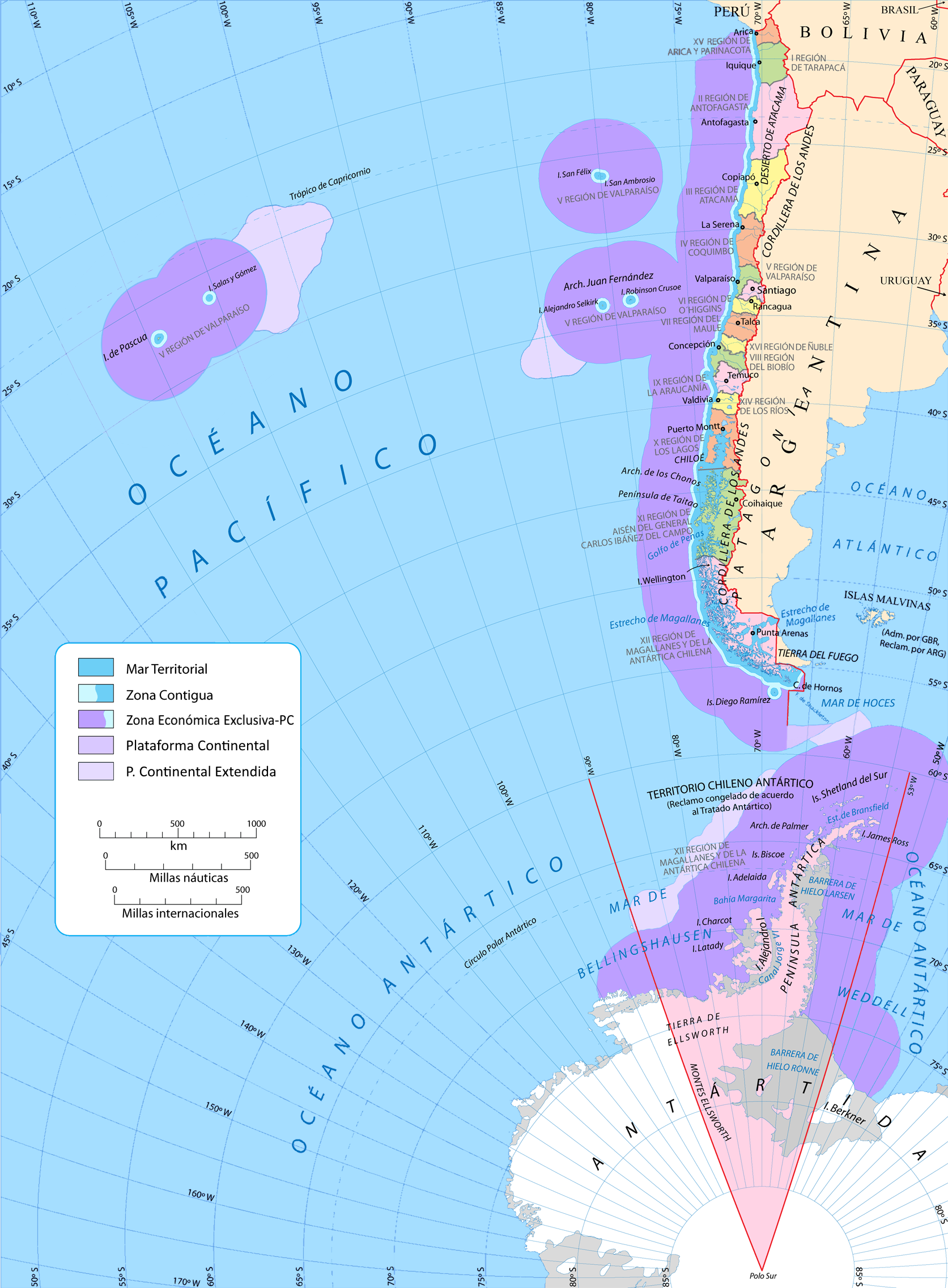
Chile Tricontinental, la zona económica exclusiva-plataforma continental y la plataforma continental extendida.

La historia de Chile se divide generalmente en doce periodos que abarcan desde el comienzo del poblamiento humano del territorio actual de Chile, hasta la actualidad.
El periodo prehispánico corresponde a la historia de las diferentes etnias amerindias presentes en el territorio, extendiéndose desde alrededor del año 14 800 a. C. hasta la llegada de los españoles. A partir de 1492, se iniciaron las exploraciones europeas en el continente americano. En 1520 Fernando de Magallanes y su expedición fueron los primeros europeos en llegar a Chile por el sur a través del estrecho que hoy lleva su nombre, y en 1536 Diego de Almagro comandó una expedición hasta el valle del Aconcagua y el norte del actual Chile.
El tercer periodo corresponde a la conquista hispana, que se extendió entre 1536 y 1598 con la guerra de Arauco, durante la cual los habitantes hispanos fueron atacados constantemente por los mapuche rebeldes. El período hispánico cubre algo más de dos siglos, entre 1598 y 1808, lapso marcado por el establecimiento de las instituciones reales.
El denominado periodo de la Independencia se desarrolló desde que Napoleón Bonaparte capturó al rey español de ese entonces Fernando VII en 1808 hasta la abdicación de Bernardo O'Higgins en 1823. Estuvo marcado por la guerra entre patriotas y realistas. La Patria Vieja, iniciada con un cabildo abierto el 18 de septiembre de 1810, llegó a su fin con la derrota patriota en la batalla de Rancagua en 1814, que dio inicio al periodo conocido como reconquista. Los patriotas sobrevivientes huyeron a la ciudad argentina de Mendoza, donde se aliaron con el gobernador independentista de la provincia, el general José de San Martín, y formaron el «Ejército Libertador de los Andes». La reconquista terminó en 1817 con la batalla de Chacabuco, en la cual el «ejército Libertador» derrotó al ejército realista. El triunfo militar definitivo se dio el año siguiente en la batalla de Maipú.
Entre 1831 y 1861, tuvo lugar el periodo de la república conservadora. Estuvo marcado por la puesta en vigor de la Constitución de 1833, establecida por Diego Portales, con un gobierno fuerte y centralizador. A pesar de algunos intentos de subversión, se mantuvo la estabilidad institucional y el país conoció la prosperidad económica.
El octavo periodo, conocido como la república liberal, que se extendió desde 1861 hasta 1891, estuvo caracterizado por una mayor estabilidad política y permitió una extensión del territorio hacia el sur y el norte.
A partir de la guerra civil de 1891, comenzó la república parlamentaria, que se prolongó hasta la promulgación de la Constitución de 1925. El Congreso nacional dominó la política y el presidente devino una figura prácticamente sin autoridad. El país se urbanizó y se crearon los primeros sindicatos.
La república presidencial marcó un cambio en las instituciones, con la Constitución de 1925, hasta el golpe de Estado de 1973. Tres partidos dominaron la política: los radicales, los demócrata cristianos y los socialistas. Numerosas empresas públicas fueron creadas en este periodo. Su final estuvo marcado por el triunfo de la izquierda y las ideas socialistas.
Luego del golpe de Estado del 11 de septiembre de 1973 que derrocó al presidente Salvador Allende, una dictadura militar ocupó el poder, con una junta de gobierno dirigida por el general Augusto Pinochet. Decenas de miles de opositores fueron arrestados, torturados o asesinados, incluso en el extranjero, mientras que otros fueron expulsados o condenados al exilio. Con la ayuda de los Chicago Boys, Pinochet llevó adelante una política económica liberal, y una nueva constitución fue adoptada en 1980.
Finalmente, la transición hacia la democracia es el período actual que comienza a partir de 1990, al asumir la presidencia Patricio Aylwin y prosigue con los gobiernos de la Concertación, los de Sebastián Piñera y el segundo gobierno de Michelle Bachelet. Se caracteriza por un fuerte presidencialismo amparado por la constitución de 1980.
|  |

## Chile prehispánico

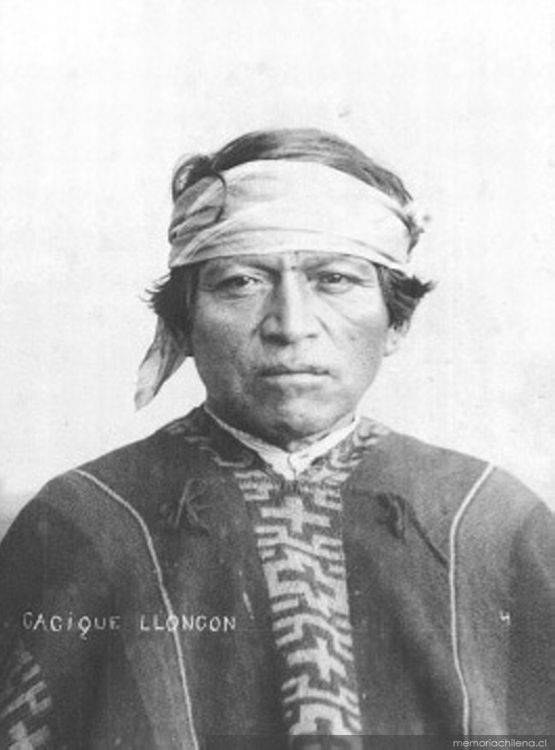
Los mapuches son hoy en día la principal comunidad aborigen en Chile.

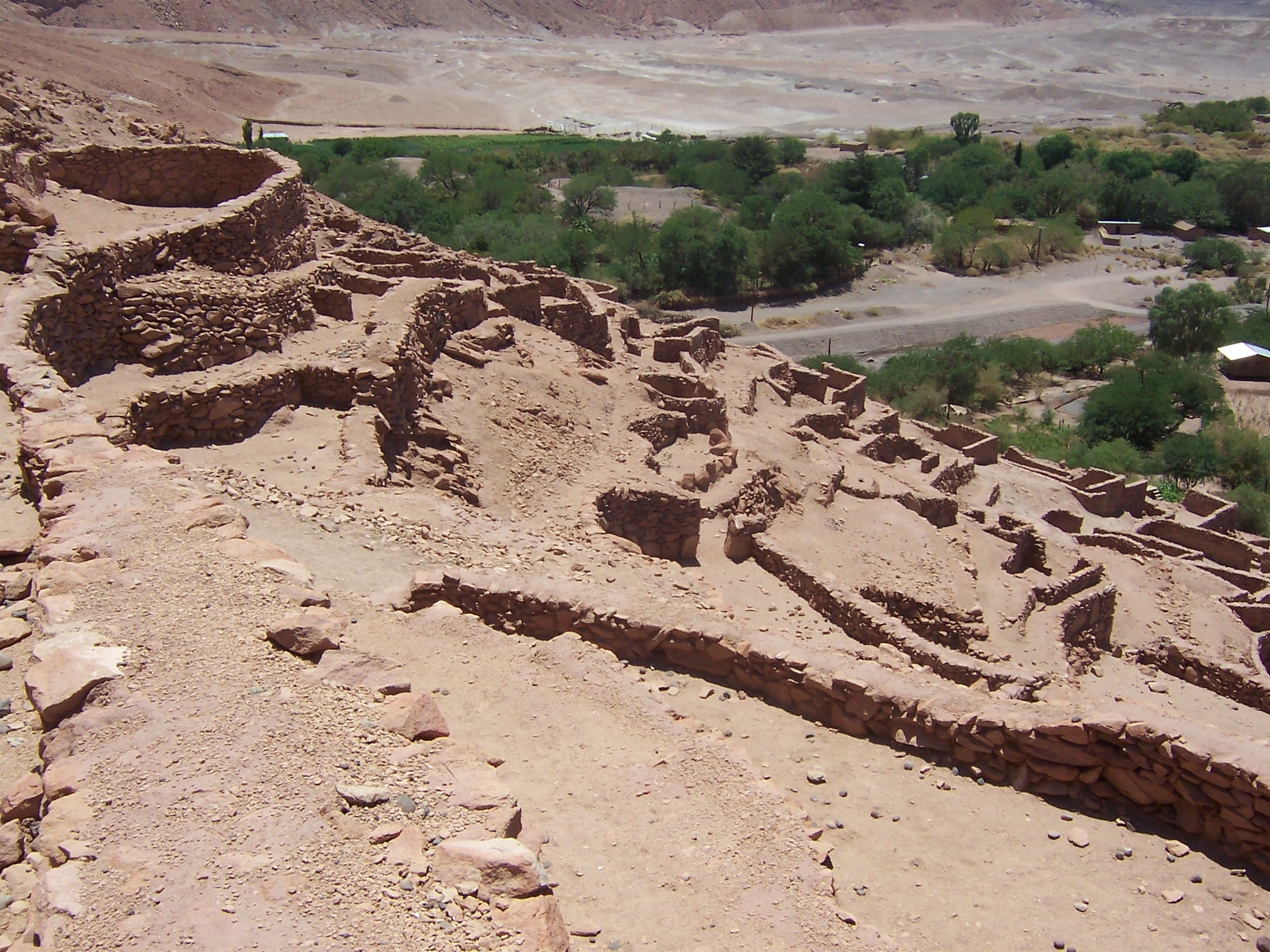
El pucará de Quitor, un asentamiento defensivo atacameño.

La glaciación Würm-Wisconsin, duró unos 50 000 años aproximadamente. Según los científicos, el «Puente de Beringia» en condiciones de ser transitado duró unos 5000 años en su primera etapa y 15 000 años en su segunda etapa. A partir de ahí, una teoría postula que el hombre fue hacia el sur hasta llegar al actual territorio chileno aunque la Teoría del poblamiento temprano propone otras alternativas, entre ellas migraciones circumpacíficas.
Los restos arqueológicos más antiguos de Chile han sido ubicados en Monte Verde (región de Los Lagos), circa 12 800 a. C., a finales del Paleolítico Superior, convirtiéndolo en el primer asentamiento humano conocido en América. Algunos restos encontrados en la cueva Fell, un yacimiento arqueológico de Tierra del Fuego, el lugar habitado más austral de Chile, indican que la presencia humana se remonta al 7000 a. C.

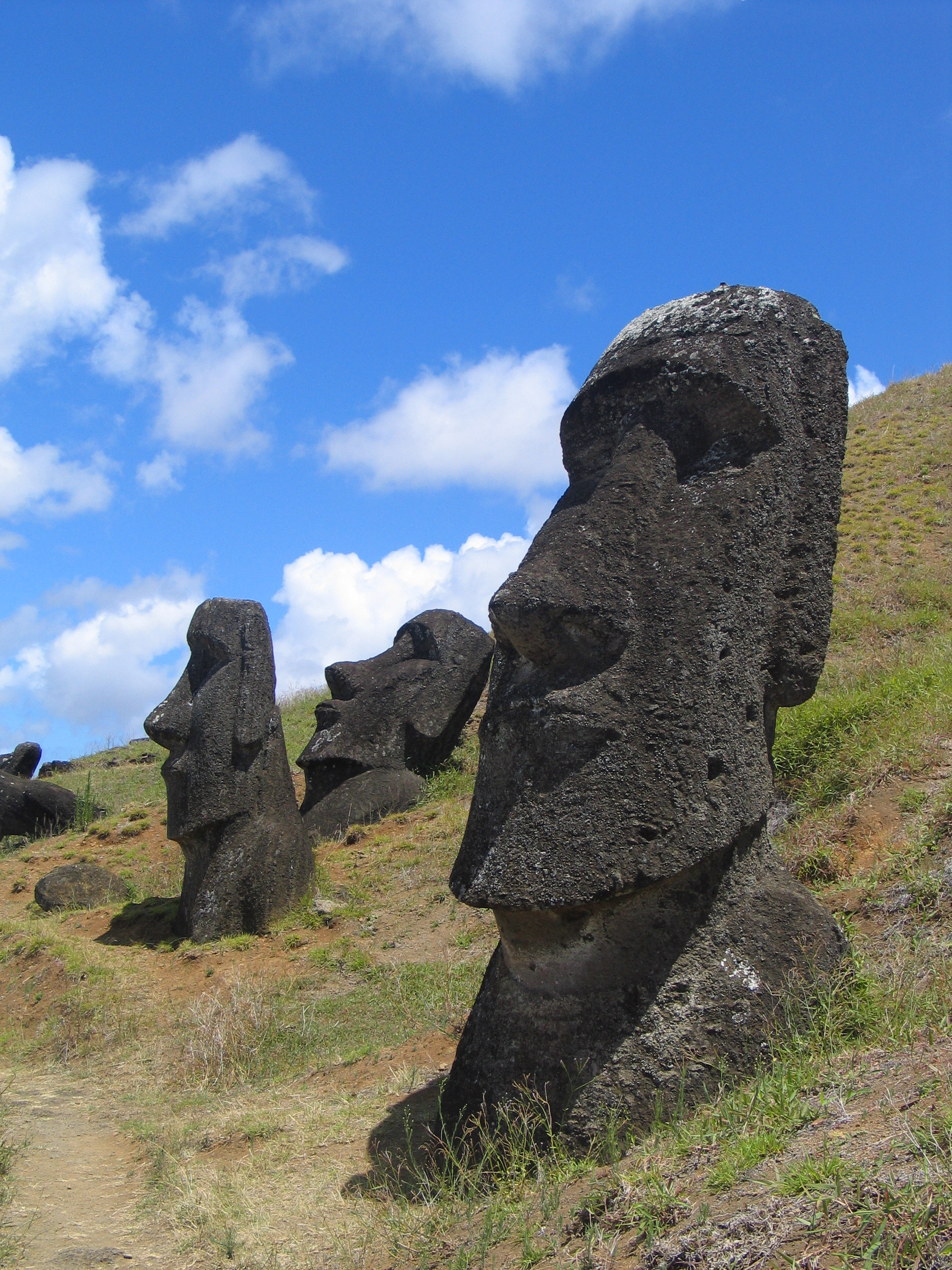
Moái en Rano Raraku, Isla de Pascua.

Los cambios climáticos del 6000 a. C. alteraron drásticamente las costumbres de los paleoindígenas chilenos que debieron adaptarse a un nuevo entorno: se formó el desierto de Atacama, desaparecieron muchas especies y el océano Pacífico delimitó las costas actuales. Estos indígenas debieron adaptarse a un clima mucho más cálido del que estaban acostumbrados, por lo que muchos se trasladaron desde el norte hacia las costas y el valle central. Así, se formaron los principales grupos indígenas chilenos: atacameños y aimaras en el norte grande, diaguitas en el norte chico, los changos en la costa septentrional, la gran familia de los mapuches en el valle central hasta el seno de Reloncaví y los tehuelches, chonos, alacalufes, onas y yaganes en la Patagonia.
El territorio actual de Chile fue el menos poblado de todo el continente americano, habitado por diversos grupos indígenas antes de la llegada española. Al inicio, estos estaban organizados en grupos tribales nómadas, en lo que se conoce como sociedad primitiva, evolucionando luego hasta llegar a convertirse en sociedades aldeanas sedentarias. De algunos miles de paleoindios existentes en el séptimo milenio a.d. C., la población aumentó hasta un millón doscientos mil indígenas en el siglo XVI de nuestra era. Durante el siglo XV la cultura de los pueblos indígenas sería influenciada por la expansión del Imperio incaico sobre el norte del actual territorio chileno. Esta comenzó con el Inca Pachacútec, y fue culminada bajo la dirección de los incas Túpac Yupanqui y Huayna Cápac. Estos últimos avanzaron hacia el sur sometiendo a los pueblos aimaras, atacameños, diaguitas y picunches y establecieron finalmente la frontera meridional del Imperio al norte del río Maule después de la batalla del Maule.
En tanto, en la isla de Pascua se desarrolló una cultura de características polinésicas muy avanzada pese a su aislamiento. El antiguo pueblo rapa nui desarrolló un sistema de escritura desaparecido en la actualidad y construyó enormes esculturas conocidas como moáis. Sin embargo, aproximadamente entre los siglos XVI y XVIII, se produjo una crisis que provocaría una guerra civil, la cual arrasaría con la mayoría de los vestigios de dicha civilización.

## Descubrimiento de Chile

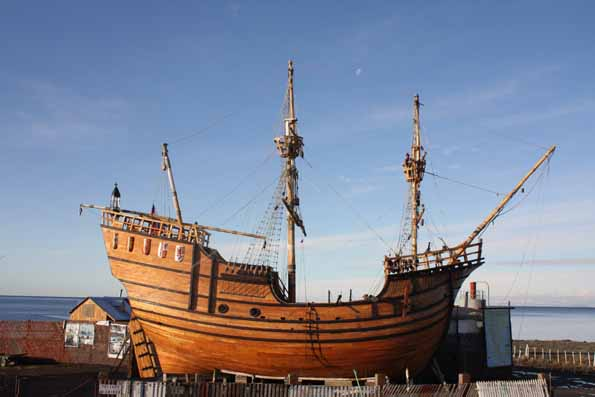
Réplica de la nao Victoria, expedición de Magallanes-Elcano.

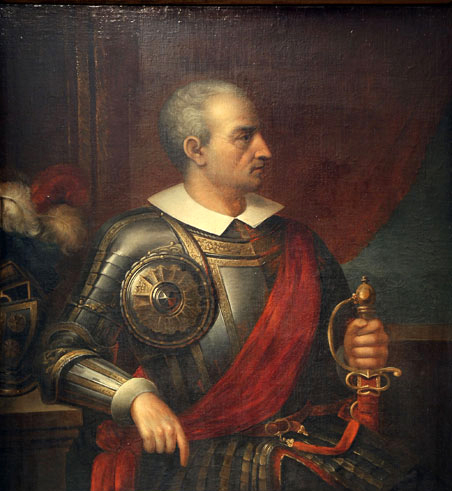
Diego de Almagro pintado por Domingo Mesa en 1873.

Los primeros cristianos en avistar el actual territorio chileno fueron los integrantes de la flota del portugués naturalizado español Fernando de Magallanes, en su misión de alcanzar las Indias Orientales por una ruta occidental, que terminaría con la circunnavegación del planeta. Estos hombres fueron enviados por el rey-emperador Carlos I de España. Luego de zarpar desde el puerto andaluz de Sanlúcar de Barrameda el 26 de septiembre de 1519 y de reconocer gran parte de las actuales costas brasileñas y argentinas, Magallanes descubrió el estrecho que comunica el océano Pacífico con el Atlántico el 1 de noviembre de 1520 —esta fecha es recordada por la historiografía chilena como la del descubrimiento del actual territorio chileno—. Magallanes nombró a dicho paso como estrecho de Todos los Santos, el que fue posteriormente renombrado en honor de su descubridor.
Sin embargo, el primer explorador de gran parte del actual territorio chileno fue Diego de Almagro, socio de Francisco Pizarro en la conquista del Perú. Las disputas que tenía con Pizarro por el reparto de las riquezas del derrotado Imperio Inca, principalmente por la posesión del Cuzco, le llevaron a aventurarse a las tierras del sur. Almagro partió del Cuzco en julio de 1535. Muchos historiadores creen que una de las razones del viaje de Almagro fue el rumor de la existencia de una ciudad más rica al sur del Perú hacia el sur llamada "Paititi " ,[cita requerida]rumor que podría haber surgido de forma intencionada como forma de disminuir las huestes conquistadoras y así permitir una rebelión nativa.
Tras recorrer el camino del Inca, cruzando territorios correspondientes a las actuales Bolivia y Argentina septentrional, Almagro realizó el cruce de la cordillera de los Andes con funestos resultados: gran parte de su comitiva falleció durante la travesía a causa de hipotermia. Tras más de nueve meses, Almagro finalmente llegó al valle de Copiapó el 21 de marzo de 1536. 
Almagro organizó el reconocimiento de su gobernación denominada Nueva Toledo, como había sido llamado el territorio cedido al conquistador por parte del monarca hispano, sin encontrar las riquezas que tanto buscaba. Un enfrentamiento en Reinohuelén, en la confluencia de los ríos Ñuble e Itata, entre los indígenas liderados por Vitacura y una de las patrullas hispanas a cargo de Gómez de Alvarado, es considerada la primera batalla de la denominada Guerra de Arauco.
Decepcionado y cansado del crudo viaje, en 1536 decidió regresar a Nueva Toledo, tomando la ruta de Arequipa a Cuzco, donde se rebeló contra Pizarro en 1537.

## Chile Hispánico

### La Conquista

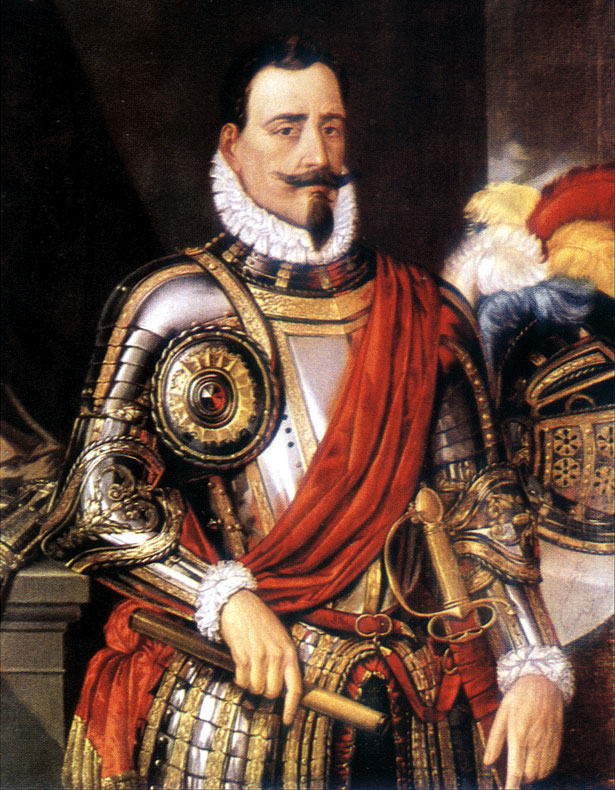
Pedro de Valdivia en un retrato de 1854 por Federico Madrazo.

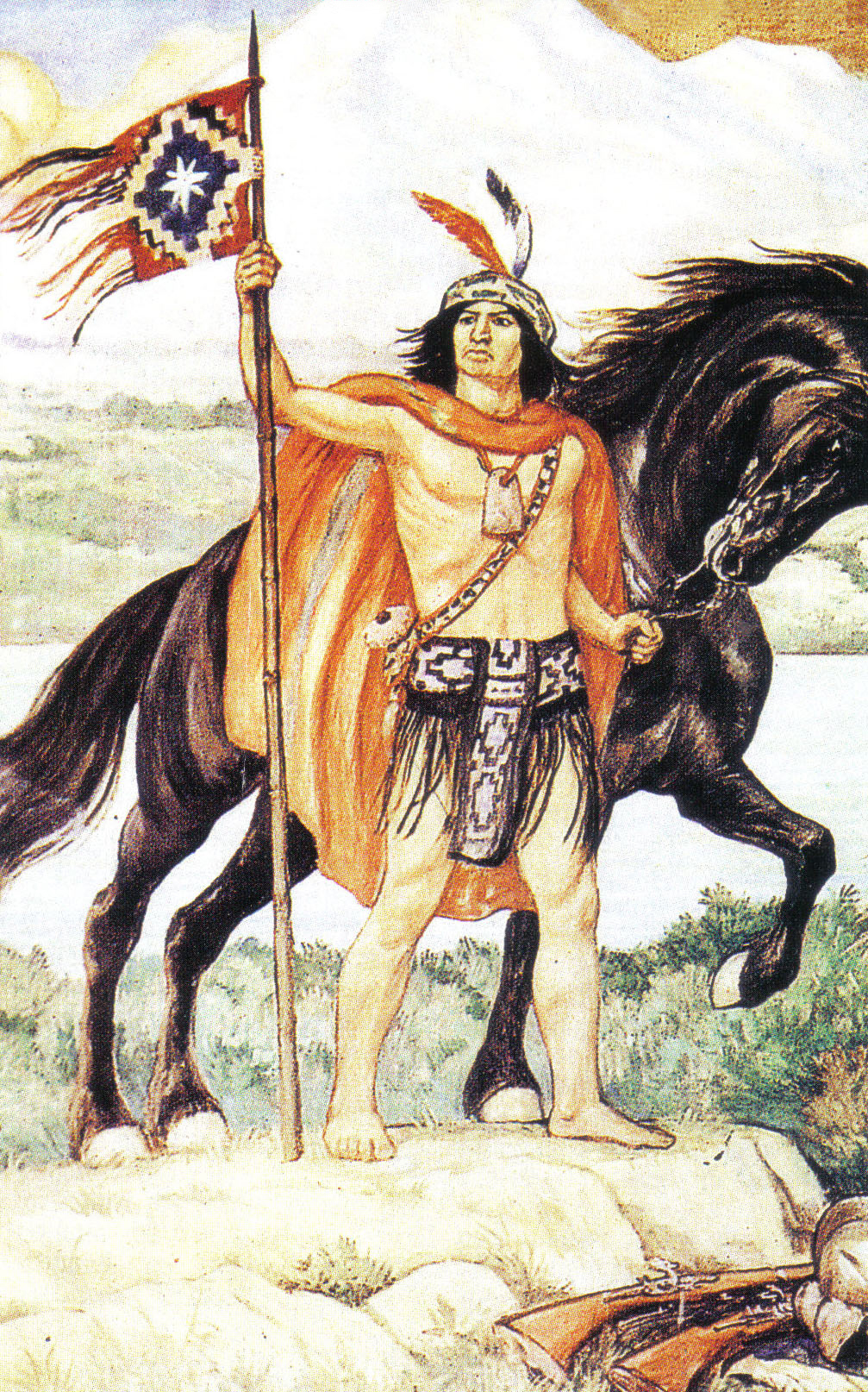
Lautaro, habitualmente considerado como el mayor estratega mapuche, según retrato idealizado de Pedro Subercaseaux.

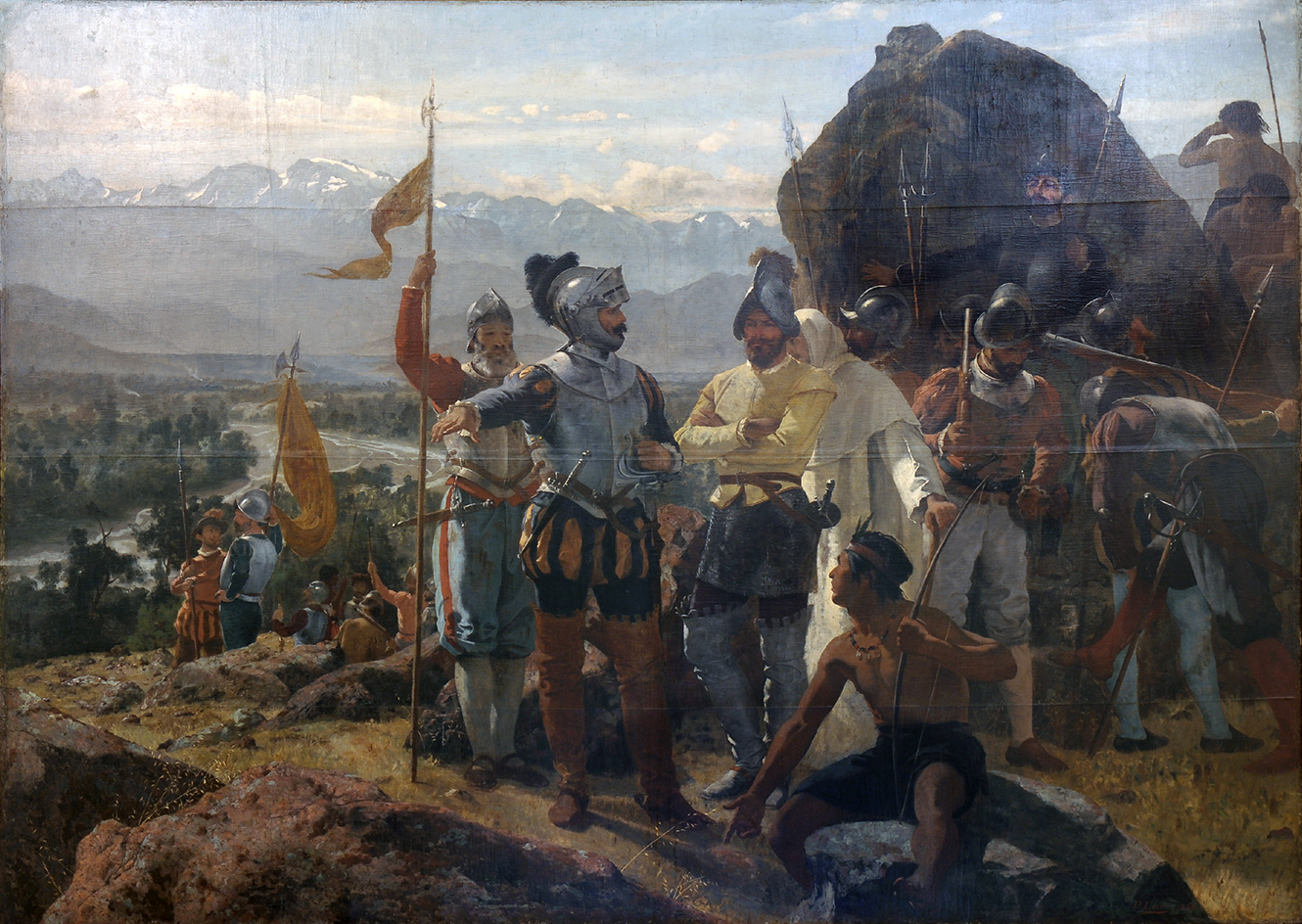
Fundación de Santiago de Nueva Extremadura, óleo de 1888 de Pedro Lira.

En 1539, Pedro de Valdivia, autorizado por Francisco Pizarro, llevó a cabo una segunda expedición, con la cual se inició el período de la Conquista. Al contrario de Diego de Almagro, tomó la ruta del desierto de Atacama.
Al llegar al valle de Copiapó, tomó solemne posesión en nombre del rey de España de esta tierra y la nombró Nueva Extremadura, en recuerdo a su tierra natal. Renovó la marcha hacia el valle del Aconcagua, donde el cacique Michimalonco intentó detenerlo sin éxito. El 12 de febrero de 1541 fundó la ciudad de Santiago de Nueva Extremadura a los pies del Cerro Santa Lucía, llamado Huelén en mapudungún. A los pocos meses, Valdivia fue proclamado por el cabildo como Gobernador y Capitán General de Nueva Extremadura. Inicialmente rechazó el cargo, pero finalmente lo aceptó el 11 de junio de 1541.
El 11 de septiembre de 1541, Michimalonco lideró una emboscada a la recién fundada ciudad de Santiago destruyéndola casi completamente. Fundamental en la defensa de la ciudad fue Inés de Suárez.
En esta primera etapa luchó contra los indígenas del norte del país, intentando consolidar la dominación hispana en aquellos territorios; cuando dispuso de más tropas, inició la ocupación de los territorios situados más al sur. También inició la fundación de otras ciudades: Villanueva de La Serena (1544), La Concepción de María Purísima del Nuevo Extremo (1550), La Imperial (1552), Santa María la Blanca de Valdivia (1552), Santa María Magdalena de la Villa Rica y Los Confines de Angol (1553).
En 1553, el país parecía definitivamente pacificado, pero los mapuches, dirigidos por Lautaro y Caupolicán, iniciaron una insurrección; Valdivia perdió la vida en uno de los combates. El nuevo gobernador, García Hurtado de Mendoza y Manríquez (1557), posterior virrey del Perú (1589-1596), reconstruyó las ciudades destruidas, pero no logró vencer totalmente la resistencia de los indígenas. A la muerte del gobernador Pedro de Valdivia en la batalla de Tucapel, (1553), hubo tres cogobernadores, Francisco de Aguirre en el Norte, con asiento en La Serena, Francisco de Villagra en el Sur, con asiento en Concepción, y Rodrigo de Quiroga en el Centro, con asiento en Santiago de Chile. El rey de España, Felipe ll nombró como nuevo virrey del Perú a don Andrés Hurtado de Mendoza, y como nuevo gobernador de la Capitanía General de Chile al adelantado Gerónimo de Alderete. Éstos se embarcaron en Cádiz el 15 de octubre de 1555 con rumbo al Perú y a Chile. Junto a ellos también iban a bordo don García Hurtado de Mendoza, (hijo del recién nombrado virrey, don Andrés Hurtado de Mendoza), el poeta y cronista Alonso de Ercilla y Zúñiga, y el capitán don Luis de Toledo, miembro de la familia del ducado de Alba y Tormes y señor de Higares, con una vasta descendencia en Chile, que incluye a familias  como Toledo Narváez, Toledo Ibarra, Toledo Morales y Toledo Monsalve, (actual rama de los señores de Higares de Castilla), quienes habitan estas fértiles tierras del valle central de Chile en el siglo XXl. Lamentablemente don Gerónimo de Alderete no pudo asumir su nuevo cargo, debido a que tras una escala en Panamá, enfermó gravemente de fiebre amarilla, y falleció en la Isla de Taboga el día 7 de abril de 1556 a la edad de 40 años. Debido a estos trágicos e inesperados hechos, el nuevo virrey del Perú, don Andrés Hurtado de Mendoza, nombró como nuevo gobernador de Chile a su hijo don García Hurtado de Mendoza, quien junto al capitán don Luis de Toledo tuvieron como primera misión entrevistarse con Francisco de Aguirre en La Serena, y comunicarle la noticia acaecida con don Gerónimo de Alderete, y que por lo tanto don García Hurtado de Mendoza asumiría como nuevo gobernador en ejercicio. Luego de esto, las órdenes del nuevo virrey contemplaban arrestar a Villagra y Aguirre, y enviarlos a Lima.
Siendo gobernador Rodrigo de Quiroga, el 16 de diciembre de 1575, un terremoto y maremoto asoló la zona sur, destruyendo las ciudades de La Imperial, Villarrica, Valdivia y Castro. Estudios recientes calculan, a partir de las descripciones del fenómeno y daños producidos, una magnitud cercana a los 8,5 grados en la escala de Richter.
En 1598, los mapuches se levantaron nuevamente y se produjo la batalla de Curalaba, que casi acabó con el dominio hispano de Chile. Las ciudades al sur del río Biobío fueron destruidas, con excepción de Castro, que solo resultó parcialmente destruida tras ser tomada por una alianza mapuche-neerlandesa sellada en 1599, sin embargo la ciudad sería reconquistada tras el Combate de Castro en 1600.
Tras sucesivos combates de la guerra de Arauco, se estableció una frontera tácita entre los ascentamientos hispanos y las tierras bajo dominación mapuche en el río Biobío, desde donde iniciaron después peligrosas revueltas.

### La Colonia - Reino de Chile
Finalizada la denominada Conquista, se inició un periodo que abarcaría más de dos siglos, durante los cuales se extendería y consolidaría la dominación hispana en el territorio, solo resistida por los mapuches.
El «Reino de Chile» constituía administrativamente una Gobernación y Capitanía General con capital en Santiago. Al frente del mismo se encontraba el gobernador y capitán general, asesorado por la Real Audiencia, presidida por el mismo gobernador, razón por la cual se le denominaba indistintamente presidente o gobernador. La Audiencia, además de servir de órgano consultivo del gobernador, tenía las funciones de tribunal de apelaciones del reino.
A partir de la destrucción de las ciudades y villas del sur del territorio a fines del siglo XVI, el control efectivo ejercido por los hispanos se reducía al Valle Central hasta el río Biobío. Al este de la Cordillera de los Andes, el territorio chileno incluía el Corregimiento de Cuyo, conformado por la parte poblada de las actuales provincias argentinas de Mendoza, San Juan y San Luis. Cuyo fue separada de Chile en el año 1776, para incorporarse al recientemente creado Virreinato del Río de la Plata. En teoría, incluía también amplios territorios en la actual Patagonia argentina, en los cuales no se establecieron poblaciones permanentes.

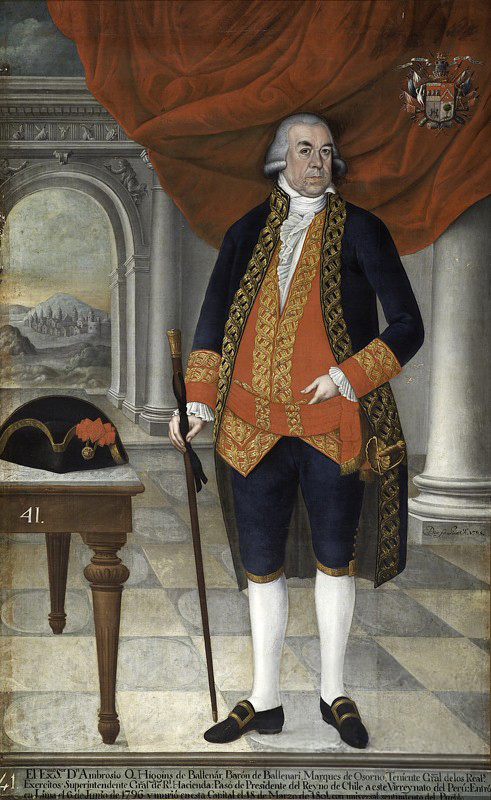
Ambrosio O'Higgins, gobernador de Chile entre 1788 y 1796; retrato de 1798 por Pedro Díaz.

El rey Felipe II sujetó al gobernador a la vigilancia del virrey del Perú, al expresar en una real cédula de 1589 que debía «guardar, cumplir y ejecutar sus órdenes, y avisarle de todo lo que allí se ofreciese de consideración». A partir de dicha norma, los virreyes entendieron que la relación entre ambos era de efectiva dependencia; sin embargo, en algunos casos, la relación del gobernador fue directa con el rey y en otras pasó por el virrey del Perú.
La base de la relación fue la real cédula antes mencionada; no obstante, hubo otras posteriores que perfilaron el tipo de relación efectiva entre la capitanía y el virreinato. Por ejemplo, mediante reales cédulas, se autorizó a los virreyes a intervenir en Chile solo en caso de «alboroto y tumulto». Se facultó a los virreyes a poner en práctica estrategias militares en la guerra de Arauco (guerra defensiva) y después se ordenó directamente al gobernador de Chile a implantarlas (guerra ofensiva). También se facultó a los virreyes para remover al gobernador, atribución que les fue posteriormente negada.
Respecto a los recursos militares (armas, soldados, etc.) y el abastecimiento comercial, la capitanía dependió del virreinato. La administración de justicia de la capitanía era autónoma del virreinato, salvo la inquisición, que correspondía a un delegado de Lima, y los juicios de comercio, que dependieron del consulado de Lima hasta 1795. En lo gubernativo, la relación fue fluctuante, dependiendo del periodo, las instrucciones que enviaba el rey e incluso las personalidades de las respectivas autoridades (virreyes y gobernadores) y no hubo nunca una anexión formal de la capitanía al virreinato. Además, en ciertos periodos, por cuestiones estratégicas de seguridad del virreinato –por ejemplo, ante amenazas de corsarios– los virreyes intervinieron directamente en el gobierno de Chile, incluso por propia iniciativa. Asimismo, algunos gobernadores acostumbraron consultar o pedir instrucciones sobre temas urgentes al virrey, por la gran distancia que los separaba del rey, que se encontraba en España.
Finalmente, en 1798, a propósito de una disputa entre el virrey O'Higgins y el gobernador Avilés, el rey Carlos III declaró que Chile era independiente del virreinato «como siempre debió entenderse».
La Guerra de Arauco tendría, a lo largo del período hispánico, diversas etapas de alta beligerancia y otras más pacíficas: guerra ofensiva, guerra defensiva y parlamentos. Además, los gobernadores reales hispanos tuvieron que enfrentarse, durante la segunda mitad del siglo XVII, a las repetidas incursiones de corsarios ingleses. Para el sostenimiento del ejército se estableció, en 1600, el real situado, una subvención de la corona pagada con cargo al tesoro del virreinato del Perú.  La situación de la guerra llevó a 1608 a la corona a aprobar la Esclavitud Mapuche, permitiéndose la compra de venta de estos en todos los sexos y edades. Finalmente esta se terminó aboliéndose en 1683.
La situación geográfica de Chile, apartado de las principales rutas terrestres y marítimas, fue uno de los inconvenientes más graves con que tropezó el poblamiento del país. Esto, sumado al constante estado de guerra en que se encontraba el reino, convirtieron a Chile en una de las zonas más pobres de Hispanoamérica. Los intercambios con el Perú fueron la base de la actividad comercial de la capitanía; posteriormente, aunque estaba legalmente prohibido, se establecería un comercio regular con Buenos Aires.

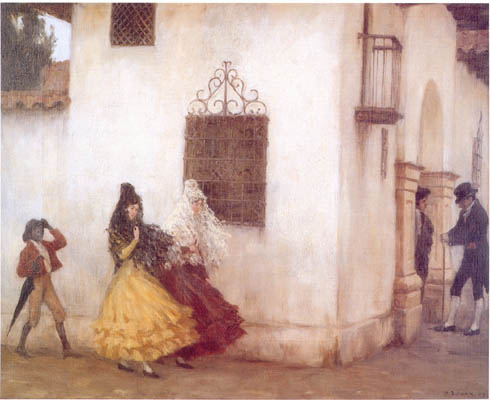
Vida en Chile durante el período hispánico, según óleo 1909 de Pedro Subercaseaux.

El siglo XVII se ha caracterizado económicamente como el siglo del sebo, pues este artículo, junto al charqui y el cuero, se convirtió en el principal producto de exportación al Perú, lo que permitió la obtención de importantes dividendos a una economía precaria, de escasa capacidad de producción en áreas diversas a la ganadería. A su vez, el siguiente siglo, el XVIII, ha sido llamado el siglo del trigo, ya que en este se formó una nueva estructura social agraria, que permitió un amplio desarrollo de la agricultura y una importante cantidad de exportaciones de este cereal al virreinato. De hecho, a partir de 1687, Chile se convirtió en el «granero del Perú», pues en esa fecha el virreinato fue asolado por una plaga que afectó gran parte de sus valles cultivables. También se desarrolló la minería, con algunos yacimientos de cobre, oro y plata.
Aunque existía un sistema de monopolio, el contrabando se activó en forma ostensible durante el siglo XVIII, con la llegada de naves procedentes de Estados Unidos, Francia e Inglaterra. Solo el establecimiento de la libertad de comercio con España, en 1778, permitió un intercambio más continuo con la metrópolis.
Durante este periodo, se produjeron varios terremotos de gran magnitud. Entre otros, el ocurrido el 13 de mayo de 1647, que destruyó gran parte de la ciudad de Santiago; el del 15 de marzo de 1657, que dañó totalmente a Concepción y generó un tsunami; y el del 8 de julio de 1730, que volvió a dañar seriamente a Santiago y Valparaíso.

## Independencia

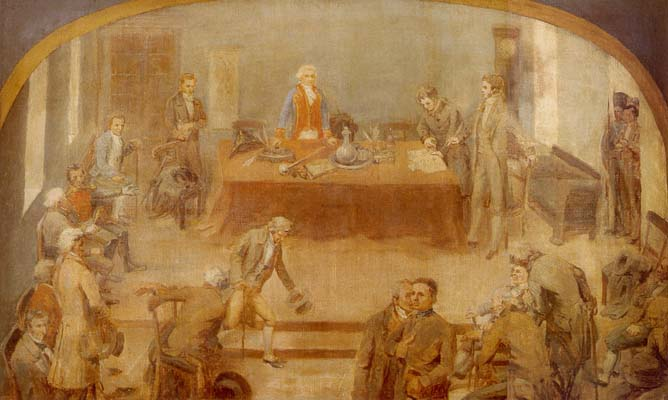
Primera Junta de Gobierno por Nicolás Guzmán.

En 1808, el Imperio español vivía en un creciente estado de agitación. A Chile llegaron las noticias de la invasión napoleónica a España y el cautiverio de Fernando VII, en la época que había asumido García Carrasco como gobernador de Chile. Después de un bullado caso de contrabando, García Carrasco renunció en 1810. El militar más antiguo de Chile en esa época era Mateo de Toro y Zambrano, que por esa razón debió tomar interinamente el mando. Por esa época se había propagado fuertemente entre los criollos el movimiento juntista, es decir, el de reemplazar la gobernación real por una junta de notables que conservara el gobierno mientras durara el cautiverio del soberano.
El gobernador aceptó la convocatoria a un cabildo abierto para decidir el establecimiento de una junta de gobierno. Así, el 18 de septiembre de 1810, se formó la Primera Junta Nacional de Gobierno, de la cual fue nombrado presidente el mismo Toro y Zambrano.

### La Patria Vieja

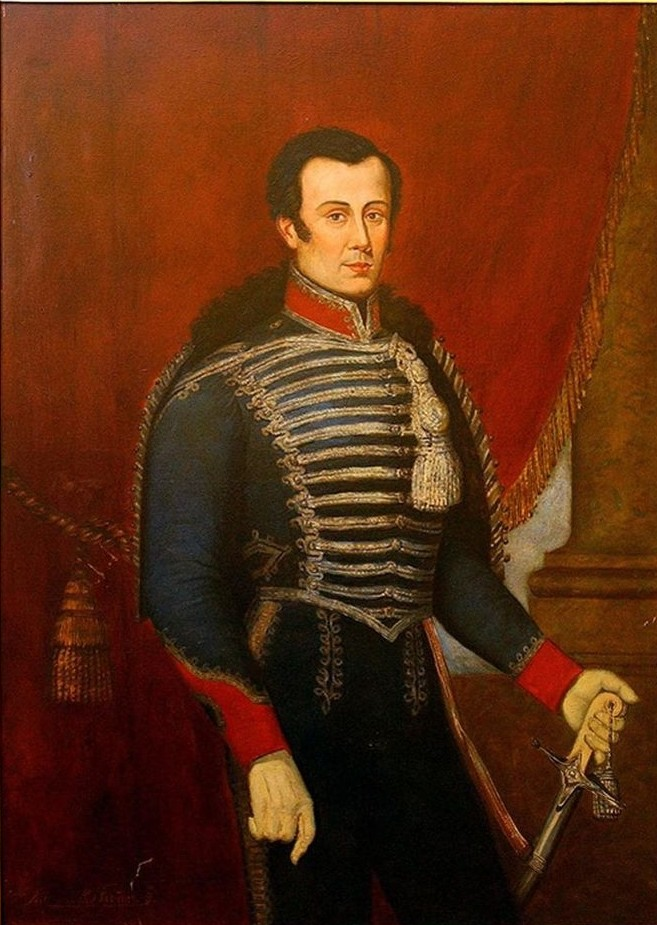
José Miguel Carrera.

Tras el fallecimiento de Toro y Zambrano, el liderazgo político fue asumido por Juan Martínez de Rozas, bajo cuyos auspicios fue convocado el Primer Congreso Nacional. Tras aplastar la contrarrevolución de Tomás de Figueroa, se celebraron las elecciones, de las cuales surgió una amplia mayoría de diputados de tendencia moderada, que propugnaban una mayor autonomía sin llegar a la separación completa de la Monarquía Hispánica; por su parte, la minoría de los exaltados predicaba la independencia absoluta e instantánea.
En un comienzo, el gobierno transitorio establecido se mantuvo sin intenciones independentistas. Sin embargo, con el correr de los meses tomó otros rumbos, especialmente, al acceder al poder José Miguel Carrera. Se dictaron los primeros textos constitucionales y leyes propias, y se crearon nuevas instituciones, como el Instituto Nacional, la Biblioteca Nacional y el primer periódico chileno, la Aurora de Chile.
La historia de los años que siguió a la llegada de Carrera al poder fueron de constante enfrentamiento entre el sector exaltado, que lo seguía, y los sectores independentistas moderados, liderados por José Miguel Infante y posteriormente por Bernardo O'Higgins.

### Restauración Monárquica o "Reconquista"

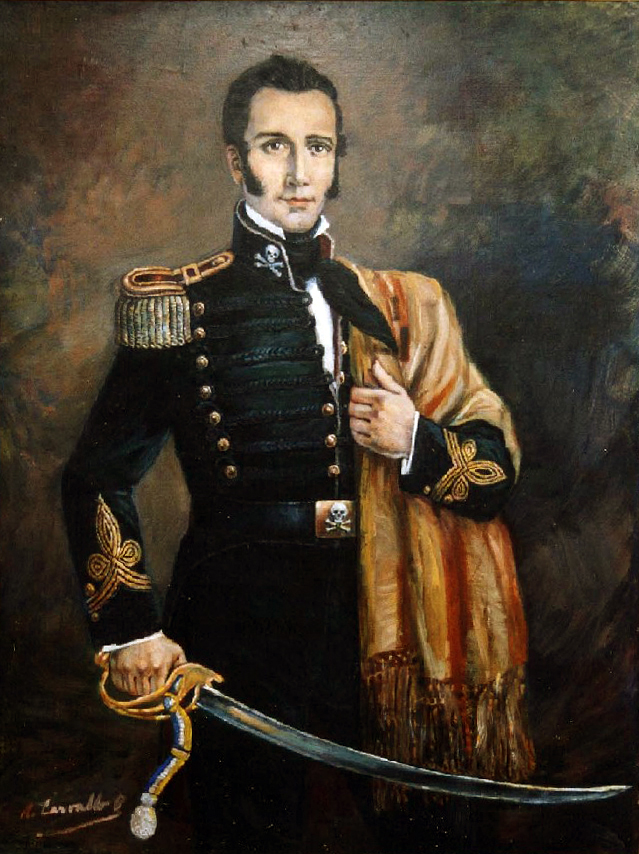
Manuel Rodríguez.

A su vez, con la llegada de tropas realistas enviadas por el virrey del Perú, José Fernando de Abascal y Sousa (1806-1816), se inició la Guerra de la Independencia. Con el apoyo de adherentes locales a la causa realista, lograron controlar gradualmente el sur del país, mientras los desencuentros entre los partidarios de Carrera y de O'Higgins aumentaban, minando su capacidad de resistencia. Finalmente, los realistas derrotaron completamente a las tropas patriotas en la batalla de Rancagua, el 2 de octubre de 1814.
Todo Chile cayó en manos realistas, completando la Reconquista. En esta etapa se restauraron las instituciones reales hispanoamericanas, con los gobiernos de Mariano Osorio y Casimiro Marcó del Pont. Si bien contaron con importantes apoyos locales, la crueldad con que los patriotas fueron perseguidos pronto les enajenó simpatías.
Parte de la población chilena emigró a Mendoza, en la Argentina, mientras el resto se acomodó al retorno a la antigua situación dependiente de España. Algunos grupos sostuvieron una resistencia solapada, como la Guerra de Zapa, dirigida por Manuel Rodríguez, que colaboró con el gobernador de la Provincia de Cuyo, José de San Martín, que planeaba una expedición para recuperar Chile para el bando independentista.
Al llegar a territorio argentino, las tropas se incorporaron al Ejército de los Andes, formado por el general San Martín; las milicias chilenas quedaron bajo el mando de Bernardo O'Higgins.

### La Patria Nueva

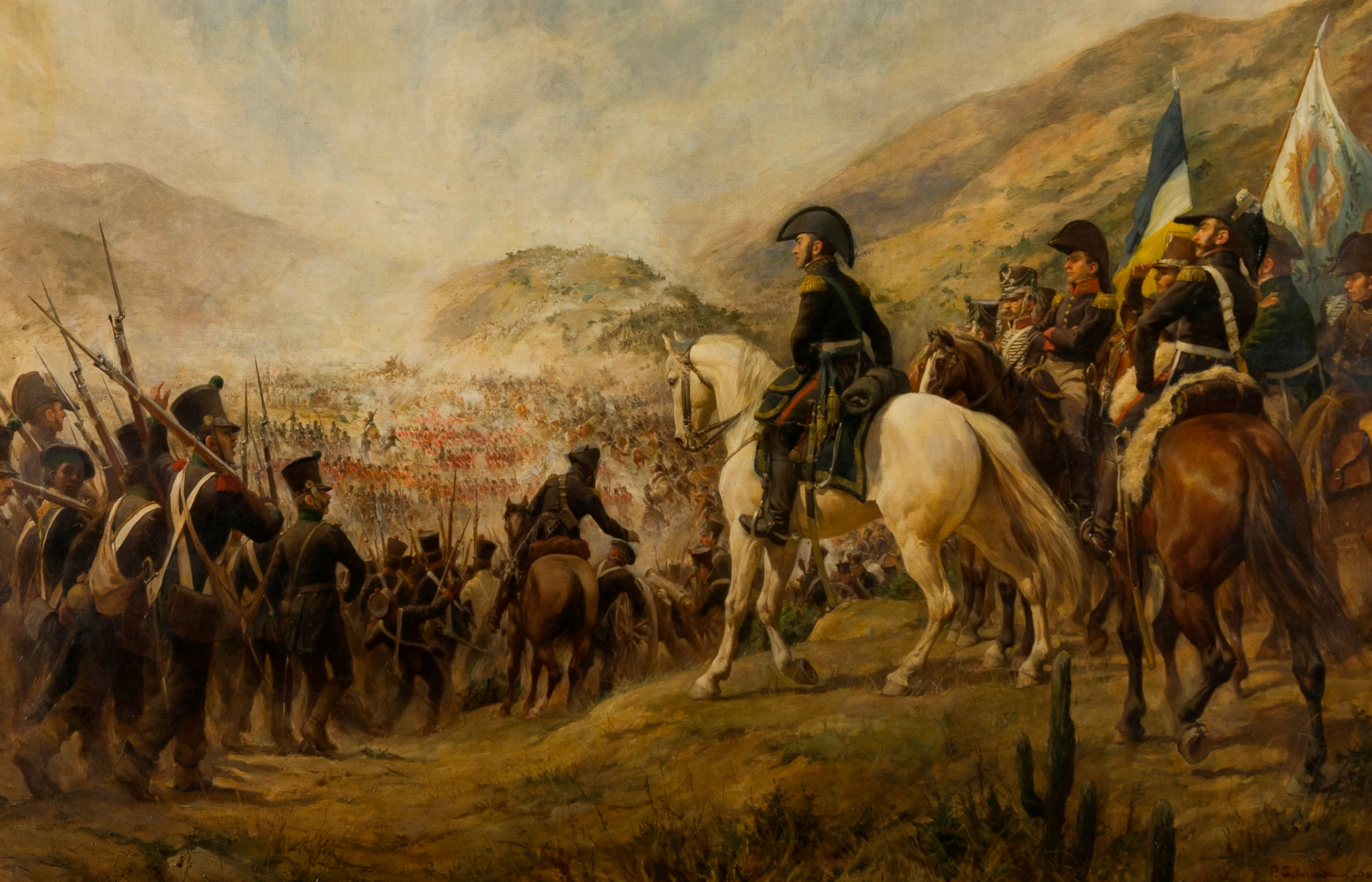
Batalla de Chacabuco.

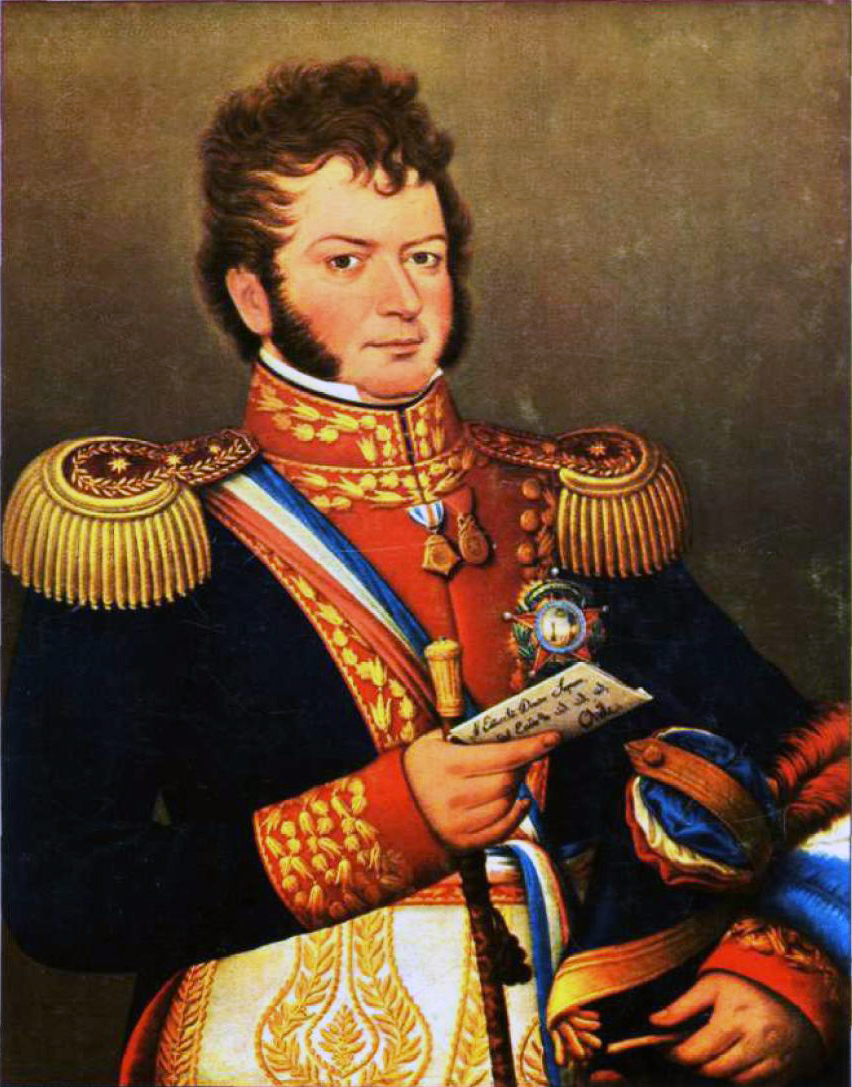
Bernardo O'Higgins.

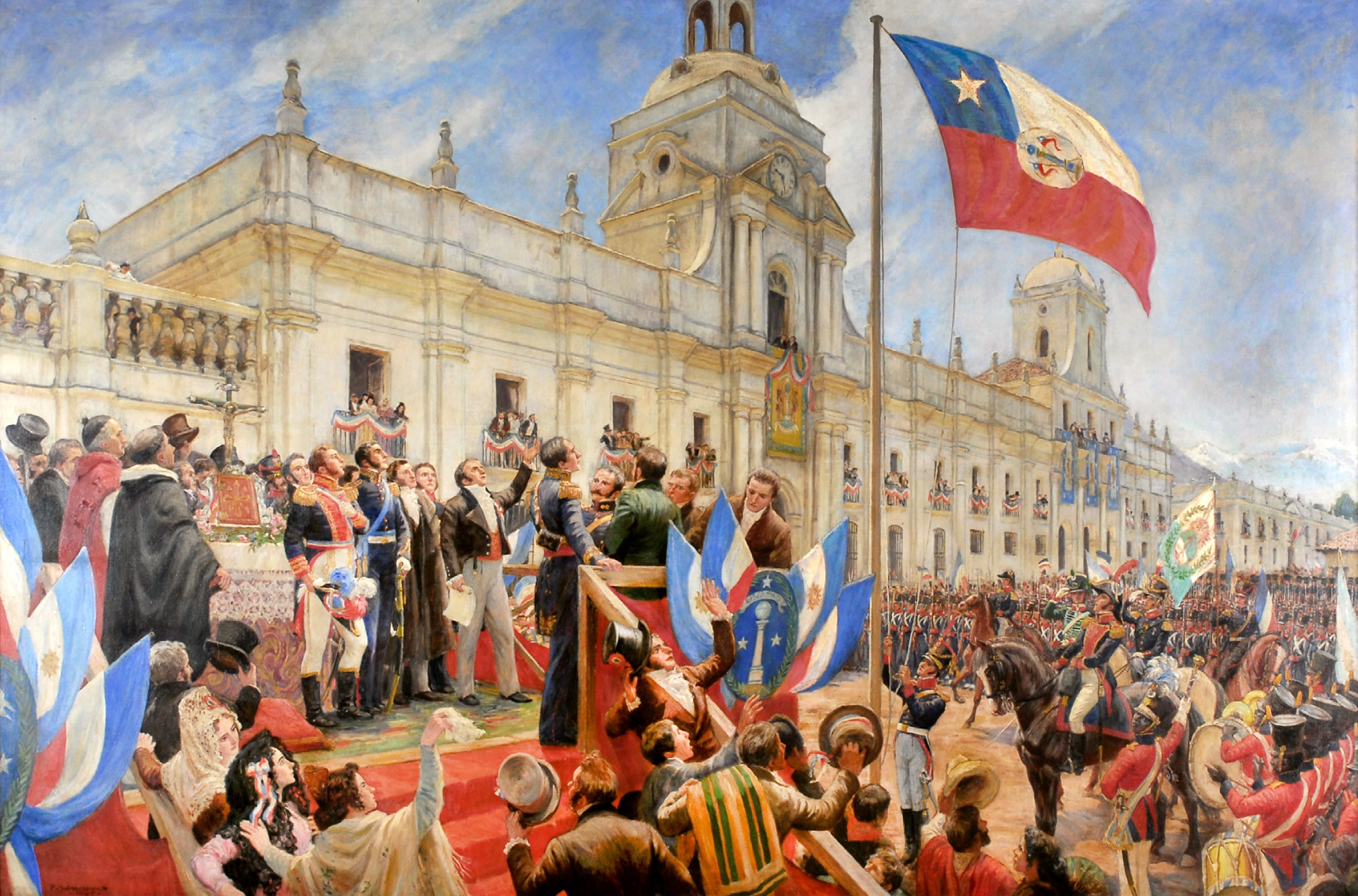
Jura de la Independencia en la Plaza de Armas de Santiago.

En los primeros días del año 1817, el Ejército de los Andes, al mando del General Don José de San Martín, que contaba inicialmente con 4000 hombres y 1200 milicianos de tropa de auxilio para conducción de víveres y municiones, cruzó la cordillera de los Andes, y el 12 de febrero de 1817, derrotó a las tropas realistas en la batalla de Chacabuco, dando inicio al período denominado "Patria Nueva".
O'Higgins fue nombrado Director Supremo y el 12 de febrero de 1818, primer aniversario de la batalla de Chacabuco, declaró formalmente la independencia de Chile. La misma tendría su confirmación bélica con la victoria del ejército patriota en la batalla de Maipú, el 5 de abril de ese año.
Bajo su gobierno se realizaron diversas obras de infraestructura, se organizó la Expedición Libertadora del Perú, se produjo la captura de la ciudad de Valdivia —que aún se encontraba en manos realistas— por parte del almirante Thomas Cochrane, y se promulgaron dos cartas fundamentales, la Constitución de 1818 y la Constitución de 1822. Pese a su participación en la Independencia y sus logros en el gobierno, O'Higgins se ganó la antipatía del pueblo debido a su autoritarismo, sus intentos de mantenerse en el poder indefinidamente y las acusaciones de los carrerinos en el sentido de que había ordenado la muerte de los Carrera y de Manuel Rodríguez debido a la influencia de la Logia Lautaro. Para evitar una guerra civil, O'Higgins renunció el 28 de enero de 1823, y en julio del mismo año se exilió en el Perú.

## Organización de la República

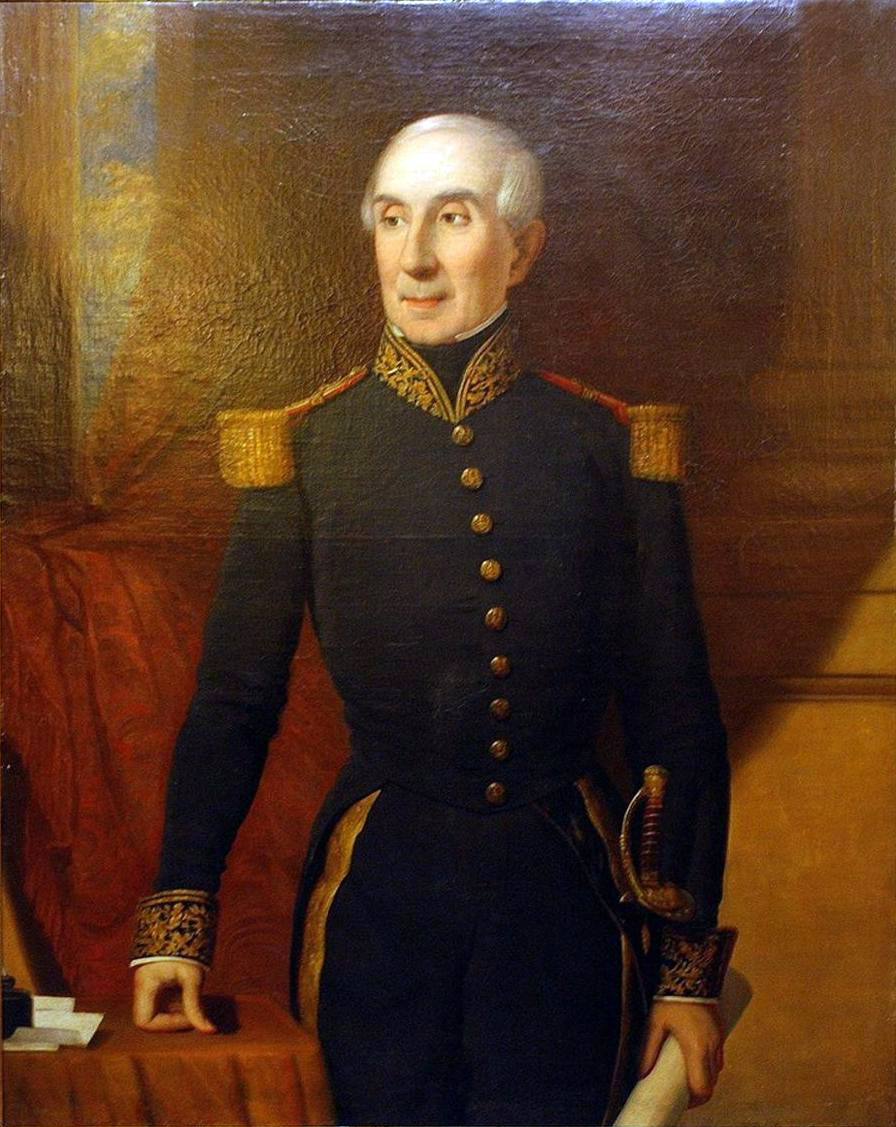
Manuel Blanco Encalada.

Tras la renuncia de O'Higgins, el país entró en un largo período de inestabilidad política que duró toda una década. El general Ramón Freire, que asumió como Director Supremo siendo asesorado por Juan Egaña, se dedicó a acabar con el último foco de resistencia realista en Chiloé, pero el constante desorden político en que se encontraba el país fue un grave obstáculo para su gobierno. Como forma de solucionar dicho problema fue redactada la Constitución Moralista de 1823. Sin embargo, su complejidad generó un gran rechazo en la población que, sumado a la crisis económica imperante, provocó la caída del gobierno de Freire.
En un ambiente dominado por las rencillas entre los grupos políticos, Manuel Blanco Encalada fue elegido como el primer presidente de Chile. Su corto gobierno estuvo marcado por el dominio del grupo federalista y la promulgación de las Leyes Federales de 1826. Pero nuevamente esta legislación fue rechazada, lo que provocó un caos en el país. Blanco Encalada renunció y se estableció una sucesión de presidentes de cortos períodos de gobierno.
En 1828, Francisco Antonio Pinto logró aprobar la Constitución de 1828 de corte liberal. En elecciones, Pinto fue reelegido, pero se le acusó de fraude electoral. Además, el Congreso Nacional designó a José Joaquín Vicuña como vicepresidente, cargo que debía ser elegido por votación popular. Esto provocó el levantamiento del ejército a cargo de José Joaquín Prieto, que controló rápidamente el sur de Chile, dando inicio a la Revolución de 1829.
Pinto y Vicuña renunciaron para evitar la Guerra Civil, pero ya era demasiado tarde. La unión entre conservadores (pelucones), estanqueros y o'higginistas, tras la batalla de Ochagavía, produjo la caída del régimen liberal y se instauró un gobierno revolucionario a cargo de José Tomás Ovalle. Finalmente, la batalla de Lircay otorgó la victoria definitiva de los revolucionarios, causando el fin del régimen liberal.

## República Conservadora

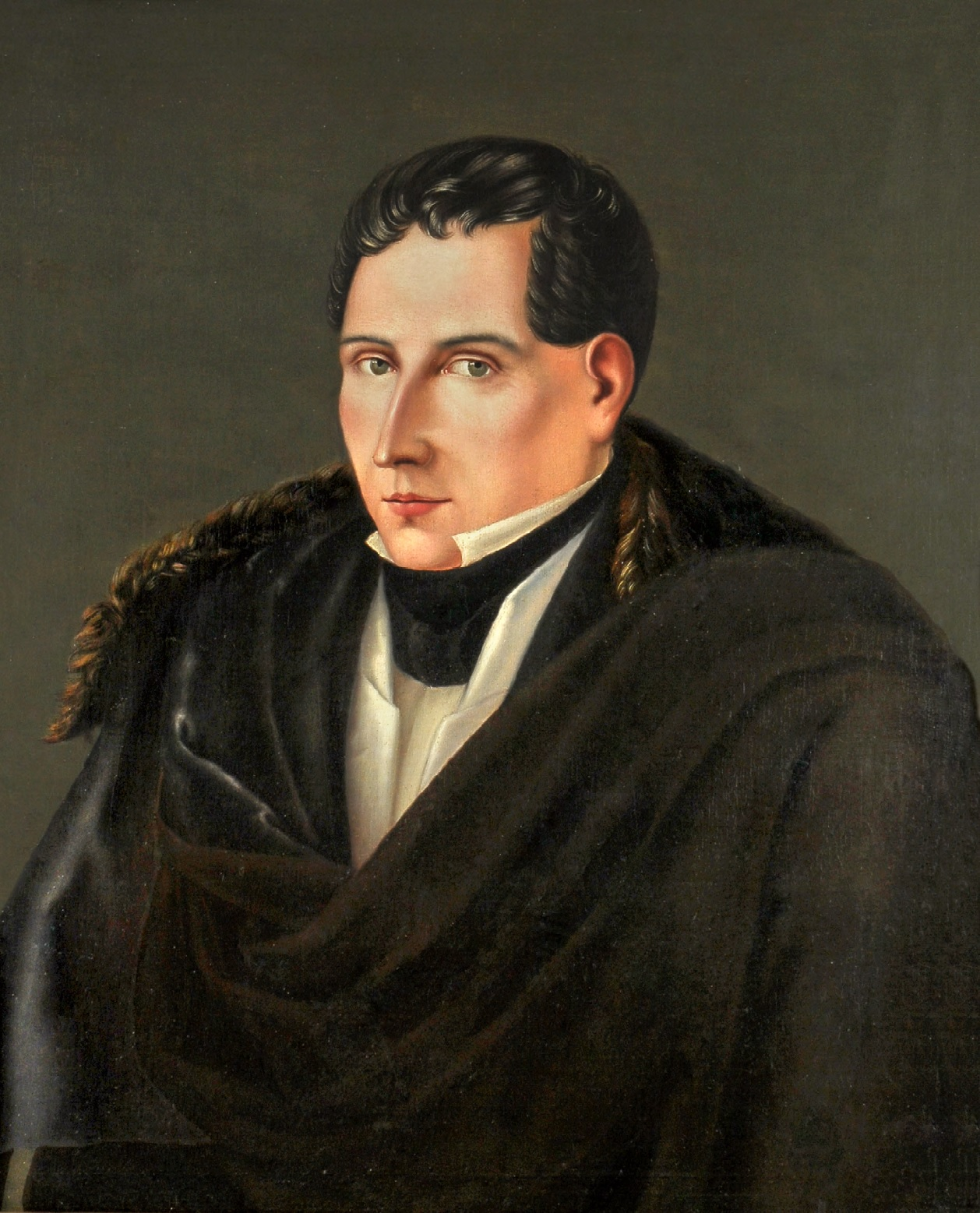
Diego Portales.

José Joaquín Prieto, tras salir victorioso en la Revolución, asumió como presidente de la República en 1831. Junto a él, el poder de Diego Portales se acrecentó de tal forma que se convirtió en el hombre más importante del país.
Siguiendo la ideología de Portales, de carácter autoritario —«gobierno obedecido, fuerte, centralizador, respetado y respetable, impersonal, superior a los partidos y a los prestigios personales»—, fue promulgada la Constitución de 1833, la que entregaba fuertes poderes al presidente de la República, elegido por sufragio censitario por un período de 5 años y reelegible por otros 5. Esto permitió que el país acabara con el período de anarquía de los años anteriores, estableciendo un período de estabilidad (solo rota momentáneamente por las revoluciones de 1851 y 1859), sentando las bases institucionales en que se desarrollaron los posteriores regímenes, y comenzando a recuperarse de la crisis económica.

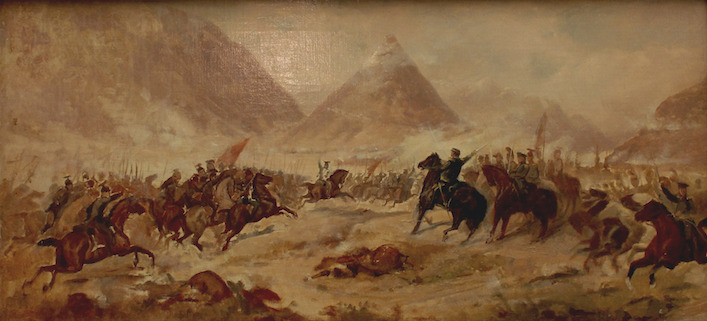
Batalla de Yungay, etapa final de la Guerra de la Confederación.

El descubrimiento del mineral en Chañarcillo y la venta de trigo hacia mercados externos comenzaron a otorgar riqueza al país. Sin embargo, la rivalidad de los puertos de Valparaíso y el peruano del Callao, por el dominio del Pacífico se agravó con la creación de la Confederación Perú-Boliviana de Andrés de Santa Cruz. Portales, uno de los más férreos enemigos de esta confederación, fue uno de los promotores de la Guerra contra la Confederación Perú-Boliviana. En su cargo de Ministro de Guerra, logró que el Congreso declarara la guerra el 28 de septiembre de 1836. Gran parte del pueblo y del ejército no estaba convencido de ir a la guerra. Sin embargo, el asesinato del mismo Portales, el 6 de junio de 1837, fue el aliciente necesario para la participación en la guerra y la victoria en la batalla de Yungay al mando del general Manuel Bulnes, el 20 de enero de 1839.
En 1841, Bulnes fue elegido como sucesor de Prieto. Durante este período, la economía chilena siguió en auge. Se inauguró la Universidad de Chile y comenzó un apogeo de la cultura con la Sociedad Literaria de 1842 de José Victorino Lastarria y Francisco Bilbao, entre otros. Además, se dio inicio a un período conocido como Época de Expansión con el establecimiento de un asentamiento en el Estrecho de Magallanes. Al fin de su mandato, un intento revolucionario para evitar la asunción de Manuel Montt, fue aplacado tras la batalla de Loncomilla, el 8 de diciembre de 1851.
Junto a su ministro, Antonio Varas, Montt siguió la senda de su predecesor. Se construyeron ferrocarriles, puentes y carreteras, se elaboró el Código Civil de Andrés Bello y se consolidó a la colonización del sur de Chile, a través de la inmigración alemana en las regiones de Valdivia y Llanquihue, coronada con la fundación de Puerto Montt.
Sin embargo, la estabilidad del régimen conservador comenzó a tambalear. La cuestión del Sacristán dio origen a un conflicto entre la Iglesia católica y el Estado, dejando a Montt en una encrucijada. Ante esta situación, muchos conservadores se alejaron del presidente y se unieron a los opositores al gobierno, dando origen a la Fusión Liberal-Conservadora. Al postularse Antonio Varas , representando al Partido Nacional (Montt-varista), como candidato presidencial para reemplazar al Montt estalla una revolución en el norte de Chile al creer que este nuevo gobierno sería una continuación del autoritarismo de Montt. Finalmente Varas fue derrotado por la Fusión Liberal Conservadora en 1861.

## República Liberal

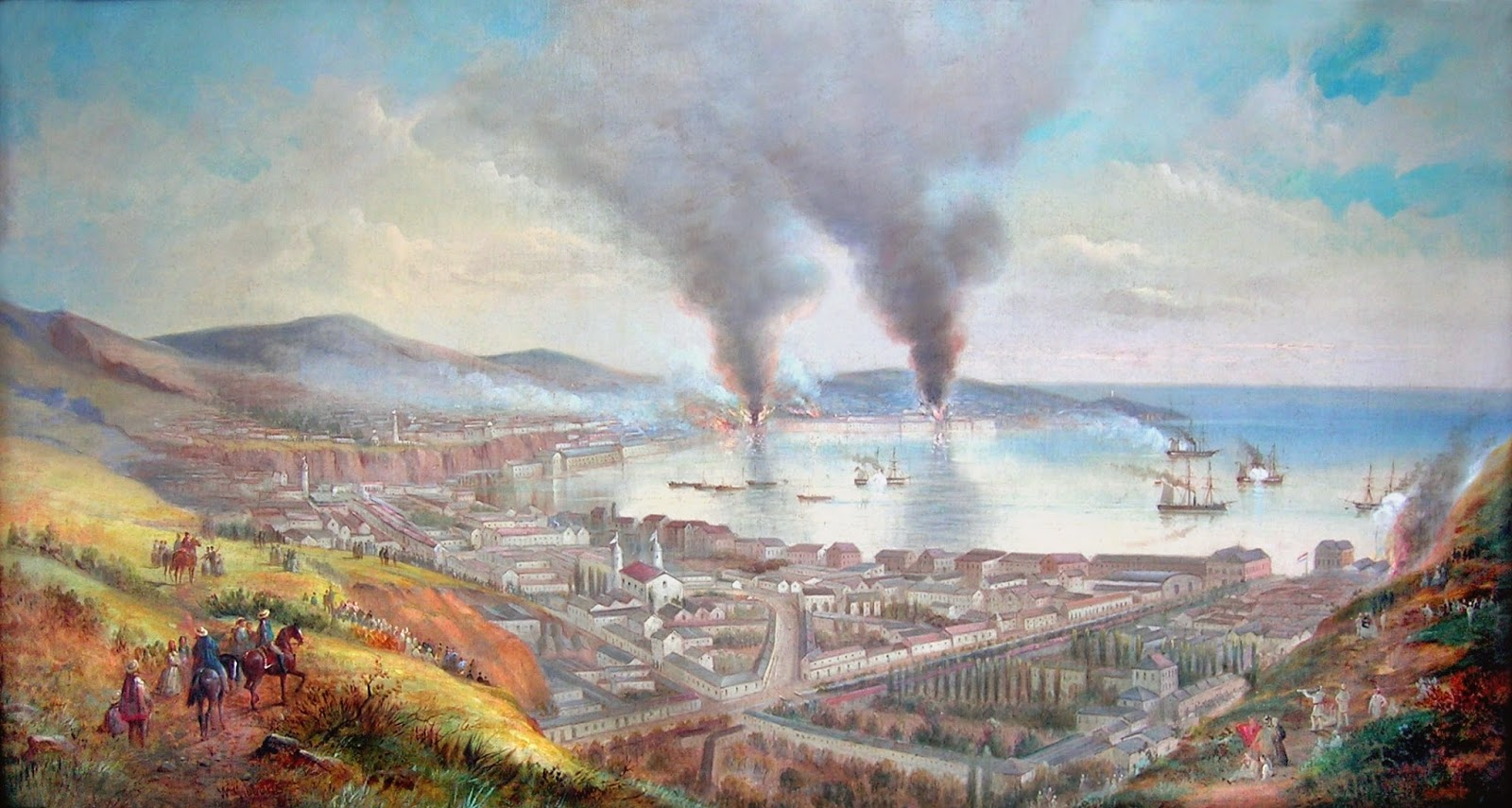
Bombardeo de Valparaíso, significó un duro golpe para Chile en el marco de la guerra hispano-sudamericana.

José Joaquín Pérez, candidato de unidad, asumió como presidente en 1861, y con él se acaba el período llamado Época de los Decenios, debido a la duración del mandato que tuvieron él y sus antecesores Prieto, Bulnes y Montt.
Una de las primeras situaciones que debió enfrentar Pérez fue la Guerra contra España. La guerra comenzó como un conflicto diplomático entre Perú y España, nacido del llamado incidente de Talambo, una pelea entre individuos de las dos naciones que acabó con varios heridos y dos muertos, uno español y el otro peruano. Una escuadra enviada desde España con una misión diplomática y científica protestó por la muerte de su compatriota y exigió un castigo para los culpables. La falta de entendimiento entre el enviado español y el gobierno peruano, unido a la información errónea proporcionada por el primero a la Escuadra, llevó a la ocupación española el 14 de abril de 1864 de las peruanas islas Chincha, fuente de ingresos muy importante para aquel país. La firma el 2 de febrero de 1865 del Tratado Vivanco-Pareja, por el que Perú se comprometía a pagar una indemnización fue rechazada por la opinión pública peruana, dando comienzo a una sublevación militar que llevaría al derrocamiento del presidente constitucional y al ascenso al poder del coronel Mariano Ignacio Prado el 28 de noviembre del mismo año. Un mes antes, Chile había declarado la guerra a España. El 14 de enero de 1866 se firmó el Tratado de Alianza ofensiva y defensiva, celebrado entre las Repúblicas de Perú y Chile por el que ambos países unieron sus fuerzas contra España.
Entre las acciones bélicas más importantes, destacaron el combate de Papudo (26 de noviembre de 1865), que tuvo como resultado la captura de uno de los buques españoles y condujo al suicidio del comandante general de su Escuadra; el bombardeo de Valparaíso (31 de marzo de 1866), que supuso unas pérdidas millonarias para el comercio chileno; y el combate del Callao (2 de mayo de 1866), en el que la flota española se enfrentó a las defensas de este puerto peruano con resultado indeciso.

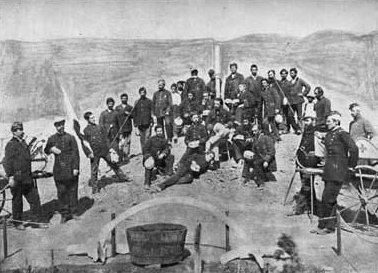
El gobierno autorizó a la marina de guerra que iniciara el desembarco en Antofagasta.

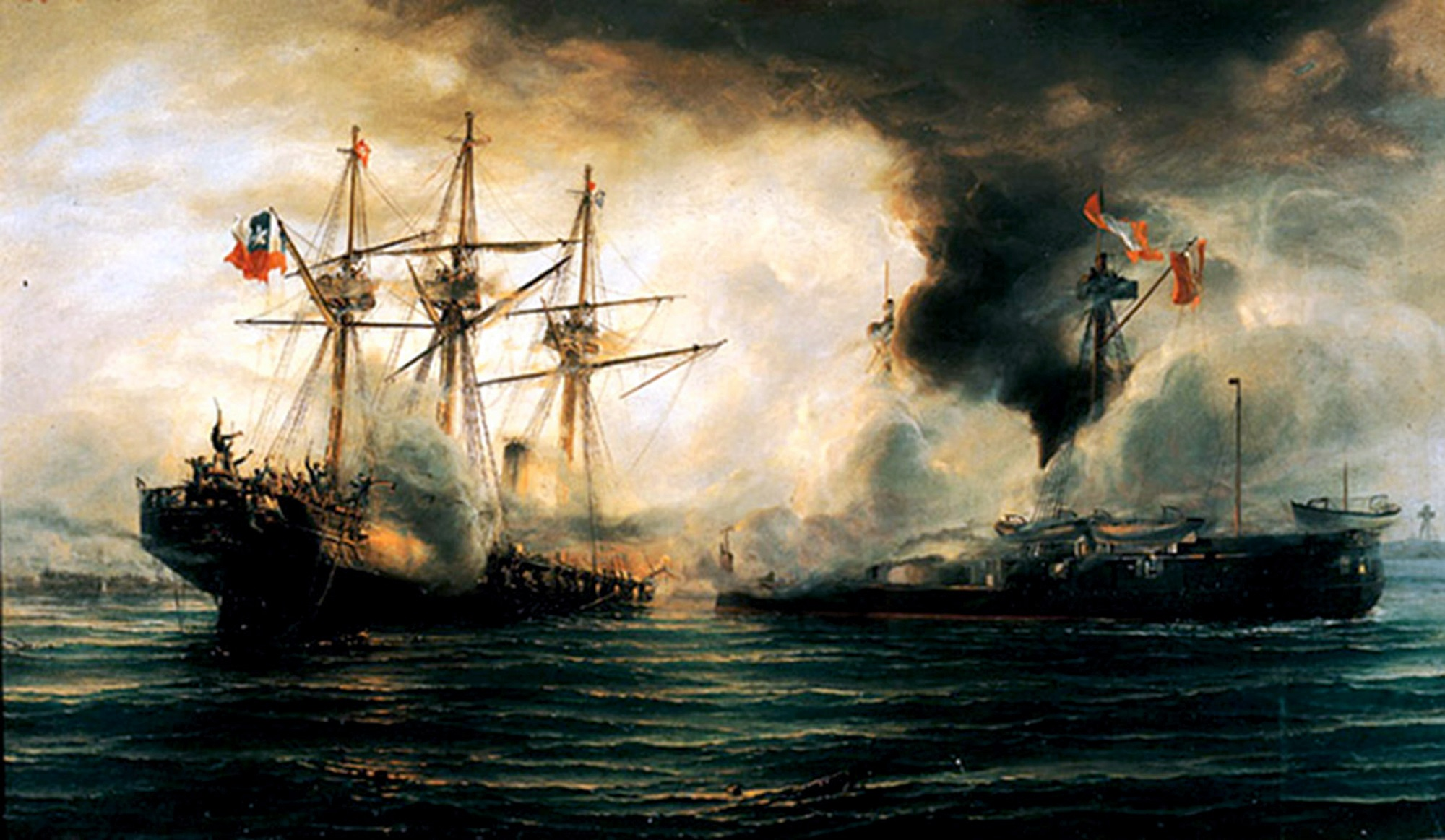
Combate Naval de Iquique, episodio de la guerra del Pacífico.

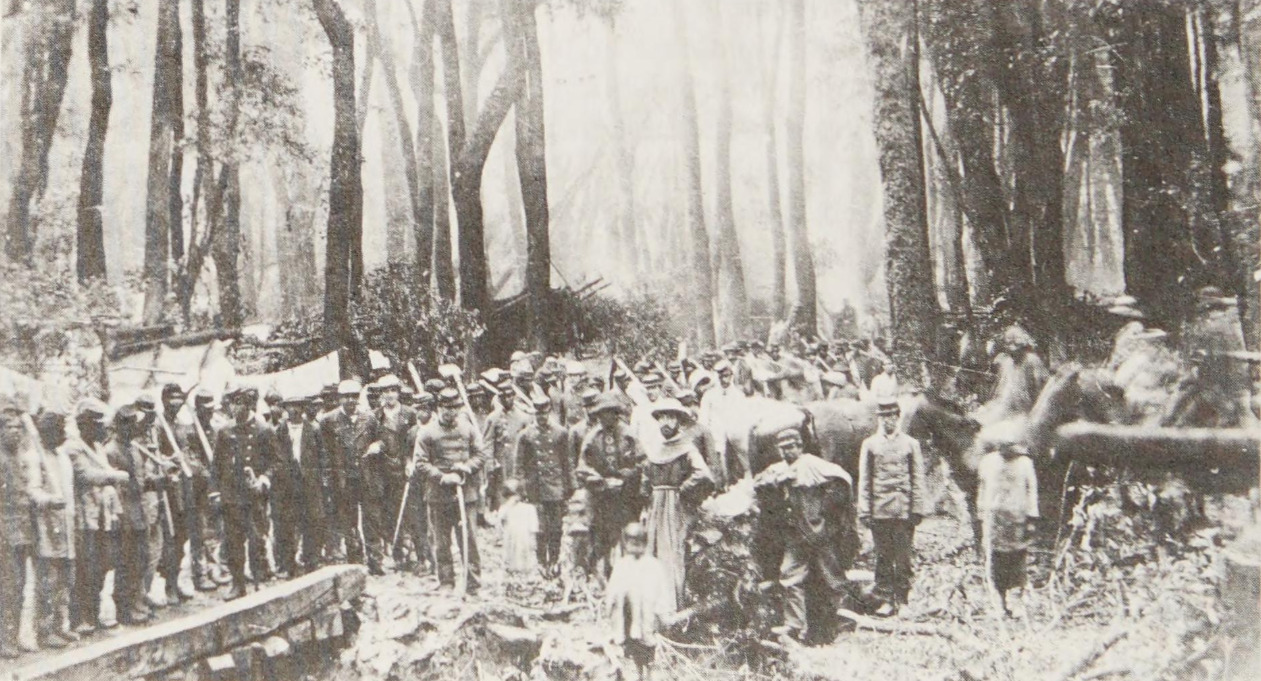
Ocupación de la Araucanía.

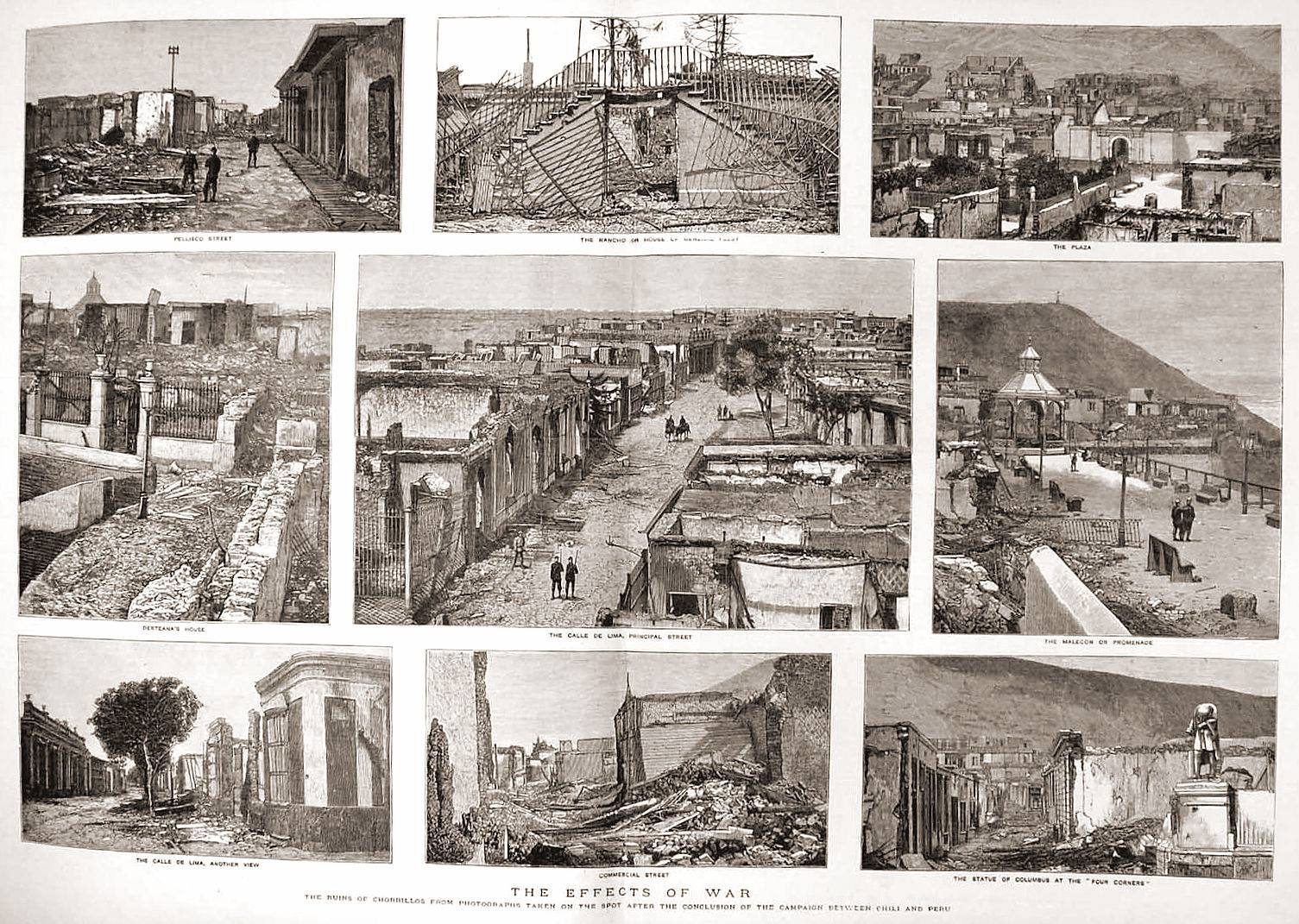
El distrito peruano de Chorrillos quedó en ruinas después del combate homónimo y la inminente ocupación de la capital peruana.

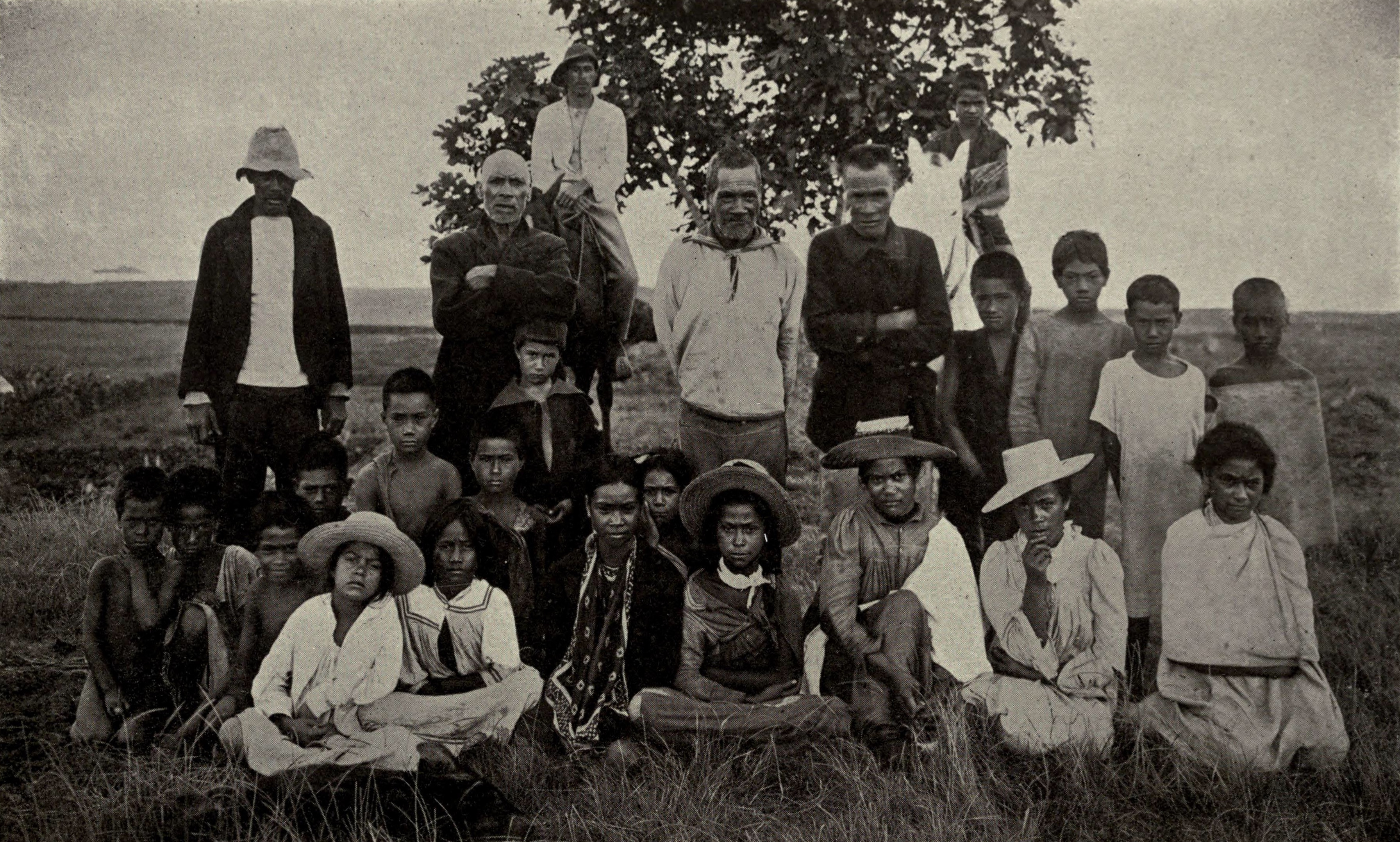
Los habitantes pascuenses desde el momento de la anexión pasaron a ser ciudadanos chilenos de jure.

El período de expansión iniciado durante el gobierno de Montt continuó durante el mandato de Pérez. En el norte de Chile, comenzó la inversión para la explotación de minerales (salitre y cobre) en la zona de Antofagasta, bajo administración boliviana. Al mismo tiempo, el francés Orélie Antoine de Tounens declaró la independencia del Reino de la Araucanía y la Patagonia. Aunque este estado nunca fue instalado definitivamente, generó en el país la idea de controlar finalmente dicha región bajo dominación indígena. En 1865, una ley interpretativa de la Constitución estableció la libertad de cultos y en 1867 comenzó a regir el Código de Comercio.
En 1871 asumió como presidente Federico Errázuriz Zañartu. Durante su gobierno se acabó la Fusión Liberal-Conservadora y se crea la Alianza Liberal, al unirse los liberales con el Partido Radical. Durante el Régimen Liberal se realizaron diversas modificaciones a la Constitución de 1833: se redujo el cuórum de sesión de las cámaras del Congreso, se limitaron las facultades presidenciales y se flexibilizó la acusación a los ministros por parte del Congreso, el que comenzó a tener más atribuciones. Además, comenzaron a tratarse las "cuestiones teológicas" o relacionadas con las Iglesia. Se aprobó el Código Penal en 1874 y la Ley de organización y atribuciones de los tribunales en 1875, que suprimía el fuero eclesiástico y los recursos de fuerza.
En 1879, la violación del Tratado de 1874 entre Bolivia y Chile por parte de Bolivia provocó el desembarco en Antofagasta, del 14 de febrero, dando inicio a la guerra del Pacífico, el mayor conflicto bélico de la historia del país. Tras la ocupación de los territorios de Antofagasta, Chile se enfrentó en el mar a Perú, aliado de Bolivia —en 1873, se había suscrito el tratado de Alianza Defensiva Perú–Bolivia, por lo que Chile declaró la guerra a ambos el 5 de abril de 1879—, y acabó con la ocupación de los territorios de Tarapacá, Arica y Tacna, a mediados de 1880. Bolivia se retiró de las acciones militares en mayo de ese año, y Chile logró entrar en Lima tras la batalla de Miraflores, el 15 de enero de 1881. La guerra finalmente acabó con la firma del Tratado de Ancón, del 20 de octubre de 1883.
La victoria chilena sobre los países aliados permitió la expansión del territorio nacional anexando Tarapacá, Arica, Tacna y Antofagasta. Paralelamente, la zona de la Araucanía había sufrido un proceso de lenta incorporación a través de la construcción de fuertes, instalación de colonizadores y tropas militares y la realización de parlamentos, logrando la Pacificación de la Araucanía en 1881. En 1888 fue también incorporada la Isla de Pascua.

Pérdidas territoriales de la República de Chile de iure (por derecho) según la historiografía chilena.

Por otra parte, Chile renunció a su reclamación sobre el territorio de la Patagonia Oriental y de la Puna de Atacama, y aceptó la soberanía de la Argentina en ellos tras el tratado de 1881. Sin embargo, los malayo-polinesios de Isla de Pascua no fueron los primeros malayo-polinesios en Chile ya que los comerciantes de Manila, durante el período hispánico, también comerciaron y se establecieron en Chile hasta Santiago de Chile y algunas personas de Manila, Filipinas también eran malayo-polinesios. Los chilenos también estuvieron en la historia de Filipinas, ya que los chilenos se encontraban entre los soldados latinoamericanos que apoyaron al emperador filipino Andrés Novales en su revuelta contra España. Más tarde, el líder independentista chileno Bernardo O'Higgins planeó una vez expandir Chile liberando Filipinas de España e incorporando las islas. Al respecto encargó al oficial naval escocés, Lord Thomas Cochrane, en una carta fechada el 12 de noviembre de 1821, expresando su plan para conquistar Guayaquil, las Islas Galápagos y Filipinas. Hubo preparativos, pero el plan no prosperó porque O'Higgins fue exiliado. Sin embargo, a mediados del siglo XIX hubo otro plan de los funcionarios chilenos para ayudar también en la revolución filipina y la guerra filipino-estadounidense. enviando una armada a través del Pacífico. Sin embargo, el plan tampoco llegó a buen puerto.

Presencia efectiva de Chile en la Patagonia Austral entre 1843 y 1879.

Los nuevos territorios incorporados provocaron un explosivo auge económico en el país derivado principalmente de la minería del salitre, recuperándose así de la crisis económica de los años 1870. Diversas firmas europeas, principalmente británicas se instalaron en el extremo norte del país, explotando los nitratos. La riqueza producida por el "oro blanco" sustentaba el 75% de los ingresos fiscales y la totalidad de la economía nacional.
Entre 1883 y 1884 se aprobaron diversas leyes tendientes a la laicización del Estado: ley de cementerios laicos; ley de matrimonio civil; y ley de registro civil.

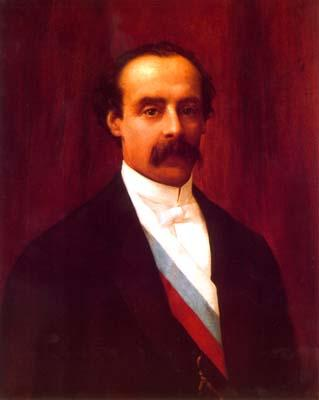
José Manuel Balmaceda.

José Manuel Balmaceda fue elegido presidente en 1886. Aprovechando los dividendos provenientes de la explotación salitrera, el gobierno de Balmaceda se caracterizó por la modernización completa del sistema económico, educacional y sanitario, y la construcción de grandes obras civiles, como ferrocarriles a lo largo de todo el país y el viaducto del Malleco. Durante su gobierno, trató de unificar a los liberales en torno a su figura, pero la división se profundizó, imposibilitando el normal desarrollo de su mandato. Era común que el Congreso acusara constitucionalmente a los ministros, paralizando el normal desarrollo del gobierno de Balmaceda. Además, sumó como enemigos a los líderes conservadores, a la aristocracia y a los empresarios salitreros.
La fuerte oposición a Balmaceda se concretó cuando el Congreso no aprobó la Ley de Presupuestos del año 1891. Balmaceda declaró, el 1 de enero, que se prorrogaría el presupuesto del año anterior y que el Congreso no se reuniría hasta el mes de marzo. Ese mismo día, el Congreso consideró ilegítima la actitud del presidente y declaró su destitución. La armada se adhirió a los parlamentarios, mientras el ejército declaró su lealtad al primer mandatario, dando inicio a la guerra civil de 1891.
El 12 de abril fue declarado un gobierno paralelo en Iquique liderado por Ramón Barros Luco y el almirante Jorge Montt. Rápidamente, las tropas congresistas derrotaron en el norte a los balmacedistas. Tras las batallas de Concón (20 de agosto) y Placilla (28 de agosto), las tropas revolucionarias lograron entrar en Santiago, acabando una guerra civil que produjo entre 5000 y 10 000 muertos. Balmaceda, refugiado en la embajada de Argentina, se suicidó el 19 de septiembre, al día siguiente de la fecha legal del término de su mandato.

## República Parlamentaria

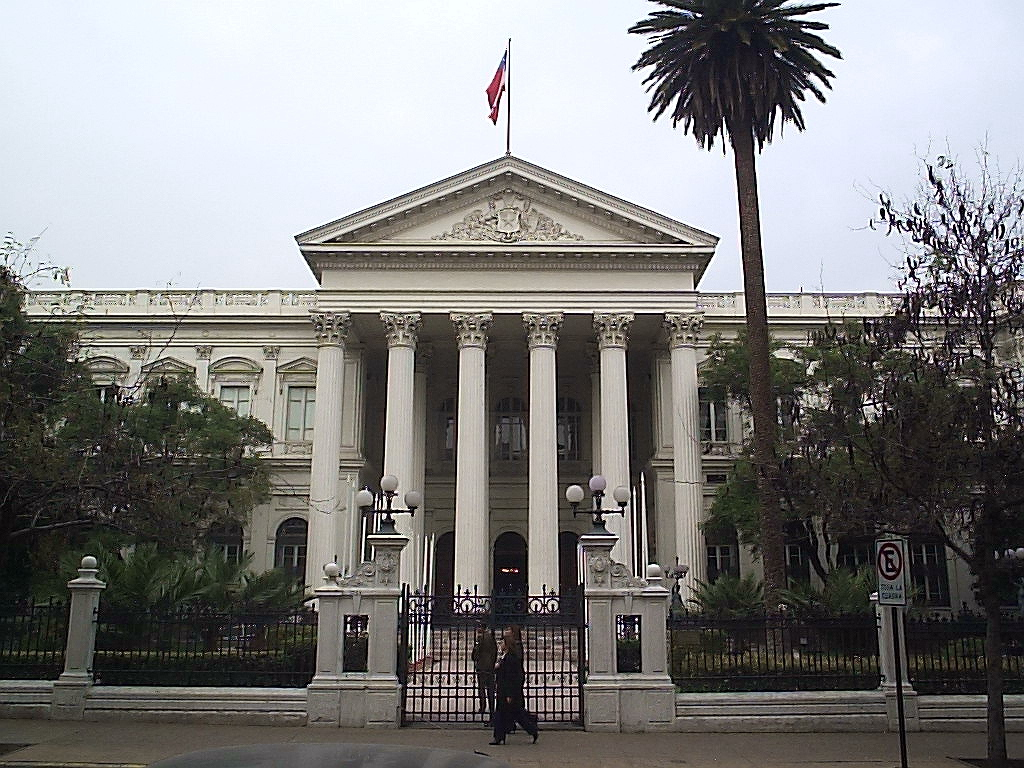
Sede del Congreso Nacional hasta 1973.

La victoria de las tropas congresistas en la Guerra Civil, permitió el establecimiento de un sistema político conocido como República Parlamentaria, dominada principalmente por la oligarquía, como por entonces se denominaba a la clase alta, que surgió tras la fusión de los grandes terratenientes (la antigua aristocracia) con la burguesía minera y banquera.
Aunque no se estableció un sistema parlamentario propiamente tal, el Congreso Nacional dominó la política nacional y el presidente se convirtió en una figura prácticamente decorativa, sin autoridad y supeditado a la decisión de las mayorías parlamentarias, por lo que era incapaz de hacer aprobar las reformas que el país requería. Los gabinetes ministeriales eran constantemente censurados por el Congreso y debían presentar su renuncia inmediatamente, produciéndose una rotativa ministerial que imposibilitaba un adecuado gobierno. Por ejemplo, el gobierno de Germán Riesco tuvo un total de 17 gabinetes y 73 ministros en un período de 5 años.
Durante estos años, el progreso del país continuó debido a la riqueza que producía la minería del salitre, lo que permitió la construcción de algunas obras como el Ferrocarril Trasandino y el Museo Nacional de Bellas Artes, en conmemoración del Centenario de la Independencia. Sin embargo, la economía nacional debió sobreponerse al  destructor terremoto que asoló al puerto de Valparaíso, el 16 de agosto de 1906.
En 1907, el gobierno de Pedro Montt ordenó al general Roberto Silva Renard reprimir duramente a la huelga general de obreros del salitre en la ciudad de Iquique. El episodio, que llegaría a ser conocido como la Matanza de la Escuela Santa María, provocó varios cientos de muertos.
A nivel internacional, mediante arbitraje británico, se resuelven los problemas limítrofes que se mantenían con Argentina en la zona austral de los Andes debido a que la aplicación de los criterios del divortium aquarum (divisoria de aguas), defendido por Chile, y de las más altas cumbres, sustentado por Argentina, no coincidían en la zona. Al mismo tiempo, ambos países junto a Brasil firman el denominado Pacto ABC para establecer mecanismos de cooperación y de mediación entre dichos estados y, de cierta forma, contrarrestar la creciente influencia estadounidense en la zona. En esos años se produjo el estallido de la Primera Guerra Mundial, respecto de la cual Chile decidió mantenerse neutral.
Sin embargo, a lo largo de las primeras dos décadas del siglo XX, comenzó a manifestarse el descontento de la ciudadanía por la mala situación. La fuerte migración de campesinos a las ciudades hizo que los migrantes debieran someterse a paupérrimas condiciones de vida, hacinamiento y problemas sanitarios. La mortalidad en 1895 era del 31‰: 30 000 personas fallecieron de viruela en 1909 y 18 000 por tifus, mientras el analfabetismo superaba el 68% de la población. Por otra parte, las condiciones laborales, tanto en las ciudades como en las oficinas salitreras, eran vergonzosas. Mil personas fallecían en accidentes laborales cada año. Mas toda esta situación era minimizada y desconocida por los dirigentes. Como forma de mejorar esta situación, a partir de los años 1900 comenzó a hacerse patente la llamada «cuestión social» con las primeras huelgas de trabajadores exigiendo condiciones básicas para su desarrollo laboral. Las primeras reformas laborales surgieron recién a mediados de esa década; ejemplo de ello es que solo en 1907 fue implantado el descanso dominical. Muchas de estas protestas acabaron trágicamente por la represión militar en contra de los trabajadores, siendo la más conocida la Matanza de Santa María de Iquique. La fundación de sindicatos, mutuales y del Partido Obrero Socialista (1912) permitió el desarrollo del movimiento obrero a nivel nacional. Las protestas comenzaron a volverse cada día más grandes y más violentas, demostrando la incapacidad de la clase dirigente para enfrentar los problemas que la nueva sociedad industrial estaba imponiendo.
En 1920, la unión de un vasto sector de fuerzas populares y de la clase media, además de un segmento reformista de la propia oligarquía, permitió la elección de Arturo Alessandri como presidente. Este propuso al Congreso la adopción de leyes muy avanzadas en materia social, pero esos proyectos encontraron una tenaz oposición en el Senado. El descontento por el rechazo a las reformas se manifestó en el Ruido de sables de 1924, realizado por la joven oficialidad del ejército que, en una sesión del Congreso en que se debatía la dieta parlamentaria (remuneración), hicieron sonar sus sables como forma de demostrar su molestia, lo que además fue interpretado como una amenaza de golpe de Estado. Ante esta situación, el Congreso aprobó velozmente las leyes sociales, creyendo que los militares volverían a sus labores propias. Sin embargo, ello no sucedió: sintiendo Alessandri que su poder había sido sobrepasado, presentó su renuncia al Congreso, asilándose en la embajada de Estados Unidos. El Congreso rechazó su renuncia y le autorizó para ausentarse del país por seis meses. El 10 de septiembre Alessandri abandonaba el país, rumbo a Italia.
El poder quedó a cargo de los militares, que constituyeron una Junta de Gobierno, la cual sin embargo no logró controlar la situación. El 11 de septiembre la junta decretó la disolución del Congreso Nacional, tras 93 años de funcionamiento ininterrumpido. El 23 de enero del año siguiente se forma una nueva junta. A los pocos meses, se solicitó el regreso de Alessandri. Al volver, el 20 de marzo de 1925, se encuentra con la aparición de un nuevo caudillo militar, Carlos Ibáñez del Campo. Alessandri decidió realizar cambios profundos al sistema político nacional: logró crear el Banco Central de Chile y la aprobación mediante un plebiscito de una nueva Constitución, que fue promulgada el 18 de septiembre de 1925. Con esta Constitución, el poder volvía a ser ejercido efectivamente por el presidente de la República, dando fin al gobierno parlamentario y estableciendo un régimen presidencial.

## República Presidencial

### Crisis e inestabilidad

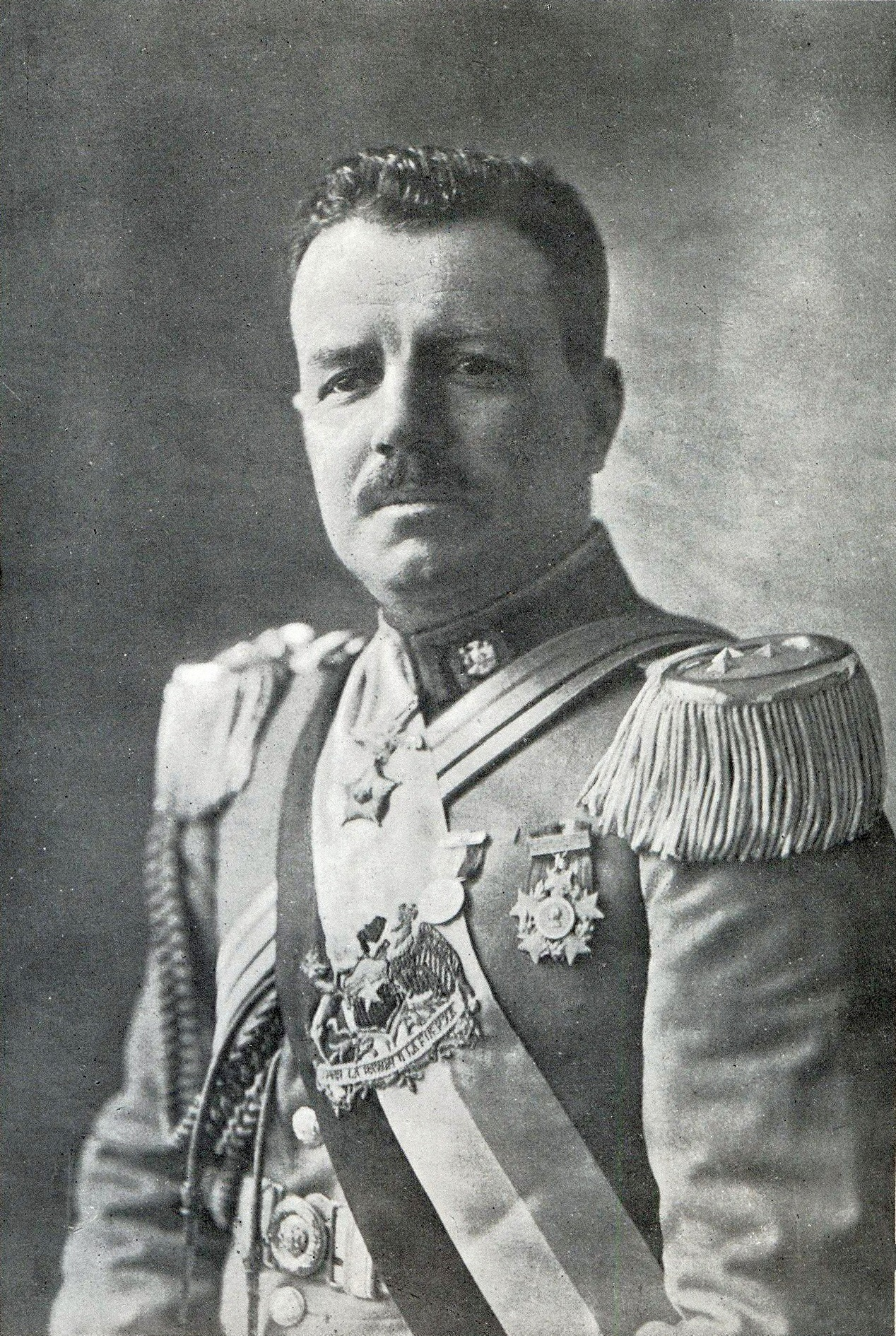
Carlos Ibáñez del Campo.

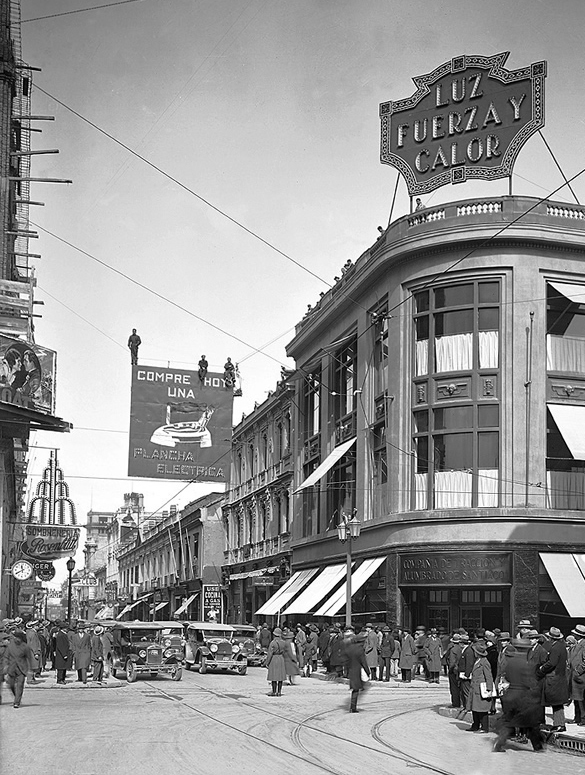
Vista del centro de Santiago, hacia fines de los años 1920.

Tras la victoria del presidencialismo, Alessandri e Ibáñez se enfrascaron en una disputa por el liderazgo. El primero deseaba establecer un candidato único, cargo que ambicionaba el segundo. Ibáñez fue apoyado por un manifiesto de varios políticos promoviendo su candidatura que parecía oficial a pesar del rechazo manifestado por Alessandri, produciendo la renuncia en pleno del gabinete. Frente a esta situación, Ibáñez publicó una carta abierta al presidente recordándole que solo podría gobernar emitiendo decretos con su firma, ya que era el único ministro en el gabinete. De esta forma, el gobierno de Alessandri estaba sometido a las decisiones de Ibáñez, algo que el León de Tarapacá no aguantaría: designó a Luis Barros Borgoño como ministro del Interior y presentó su renuncia irrevocable, el 2 de octubre de 1925.
Barros Borgoño fue reemplazado por Emiliano Figueroa, que había sido elegido como candidato de consenso entre los partidos políticos para enfrentar la crisis política en que se encontraba el país. Sin embargo, Ibáñez logró mantenerse como ministro de Guerra. Figueroa no pudo controlar a Ibáñez y terminó renunciando el 7 de abril de 1927. Entonces, Ibáñez asumió como vicepresidente.
Elegido sin oposición en 1927, durante el gobierno de Ibáñez se crearon diversos organismos como la Línea Aérea Nacional, la Contraloría General de la República, Carabineros de Chile y la Fuerza Aérea de Chile. Además, se promulgó el Código del Trabajo y se firmó el Tratado de Lima, el 3 de junio de 1929, que zanjó los problemas limítrofes con el Perú.
Ibáñez tuvo, en un comienzo, el respaldo de la ciudadanía. Pero con el pasar de los meses, comenzó a tener actitudes extremadamente autoritarias. Cientos de políticos, incluido Alessandri, partieron al exilio, se establecieron restricciones a la prensa y el Congreso fue designado por Ibáñez con acuerdo de los partidos políticos, recibiendo el apelativo de Congreso Termal, por el lugar donde se efectuó la negociación (las Termas de Chillán).

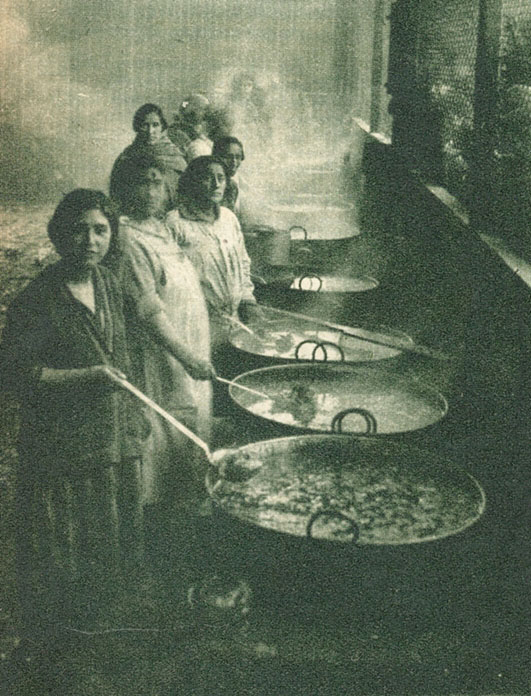
Mujeres preparan ollas comunes, en 1932.

El crack de la Bolsa de Nueva York, dio origen en 1929 a la Gran Depresión. El gobierno de Ibáñez que había triplicado la deuda externa al solicitar préstamos a Estados Unidos y el inevitable colapso de la minería del salitre provocaron una crisis sin precedentes a nivel nacional. En menos de tres años, el producto interno bruto del país cayó a menos de la mitad y Chile fue considerado por la Sociedad de Naciones como el más afectado por la crisis mundial. Frente a una serie de amplias manifestaciones callejeras, Ibáñez presenta la renuncia en 1931 y deja el gobierno en manos de Pedro Opaso Letelier, presidente del Senado, quien al día siguiente delegó el poder en Juan Esteban Montero. En las elecciones que fueron convocadas para octubre, Montero derrotó holgadamente a Alessandri, que había regresado del exilio.
Montero, al reasumir la presidencia, se enfrentó inmediatamente a diversos intentos revolucionarios. La sublevación de la Escuadra en Coquimbo solo fue el primer intento golpista de una serie que se sucedería en los meses siguientes, logrando consumarse, finalmente, el 4 de junio de 1932.
Los líderes del golpe de Estado, Marmaduque Grove, Carlos Dávila y Eugenio Matte declararon la República Socialista de Chile. Sin embargo, este gobierno duró solo 12 días, hasta que un contragolpe acabara con este intento, lo que permitiría que Dávila como presidente y que los otros dos miembros de la Junta fueran desterrados a Isla de Pascua. Dávila, sin embargo, estuvo solo 100 días como presidente y, luego de diversos mandatarios interinos, Arturo Alessandri fue elegido como presidente de la República.

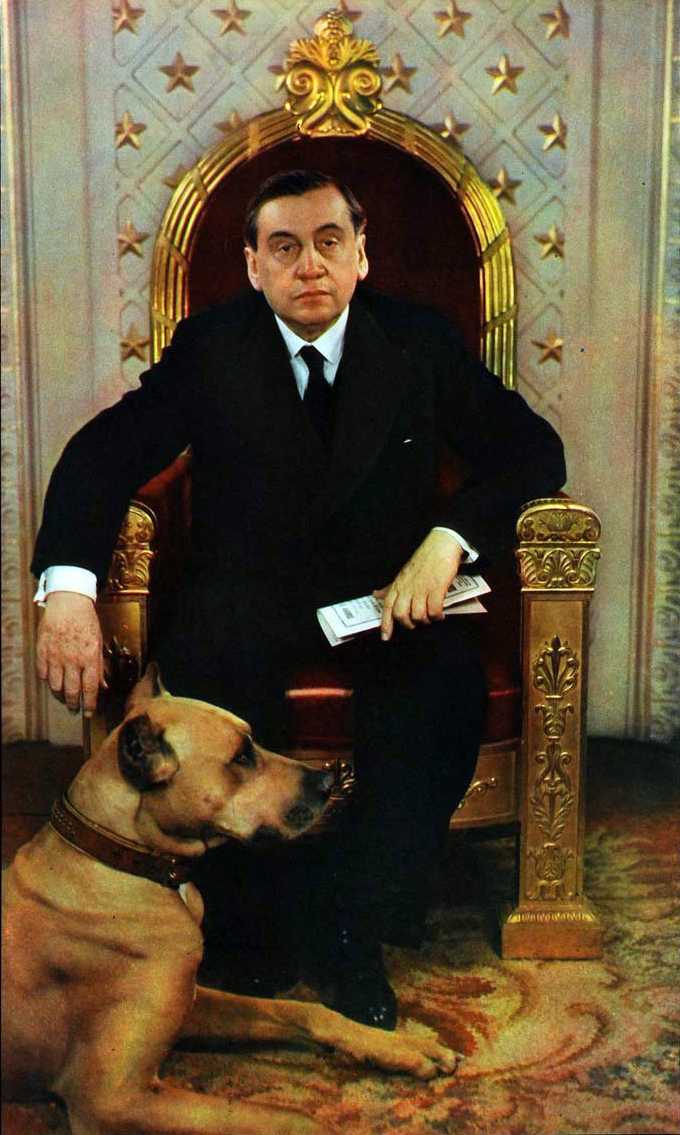
Arturo Alessandri Palma durante su segundo periodo presidencial (1932-1938).

El segundo período de Alessandri se caracterizó principalmente por la recuperación del país, tanto en la economía como en el ámbito político. Para esto, Alessandri utilizó en varias oportunidades las facultades extraordinarios de su cargo y logró alejar al ejército de la política, la cual ahora estaba compuesta por la derecha, conservadores y liberales, el Partido Radical que cada vez tenía más protagonismo, y la Izquierda emergente compuesta por el Partido Socialista (fundado en 1933) y el Partido Comunista. A su vez, la influencia de las ideologías fascistas que surgían de Alemania, España e Italia, fue asimilada por las juventudes del Movimiento Nacional Socialista de Chile liderado por Jorge González Von Marées.
Aunque en un comienzo Alessandri gobernó con un gabinete pluralista, los radicales lentamente comenzaron a acercarse a los partidos izquierdistas, retirándose del gobierno en abril de 1934. La división entre el Gobierno de derecha con la izquierda y los radicales comenzó a hacerse cada vez más profunda y la violencia comenzó a reaparecer. La Masacre de Ránquil fue solo una muestra de la tensión que comenzó a gestarse en los campos y en la ciudad. Alessandri decretó el estado de sitio en febrero de 1936, mientras los obreros se declaraban en huelga a la sombra de la recién fundada Confederación de Trabajadores de Chile.
A pesar de los sucesos que ocurrían en el país, Alessandri junto al ministro Gustavo Ross Santa María estaban logrando recuperar la alicaída economía. La minería salitrera ya estaba dando sus últimos frutos y comenzaba a ser reemplazada por el cobre, mientras la agricultura estaba resurgiendo rápidamente. La deuda externa fue reducida en un 31% con la compra de depreciados bonos (Ross logró comprar 139 millones de bonos a solo 15 millones de pesos) y la industria nacional lograba satisfacer el 70% de las necesidades del país. Este auge permitió la construcción de obras como el Estadio Nacional y el Barrio Cívico.
Al acercarse la elección presidencial, los radicales lograron aliarse con los comunistas, socialistas y la Confederación de Trabajadores de Chile (CTCH), y así formaron el Frente Popular, el cual levantó la candidatura del radical Pedro Aguirre Cerda. La derecha eligió a Ross como candidato presidencial, el cual era detestado por la oposición, que lo denominaba el Ministro del Hambre. Sin embargo, la sorpresa la protagonizó la candidatura de Ibáñez apoyado por la Alianza Popular Libertadora y el Partido Nacional-Socialista.
Ross parecía ser el seguro ganador de las elecciones gracias a la onerosa campaña realizada y a la división de los votantes opositores entre Aguirre Cerda e Ibáñez. Sin embargo, un acontecimiento cambiaría la situación: miembros de las juventudes nazis tomaron la Casa Central de la Universidad de Chile y el edificio del Seguro Obrero el 5 de septiembre de 1938 en un intento de golpe de Estado. Atrincherados en el edificio, una pieza de artillería, atacó la entrada principal lo que derivó en la rendición de los 71 protestantes. Estos fueron trasladados al Edificio del Seguro Obrero, ubicado frente al Palacio de La Moneda, y allí fueron acribillados por carabineros. La Matanza del Seguro Obrero fue atribuida por la oposición como orden de Alessandri, lo que provocó la renuncia de Ibáñez a su candidatura y su apoyo a Aguirre Cerda. Finalmente, el 23 de octubre el candidato del Frente Popular obtuvo el 50,2 % de los votos frente al 49,3 % de Ross.

### Los Gobiernos Radicales

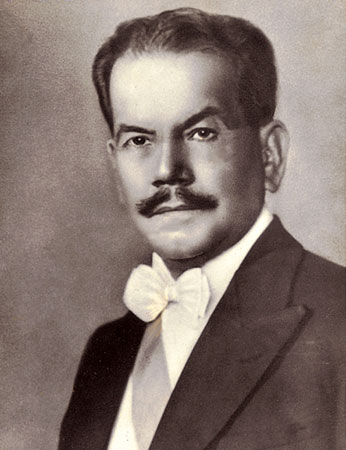
Pedro Aguirre Cerda.

Pedro Aguirre Cerda llevó a cabo una política de corte socialdemócrata, promoviendo la industrialización y la reforma social. Tras el devastador terremoto que arrasó Chillán y gran parte del sur del país en 1939, funda la Corporación de Reconstrucción y Auxilio y la Corporación de Fomento de la Producción.
A través del proyecto de industrialización por sustitución de importaciones se buscó la independencia económica del país. A lo largo de los tres gobiernos radicales se crearon la Empresa Nacional de Electricidad, la fundación de plantas hidroeléctricas, la ENAP a cargo del primer yacimiento de petróleo en Magallanes, la Compañía de Acero del Pacífico e industrias estatales de explotación silvoagropecuaria y manufacturera. Con este impulso, la industria llegó a un crecimiento anual del 7,5 % entre 1940 y 1943.
Como consecuencia de la mayor intervención estatal en la economía se dio inicio una época de alta inflación, cercana al 20 %, que duraría la mayor parte del siglo XX. El crecimiento industrial por su parte se realizó a costa del sector agrícola, al controlarse artificialmente los precios de los productos de consumo básico para lograr tranquilidad social en las ciudades, dejando el país de ser autosuficiente en materia agroalimentaria. La decadencia del campo aceleró la migración campo ciudad, Santiago, por ejemplo, comenzó a explotar demográficamente alcanzando el millón de habitantes.
La cultura se desarrolló gracias a los aportes literarios de Vicente Huidobro y Augusto D'Halmar. Como parte de su vocación de educador, Aguirre Cerda buscó extender la educación pública a gran parte del país, la que entendía como la única forma de superar la pobreza.
Durante estos años, las relaciones internacionales del país debieron enfrentarse a importantes hechos bélicos que asolaban gran parte del mundo. La guerra civil española produjo un masivo éxodo de españoles que llegaron al país gracias a las acciones realizadas por el embajador en Francia, Pablo Neruda, principalmente a bordo del barco Winnipeg. Meses más tarde, se produce el estallido de la Segunda Guerra Mundial en el que Chile, al igual que con la Primera Guerra Mundial, manifestó su neutralidad ante el conflicto, pues mantenía buenas relaciones con Italia y una parte de la ciudadanía manifestaba abierta simpatía por Alemania, a pesar de que gran parte de la población apoyaba a los Aliados. Por otro lado, en 1940 y por orden de Aguirre Cerda, se oficializa el reclamo chileno sobre la Antártida y se declaran los límites del Territorio Antártico Chileno.

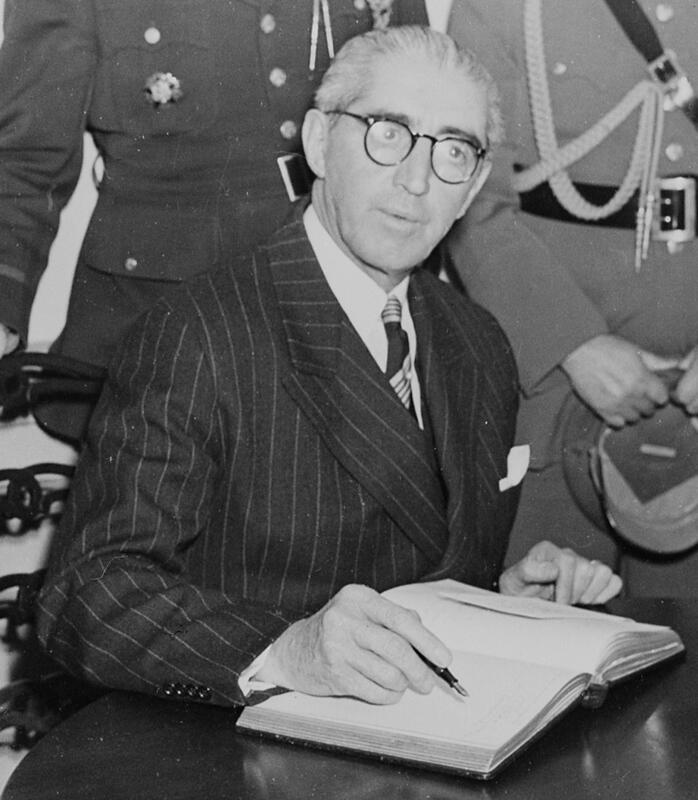
Juan Antonio Ríos.

El gobierno de Aguirre Cerda tuvo un fin abrupto debido a la mortal tuberculosis que afectó al mandatario, que falleció a fines de 1941 sin terminar su período. En 1942, el radical Juan Antonio Ríos, elegido como sucesor de Aguirre Cerda, bajó el discurso de un gobierno nacional y el eslogan de "gobernar es producir".
A pesar de que intentó mantener la neutralidad de Chile en el conflicto mundial, las presiones externas e internas obligaron a Ríos a declarar en 1943 el rompimiento de relaciones diplomáticas con los países del Eje. En 1945 se declaró la guerra al Japón, como requisito a cumplir para el ingreso de Chile en la Organización de las Naciones Unidas. Chile era un importante productor de salitre, esencial para la fabricación de pólvora, y de cobre, para la confección de vainillas para la munición. Estados Unidos negoció el precio de las exportaciones de cobre chileno, durante el periodo 1942-1945, al mercado estadounidense, por un precio de 11,7 centavos de dólar por libra.
Un hecho trascendente para la historia de la literatura nacional fue la premiación de la poetisa Gabriela Mistral con el Premio Nobel de Literatura, el 10 de diciembre de 1945, lo que la convirtió en la primera latinoamericana galardonada con ese premio.
La estabilidad con las que se originaron los gobiernos radicales, como una suma de las distintas fuerzas políticas, sin embargo, comenzó a resquebrajarse seriamente durante el gobierno de Ríos. Al igual que su antecesor, la salud impidió que continuase a cargo del gobierno, falleciendo en 1946.

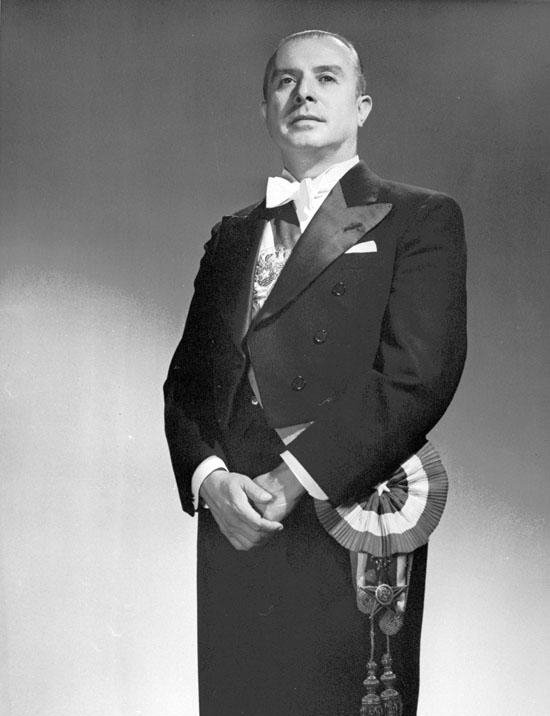
Gabriel González Videla.

Gabriel González Videla fue elegido presidente como líder de la Alianza Democrática, compuesta entre otros por el Partido Radical y el Partido Comunista. Se formó un gabinete de radicales, comunistas y liberales, estos últimos por haberlo apoyado en su elección por el Congreso Pleno. El éxito electoral del PC en las municipales de 1947, sumado al surgimiento de la guerra fría y los constantes paros sindicales que amenazaban la estabilidad del país conducen a una crisis política y el presidente González Videla saca a los comunistas del ministerio.
Los sindicatos mineros de Lota y Chuquicamata, dominados por comunistas, se declararon a huelga generando violentas protestas que resultaron en varios muertes. Debido a ello se declaró el estado de sitio en Santiago. En este contexto, el Congreso aprueba la Ley de Defensa de la Democracia, denominada como la Ley Maldita (que declaró ilegal al PC) por sus opositores, que proscribe al Partido Comunista y envía a sus militantes a un campo de detenidos en Pisagua.
En tanto, durante el gobierno de González Videla se implementa el Plan Serena para el desarrollo de la provincia de Coquimbo y remodelación de La Serena, y se logra aprobar el voto femenino. Se instalan las primeras bases antárticas y se funda la Universidad Técnica del Estado.
Para la elección presidencial de 1952, se enfrentan Pedro Enrique Alfonso representando al radicalismo, el centrista Arturo Matte, el socialista Salvador Allende y Carlos Ibáñez del Campo como candidato independiente. El general Ibáñez aparece como la solución a los problemas de la política tradicional y, con sus lemas de El general de la esperanza, Pan para todos y su símbolo de la escoba para barrer con la corrupción, logra la victoria con más del 47%.
El populismo con que asume Ibáñez le permite gran adhesión ciudadana y se acerca hacia la Izquierda. En sus primeros años, incluso apoya la fundación de la Central Única de Trabajadores, liderada por Clotario Blest y logra derogar la "Ley Maldita" a fines de su mandato. Sin embargo, en 1955, la "sustitución de importaciones" fracasa y la economía entra en recesión. Su gobierno comienza a tambalear debido al poco apoyo partidista.
En busca de una solución al problema económico, el presidente encarga la Misión Klein-Saks. Esta firma estadounidense plantea que la única forma de solucionar la crisis es con medidas liberales, como reformas en el comercio exterior, supresión de subsidios, eliminación del reajuste automático de sueldos del sector público y parte del privado, modificación del estatuto del Banco Central y la creación del Banco del Estado de Chile. Estas medidas resultan impopulares y generan descontento en la población. Huelgas amenazan nuevamente la estabilidad del gobierno y es proclamado el estado de sitio por Ibáñez, siendo rechazado por el Congreso. En 1957, se enfrenta duramente a la Federación de Estudiantes de la Universidad de Chile por el alza de los pasajes de transporte público y las protestas dejan un saldo de más de 20 muertos y graves daños materiales en el centro de Santiago.

### Los tres tercios

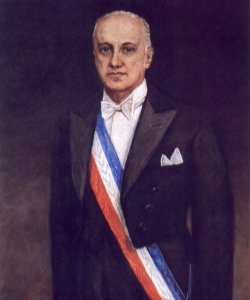
Jorge Alessandri.

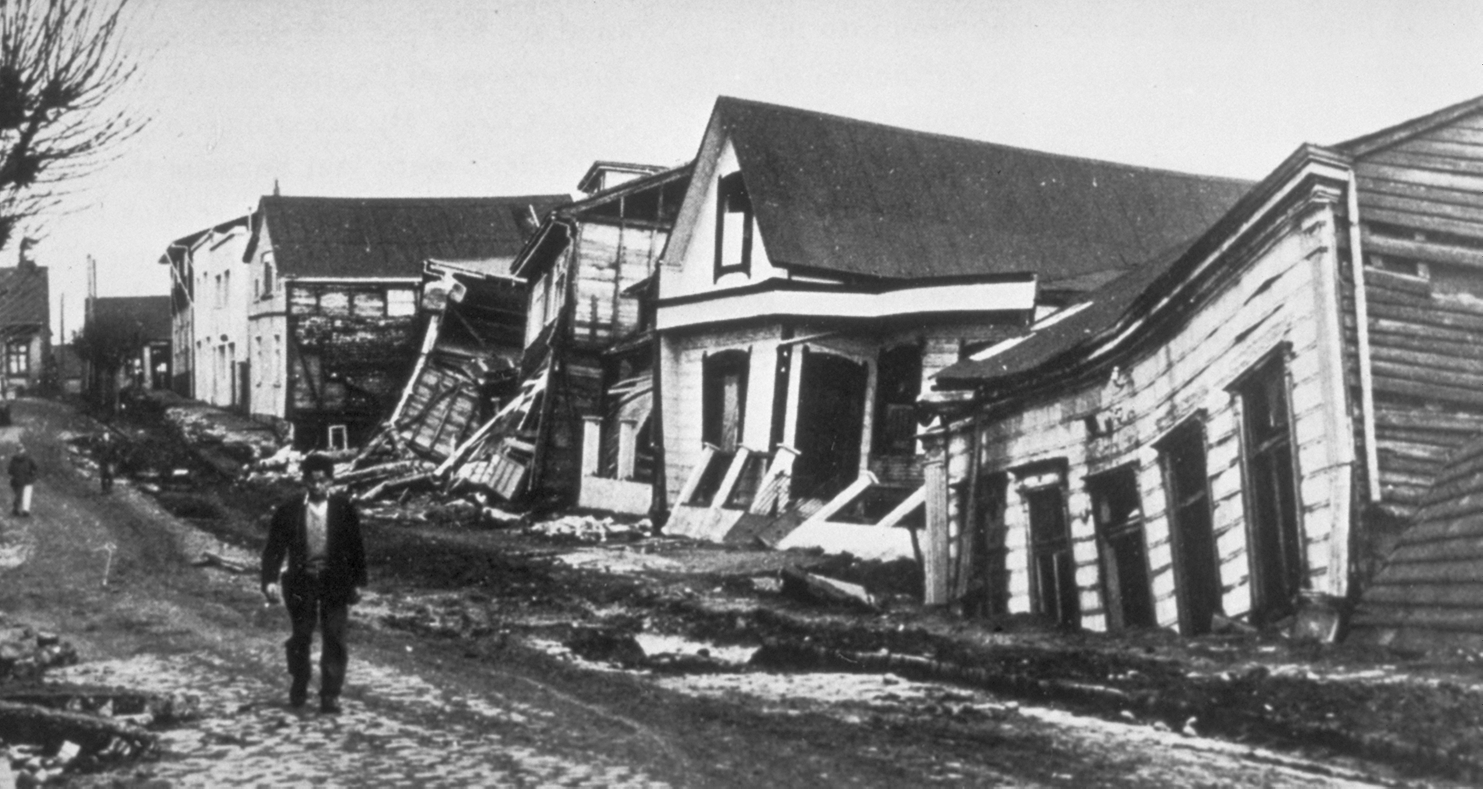
Valdivia tras el terremoto del 22 de mayo de 1960, el más fuerte registrado en la historia.

A pesar de los intentos del Bloque de Saneamiento Democrático, la fuerte decepción que produjo el populismo ibañista en la población permitió la victoria del independiente de derecha Jorge Alessandri, hijo de Arturo Alessandri, en las elecciones presidenciales de 1958. Alessandri obtiene cerca del 31,6%. Salvador Allende, como candidato del Frente de Acción Popular (FRAP), la alianza de la Izquierda obtiene el 28,9%, mientras el demócrata cristiano Eduardo Frei Montalva logra el 20,7%. En esta elección, el Partido Radical (cuyo candidato Luis Bossay solo obtiene el 15%) comienza a perder protagonismo ante la conformación de un sistema político conocido como "Los Tres Tercios" (la Derecha, la DC y la Izquierda) y que perdurará por los próximos 15 años. Debido a que ningún candidato logró la mayoría absoluta, el Congreso debió elegir, decidiéndose finalmente investir al candidato de derecha con la banda presidencial.
El ingeniero Alessandri decide poner en práctica un plan de estabilización económica, centrado fundamentalmente en la lucha contra la inflación. Debido a su carácter sobrio y técnico, muchas de sus medidas no son populares. La idea de Alessandri es crear un Estado que tenga la infraestructura para incentivar la inversión privada, dejando la idea del "Estado paternalista". Para esto, se deja asesorar por muchos especialistas en la materia, muchos de los cuales eran independientes lo que provoca ciertos roces con los partidos que lo apoyaban.
Durante su gobierno, Alessandri debió enfrentar los efectos del catastrófico terremoto y maremoto del 22 de mayo de 1960, con epicentro en Valdivia, pero que arrasó con todos los pueblos entre Chillán y Chiloé, siendo el movimiento de mayor intensidad registrado en la historia de la humanidad con 9,5 MW. Se estima que la reparación de estos sucesos costó más de 422 millones de dólares. A pesar de esto, el país vivió un momento de júbilo con la celebración de la Copa Mundial de Fútbol, en 1962.
Dentro de su gestión, creó las empresas estatales ENTEL Chile, ENAMI y LADECO y logra conseguir ayuda económica estadounidense a través de la Alianza para el Progreso. Además, se comienza a materializar el proyecto de Reforma agraria que Alessandri veía como una forma de optimizar la explotación de la tierra. Es así que básicamente su proyecto era de redistribuir las tierras del Estado, no interfiriendo en los terrenos de los grandes latifundistas.
Acercándose a las elecciones de 1964, la Guerra Fría está en su auge y el crecimiento del socialismo de Allende parece imparable. Es así que la figura de Eduardo Frei Montalva emerge como la forma de detener al FRAP. Con su lema de "Revolución en Libertad", Frei logra sumar adherentes a su proyecto de reformas profundas al país, sin someterlo a la influencia soviética, como supuestamente haría Allende, y logra que en un par de años el Partido Demócrata Cristiano (PDC) se convierta en el principal referente político de los años 1960.
La lucha entre Allende, Frei y el candidato del Frente Democrático, Julio Durán es prácticamente voto a voto. Sin embargo, un hecho fortuito (conocido como el Naranjazo) cambiaría el destino de la elección. La muerte del diputado socialista por Curicó, Óscar Naranjo Jara, permitió la realización de una elección complementaria, previa a la presidencial, la que fue utilizada por los diferentes partidos como un apronte a la elección del 4 de septiembre. En esta, el hijo del fallecido, también socialista, obtuvo un 39,2% frente al 32,5% del Frente Democrático y el 27,7% de la DC.
Atemorizada con una posible victoria de Allende, los adherentes de derecha apoya masivamente a Frei, el cual además recibiría apoyo del gobierno de Estados Unidos. La Marcha de la Patria Joven, organizada para apoyar a la candidatura de Frei, se convierte en un éxito con la asistencia de miles de personas al Parque Cousiño, lo que sería un apronte del resultado final de la elección. Frei obtiene un 56% de los votos (una de las más altas mayorías en la historia electoral chilena) mientras Allende obtiene el 40%.

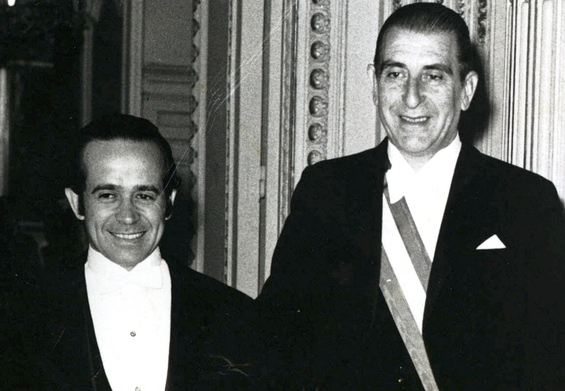
Eduardo Frei Montalva (a la derecha) junto a Andrés Zaldívar.

Eduardo Frei lleva a cabo una política de reformismo moderado, en la que se destacan la construcción de miles de viviendas, modernización del aparato estatal, la reforma educacional (obligatoriedad de 8 años), fortalecimiento de las organizaciones de base y la ampliación de la Reforma agraria. Esta última se convirtió en uno de los temas más delicados ya que, a diferencia del gobierno de Alessandri, se incluyen expropiaciones de las grandes haciendas, lo que lleva a enemistarse con los políticos de derecha que asumen esto como una traición a su apoyo en la elección presidencial.
Por otra parte, el gobierno inicia el proceso de chilenización del cobre, adquiriendo la mina El Teniente y gran parte de las acciones de Andina y La Exótica. Además, se construyen el túnel Lo Prado y el aeropuerto de Pudahuel, se funda Televisión Nacional de Chile y se inician las excavaciones del Metro de Santiago.
Sin embargo, en 1967, se comienza a resquebrajar la Democracia Cristiana mientras el gobierno debe asumir el rechazo tanto de la izquierda como de la derecha. En 1968, las huelgas comienzan a propagarse, mientras las reformas a las estructuras políticas de los alumnos de la Universidad de Chile y de la Universidad Católica producen serios enfrentamientos entre los estudiantes y el gobierno.
En 1969, la crisis del gobierno de Frei se agudiza e incluso existen rumores de golpe de Estado los que se concretan el 21 de octubre con el llamado Tacnazo liderado por el general Roberto Viaux, el que saca al Regimiento Tacna a las calles de Santiago. Aunque este evento fue apaciguado, reflejó la gravedad de la situación política en la que se avecina una inminente victoria de Salvador Allende en las próximas elecciones.
Ese mismo año surge el Movimiento de Acción Popular Unitaria (MAPU), como escisión de la fracción más izquierdista de la Democracia Cristiana y se une a la Unidad Popular, la nueva alianza formada por socialistas, comunistas, radicales, socialdemócratas y otros grupos afines formada con el propósito de que Allende llegue a La Moneda. Radomiro Tomić, el candidato oficialista, no es considerado un buen candidato para derrotar a Allende, por lo que la derecha declara a Jorge Alessandri como su abanderado.
Aunque Alessandri obtiene en un comienzo gran apoyo, con el correr de las semanas, este comenzó a disiparse. El 4 de septiembre de 1970, la votación fue realizada: Allende obtuvo un 36,3%, mientras Alessandri logró un 34,9% y Tomic, un 27,9%. Como ningún candidato había logrado la mayoría absoluta, el Congreso tenía que decidir el vencedor. Desde 1946, el Congreso había elegido en estos casos a aquel que había obtenido la mayoría relativa (lo hizo así en 1946, 1952 y 1958), pero muchas personas comenzaron a presionar para que Alessandri fuese elegido. El presidente de los Estados Unidos, Richard Nixon, se oponía tenazmente a una victoria del marxismo en América Latina por lo que ideó junto a la CIA dos planes para evitar que el Congreso eligiera a Allende: el primero consistía en lograr convencer a la Democracia Cristiana para que votara a favor de Alessandri, el cual renunciaría y llamaría a nuevas elecciones donde sería elegido Frei y el segundo era provocar un clima de inestabilidad política en el que el ejército se viese obligado a actuar. Sin embargo, el llamado Track One se vería liquidado cuando Radomiro Tomic anunció que había llegado a un acuerdo con Allende para que asumiera, siempre y cuando respetara un estatuto de garantías constitucionales. Esto provocó que Roberto Viaux llevara a cabo el Track Two, consistente en secuestrar al Comandante del Ejército René Schneider, de manera tal de involucrar al ejército, para que impidiese que el Congreso eligiera a Allende. Dicha acción fue llevada a cabo el 22 de octubre de 1970, sin embargo, Schneider trató de defenderse del atentado y en esas circunstancias fue herido gravemente, falleciendo días después. A pesar de lo ocurrido, el Congreso Pleno decidió el 24 de octubre designar a Allende como nuevo presidente.

### Gobierno de la Unidad Popular

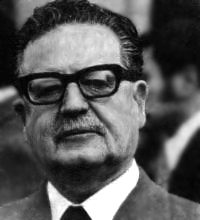
Salvador Allende.

Salvador Allende, que asume el 3 de noviembre, intenta construir una nueva sociedad basada en el socialismo a través de la democracia, una experiencia única a nivel mundial. Entre sus primeras medidas continúa el proceso de reforma agraria y se inicia un proceso de estatización de empresas consideradas clave para la economía nacional. A partir de ciertos resquicios legales, basados en un decreto ley de 1932, si una empresa detenía su producción podía ser intervenida por el Estado, por lo que el gobierno de la UP incitó a que los trabajadores detengan sus actividades para así estatizar las empresas.
El 15 de julio de 1971, fue aprobado este proyecto de manera unánime la nacionalización del cobre por ambas cámaras. El Estado, a través de Codelco Chile, se haría propietario de todas las empresas extractoras de cobre que recibirían indemnizaciones, restándoles las "utilidades excesivas".  Así, Anaconda y Kennecott, unas de las principales empresas mineras, no recibieron indemnizaciones por las minas de Chuquicamata y El Teniente, respectivamente, lo que da inicio a un boicot al gobierno de Allende liderado por Henry Kissinger, negándole préstamos internacionales. Por otra parte, el aumento drástico de los sueldos de los trabajadores y la congelación de los precios funciona y se llega a un crecimiento del 8% en el PNB con baja inflación. En este ambiente, la Unidad Popular llegó a su máximo esplendor, con un 49,73% de las preferencias en las elecciones municipales de ese año y con uno de sus referentes, Pablo Neruda, recibiendo el Premio Nobel de Literatura.
Sin embargo, a partir del segundo año, las reformas de Allende comienzan a verse truncadas por la violencia que comienza a surgir. Las tomas de terrenos aprovechando los resquicios de la reforma agraria terminan con algunos agricultores muertos tratando de defender sus terrenos. Los enfrentamientos entre partidarios y opositores a Allende se hacen más frecuentes y nacen los cacerolazos. En este clima, la visita de Fidel Castro incita a los miembros de la Izquierda a iniciar una revolución popular basada en la lucha de clases, algo opuesto a lo que proponía Allende. A nivel económico, la magia del primer año comienza a derrumbarse y aparecen los primeros síntomas del desabastecimiento y la hiperinflación.

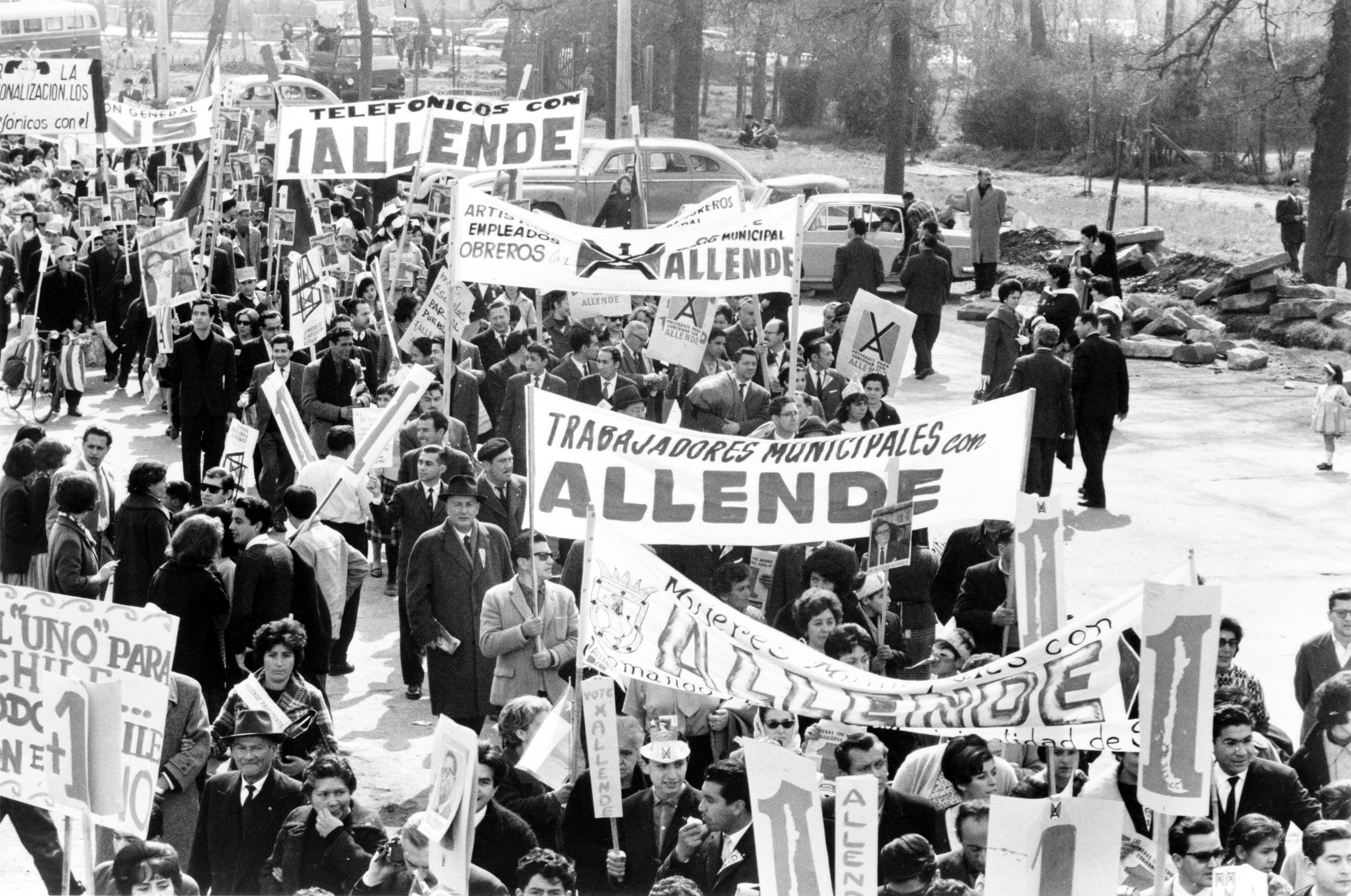
Manifestación en apoyo a la candidatura de Salvador Allende.

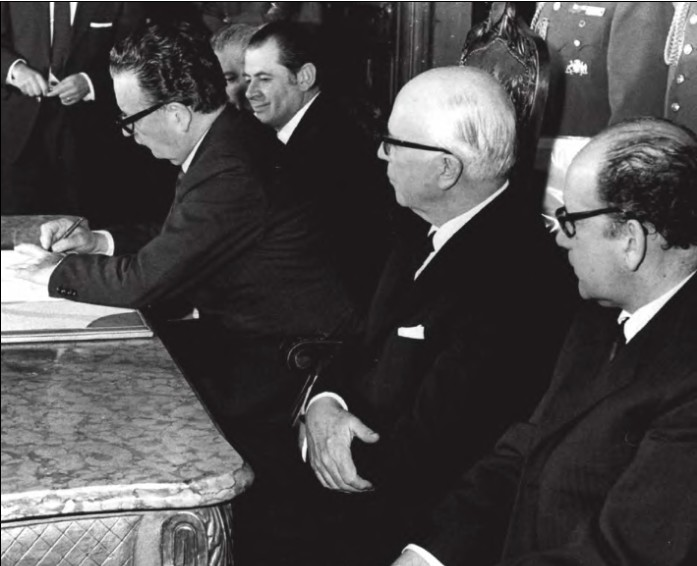
Salvador Allende firma la nacionalización del cobre.

El asesinato de Edmundo Pérez Zujovic, acusado por la izquierda de la muerte de 10 personas en la Masacre de Puerto Montt, conduce al acercamiento entre la Democracia Cristiana y el Partido Nacional para oponerse al gobierno allendista. Una acusación constitucional logra derribar al ministro del Interior, José Tohá; sin embargo, Allende provoca a la oposición al colocarlo como ministro de Defensa. El 19 de febrero de 1972, la oposición logra aprobar en el Congreso Pleno una reforma constitucional que buscaba regularizar los planes estatizadores de la UP, iniciativa de los senadores Juan Hamilton y Renán Fuentealba. El 21 de febrero, Allende anuncia que formularía observaciones, a través de vetos supresivos o sustitutivos, que finalmente hizo llegar por oficio el 6 de abril.
En los partidos de gobierno, aumenta el deseo de radicalizar las reformas, principalmente por el líder del Partido Socialista, Carlos Altamirano, y el Movimiento de Izquierda Revolucionaria intensifica sus ataques, los que son respondidos por el movimiento de ultraderecha Patria y Libertad.

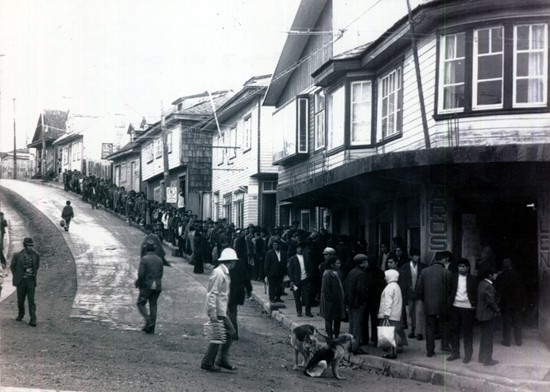
Colas debido al desabastecimiento de productos durante el gobierno de Salvador Allende en 1972.

En el ámbito económico, el país entra en recesión y el crecimiento cae. El PNB cae en un 25% y la deuda externa se eleva a los 253 millones de dólares.Para el final del gobierno la hiperinflación llega al 606%. El desabastecimiento permite la configuración del mercado negro y el gobierno debe instalar las Juntas de Abastecimiento y Precios (JAP) para administrar el suministro de bienes a la población. Los medios de comunicación se vuelcan en enfrentamientos verbales según su tendencia política y las peleas entre momios y upelientos se intensifican.
Según archivos desclasificados posteriormente por el gobierno de Estados Unidos, la CIA habría entregado apoyo, mediante la contratación de publicidad, a diarios opositores, como El Mercurio y a los promotores de un paro de camiones durante el mes de octubre de 1972, el que acaba con el ingreso de militares a los principales ministerios del país, formándose un "gabinete cívico-militar", donde el general Carlos Prats, comandante en jefe del ejército, asume como ministro del Interior.
En 1973, las elecciones parlamentarias de ese año dan un 43,85% a la UP y un 54,78% a la Confederación de la Democracia (CODE). Allende no logra la mayoría para lograr sus reformas ni el CODE logra los dos tercios del Congreso para poder destituirlo. Aunque Allende trata de lograr un entendimiento con Patricio Aylwin, presidente de la Democracia Cristiana, el Partido Socialista se vuelve completamente intransigente y los acuerdos no progresan. La violencia aumenta, especialmente entre los estudiantes debido al proyecto de la Escuela Nacional Unificada. La FEUC demuestra su repudio y la Federación de Estudiantes Secundarios (FESES) se divide. El proyecto es detenido gracias a la intervención del Cardenal Raúl Silva Henríquez, que se erige como mediador en la crisis.
Los opositores a Allende comienzan a ver a las Fuerzas Armadas como la única salvación para la crisis que vive el país. Sin embargo, las ideas de René Schneider ("mientras se viva en régimen legal las Fuerzas Armadas no son una alternativa de poder") y la del general Carlos Prats ("mientras subsista el Estado de Derecho la fuerza pública debe respetar la Constitución") estaban en contra de un pronunciamiento militar lo que detenía en gran parte que las tropas se levantaran. Aunque el Partido Comunista insiste en mantener la paz y evitar una guerra civil, Altamirano afirma que "el golpe no se combate con diálogos, se aplasta con la fuerza del pueblo". Mientras, las observaciones de Allende a la reforma Hamilton-Fuenzalida son rechazadas en parte por las cámaras por mayoría simple, generando una controversia entre el Ejecutivo y el Legislativo en cuanto a la tramitación del proyecto de reforma. Allende planteó la cuestión al Tribunal Constitucional, que finalmente se declaró incompetente, acogiendo la excepción formulada por la Cámara de Diputados y el Senado. Ante esta situación, y vencido el plazo para recurrir a un plebiscito que zanjara la cuestión, Allende dicta un decreto promulgatorio de la reforma, conteniendo solo aquellos puntos no vetados. Dicho decreto no es cursado por la Contraloría General de la República y la oposición considera este hecho como absolutamente ilegítimo.
El día 29 de junio el coronel Roberto Souper levanta al Regimiento Blindado N.º 2 y se dirige al Palacio de La Moneda. Prats, dirigiendo a las guarniciones de Santiago, logra detener este intento de golpe conocido como Tanquetazo, mientras los instigadores se refugian y piden asilo en la embajada del Ecuador, dejando un saldo de 20 muertos, principalmente civiles.
El 22 de agosto la Cámara de Diputados aprueba el Acuerdo sobre el grave quebrantamiento del orden institucional y legal de la República, en que acusaban al Gobierno de haber incurrido en diversas violaciones tales como aplicar medidas de control económico y político para luego instaurar un sistema totalitario, violar garantías constitucionales, dirigir una campaña de difamación contra la Corte Suprema, violar la libertad de expresión, reprimir con violencia a los opositores, intentar infiltrar políticamente a las Fuerzas Armadas y el tener una guardia personal fuertemente armada de manera ilegal (GAP). 
Allende reconoce que su gobierno está en crisis y decide convocar a un plebiscito para evitar un golpe de Estado. Sin embargo, las facciones más radicales del gobierno de la UP repudian la decisión de Allende. Solo cuenta con el apoyo del MAPU, el Partido Radical y el Partido Comunista, que comparten la "vía pacífica". Ante esta situación, Allende habría convocado a su ministro de Defensa, Orlando Letelier, para que convenciera al Partido Socialista, lo que finalmente habría logrado, la noche del 10 de septiembre de 1973.

## Golpe militar y dictadura

### El golpe de Estado

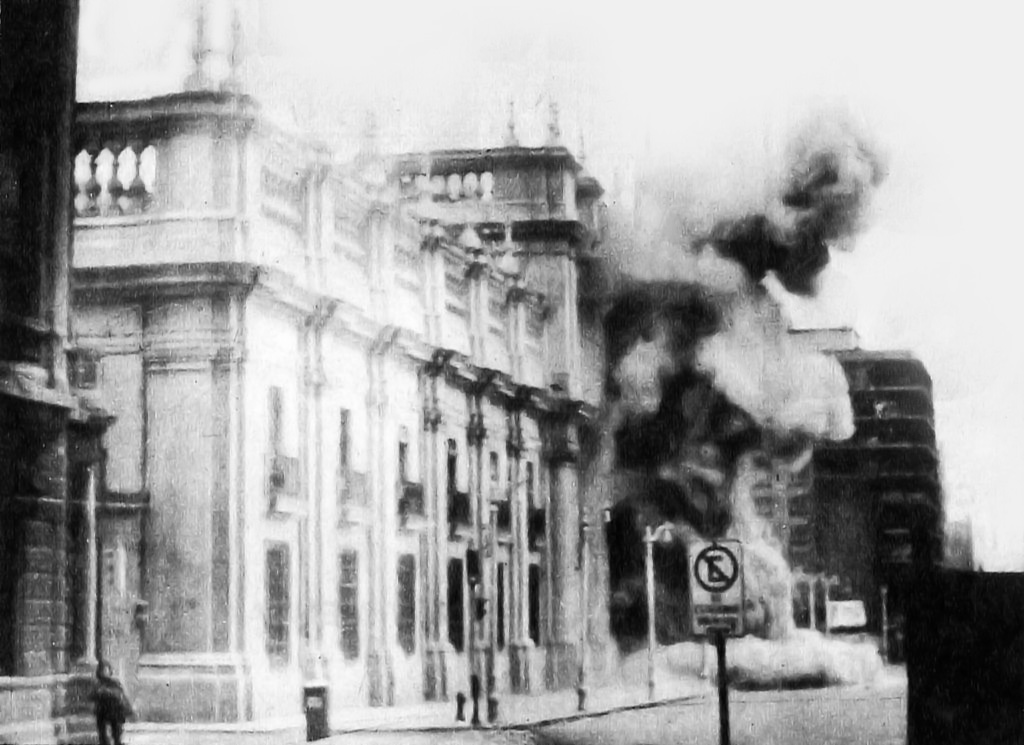
Bombardeo al Palacio de La Moneda.

Desde agosto de 1973, la Armada y la Fuerza Aérea (FACh) preparaban un golpe de Estado contra el gobierno de Allende, lideradas por el vicealmirante José Toribio Merino y el general Gustavo Leigh. El 21 de agosto, Carlos Prats había decidido renunciar al puesto de comandante en jefe luego de manifestaciones en su contra de las esposas de los generales. En su reemplazo, asumió Augusto Pinochet el día 23, considerado como un general leal y apolítico. El 22 de agosto, la Cámara de Diputados había aprobado un acuerdo en que se convocaba a los ministros militares a solucionar "el grave quebrantamiento del orden constitucional" (el "Acuerdo de la Cámara de Diputados sobre el grave quebrantamiento del orden constitucional y legal de la República").
Altamirano fue advertido de un posible golpe de Estado por parte de la Armada y este lanzó un discurso incendiario convocando a que Chile se convertirá en un segundo Vietnam heroico, mientras se inició un proceso de desafuero contra Altamirano. El 7 de septiembre, Pinochet fue convencido por Leigh y Merino y se unió a los golpistas, mientras en Carabineros, solo César Mendoza, un general de baja antigüedad, estaba a favor.
El día 10 de septiembre, la escuadra zarpó como estaba previsto para participar de los ejercicios UNITAS. El Ejército fue acuartelado para evitar posibles disturbios el día del procesamiento de Altamirano. Sin embargo, la Escuadra regresó a Valparaíso en la mañana del 11 de septiembre y la Armada tomó la ciudad rápidamente. Allende fue alertado cerca de las 7 de la mañana y se dirigió a La Moneda, luego de tratar de ubicar a Leigh y Pinochet, lo que fue imposible y le hizo pensar que Pinochet debía estar preso. El general Sepúlveda, director de Carabineros, le señaló que se mantendrán fieles, pero Mendoza había asumido como director general. Por otro lado, Pinochet llegó al Comando de Comunicaciones del Ejército y comenzó a participar activamente del golpe. A las 8:42, las radios Minería y Agricultura transmitieron el primer mensaje de la Junta Militar dirigida por Pinochet, Leigh, Mendoza y Merino, que solicitó a Allende la entrega inmediata de su cargo y la evacuación inmediata de La Moneda o sería atacada por tropas de aire y tierra. En ese momento, las tropas de carabineros que protegían el palacio se retiraron.
Allende decidió quedarse en La Moneda, mientras a las 9:55, llegaron los primeros tanques al barrio Cívico, que fueron enfrentados por francotiradores leales al gobierno. La CUT llamó a la resistencia en los barrios industriales, mientras el presidente decidió dar una última alocución:

Colocado en un trance histórico, pagaré con mi vida la lealtad del pueblo. Y les digo que tengo la certeza de que la semilla que entregáramos a la conciencia digna de miles y miles de chilenos no podrá ser cegada definitivamente.
¡Trabajadores de mi Patria!: Tengo fe en Chile y en su destino. Superarán otros hombres este momento gris y amargo donde la traición pretende imponerse. Sigan ustedes sabiendo que, mucho más temprano que tarde, se abrirán de nuevo las grandes alamedas por donde pase el hombre libre, para construir una sociedad mejor.
Salvador Allende, 11 de septiembre de 1973

El enfrentamiento entre los militares y los miembros del Grupo de Amigos Personales comienza a las 11:00. A las 11:52, aviones Hawker Hunter de la FACh bombardearon el Palacio de La Moneda y la residencia de Allende, en Avenida Tomás Moro, Las Condes. El Palacio comenzó a incendiarse, pero Allende y sus partidarios se negaron a rendirse, por lo que cerca de las dos de la tarde, las puertas fueron derribadas y el Palacio fue tomado por el Ejército. Allí fue cuando Allende ordenó la evacuación, pero él se mantuvo en el Palacio. Según los testimonios de su médico personal, habría visto a Allende dispararse con un fusil AK-47 en la barbilla, se suicidó.

Hay una comunicación; una información de personal de la Escuela de Infantería que está ya dentro de La Moneda. Por la posibilidad de interferencia, la voy a transmitir en inglés: "They say that Allende commited suicide and is dead now". (Dicen que Allende se suicidó y está muerto ahora)
Patricio Carvajal, 11 de septiembre de 1973

A las 18 horas, los líderes del golpe de Estado se reunieron en la Escuela Militar, asumiendo como miembros de la Junta de Gobierno que gobernaría el país, y decretaron el estado de sitio.

### Primeros años de la Junta

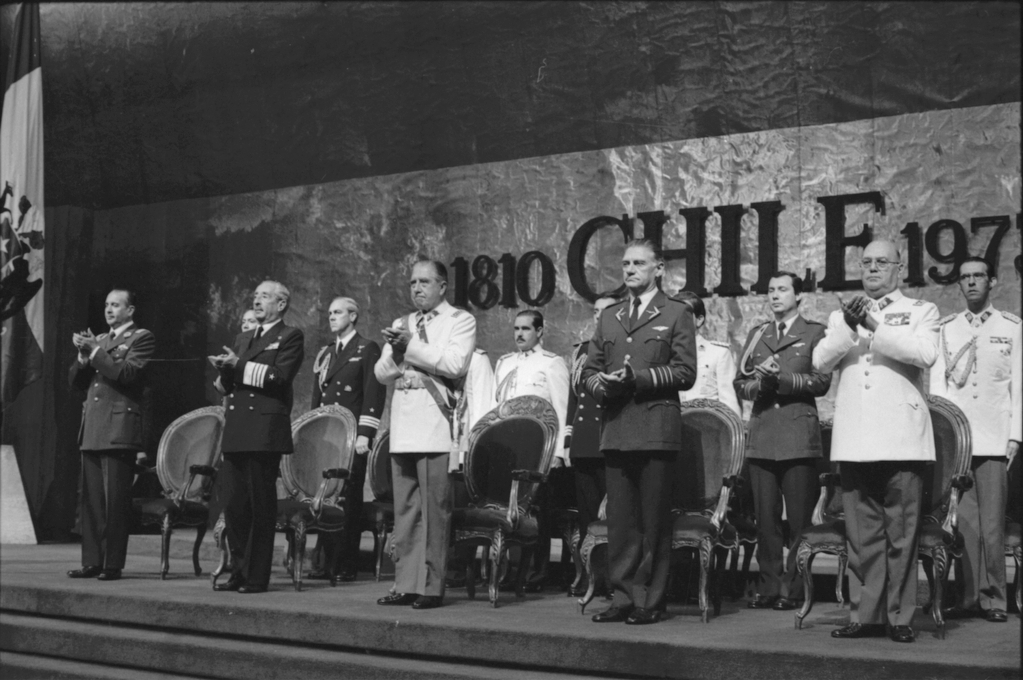
La Junta Militar de Gobierno.

Tras derrocar el gobierno de Allende, los miembros de la Junta de Gobierno comenzaron un proceso de establecimiento de un nuevo sistema de gobierno. Aunque en teoría se mantenía vigente la Constitución de 1925, el poder que recaía en la nueva Junta establecía una nueva institucionalidad en el país.
De acuerdo al Decreto Ley N.º 1, del 11 de septiembre de 1973, Augusto Pinochet asumía la presidencia de la Junta de Gobierno, en su calidad de comandante en jefe de la rama más antigua de las Fuerzas Armadas. Este cargo, que originalmente sería rotativo, finalmente se volvió permanente; el 27 de junio de 1974 Pinochet se convierte en jefe supremo de la Nación (Decreto Ley N.º 527), cargo que sería reemplazado por el de presidente de la República el 17 de diciembre de 1974 (Decreto Ley N.º 806). En tanto, la Junta asume las funciones constituyente y legislativa en reemplazo del Congreso Nacional, que fue clausurado el 21 de septiembre.

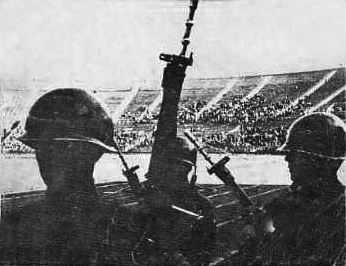
El Estadio Nacional de Chile fue uno de los principales campos de detención durante la dictadura.

Mientras tanto, miles de personas comenzaron a sufrir la represión ejercida por el nuevo gobierno. La mayoría de los líderes del gobierno de la Unidad Popular y de la izquierda fueron aprehendidos y trasladados a centros de reclusión. Cuatro Álamos, Villa Grimaldi, el Estadio Chile y el Estadio Nacional en Santiago fueron utilizados como campos de detención y tortura, al igual que la Oficina Salitrera Chacabuco, la Isla Dawson en la Patagonia, el puerto de Pisagua, el Buque Escuela Esmeralda y otros sitios a lo largo del país. 3000 personas habrían sido asesinadas por miembros de la DINA y de otros organismos de las Fuerzas Armadas, entre los que se destacan Víctor Jara y José Tohá. Muchas de estas personas permanecen como detenidos desaparecidos en la actualidad. A su vez, más de 35 000 personas fueron sistemáticamente torturadas, más de 300 000 personas fueron detenidas por organismos del gobierno y otras tantas debieron exiliarse en diversos países del mundo, siendo en algunos casos brutalmente asesinadas en atentados explosivos en el extranjero, como Carlos Prats y Orlando Letelier. Las sistemáticas violaciones a los derechos humanos cometidas por la dictadura de Pinochet provocaron el repudio de diversos estados y de la Organización de las Naciones Unidas.
En el ámbito económico, la dictadura militar intenta una política de choque para corregir la crisis en que había sido sumido el gobierno, con una inflación superior al 300%. Para esto, se solicita la ayuda de un grupo de economistas jóvenes egresados de la Universidad de Chicago que implantan el modelo del neoliberalismo de Milton Friedman. Los Chicago Boys plasmaron las ideas nacidas de El Ladrillo y, siguiendo las ideas de Friedman, comienzan con el tratamiento de shock para la economía chilena: el gasto público fue reducido en un 20%, fueron despedidos el 30% de los empleados públicos, el IVA fue aumentado y se liquidó el Sistema Nacional de Ahorro y Préstamo de vivienda. Tal como se tenía previsto, la economía después de estas medidas se derrumbó, algo que Friedman consideraba necesario para hacerla "resurgir". El PGB y el valor de las exportaciones cayeron en un 12% y un 40%, respectivamente, y la cesantía se alzó por sobre el 16%. Sin embargo, las medidas aplicadas durante este período comenzaron a surtir efecto en 1977, cuando la economía comenzó a levantarse y se dio inicio a lo que fue el Boom o el Milagro de Chile. En estos años finalizaron los trabajos del Metro de Santiago y comenzaron los de la Carretera Austral.
Aprovechando la coyuntura en América Latina, liderada por múltiples dictadores militares, Chile se integró junto a otros estados en la Operación Cóndor, un plan de inteligencia destinado a la práctica del terrorismo de Estado en el Cono Sur, apoyado por la CIA. Uno de los ideólogos de este plan fue el jefe de la DINA, Manuel Contreras, uno de los hombres con más poder en el país durante estos años. La cercanía que tenía con los líderes de otros países permitió que, por ejemplo, Chile acercara posiciones con Bolivia, liderada por el general Hugo Banzer. Esto permitió la firma del Acuerdo de Charaña, un intento de solucionar el problema de la mediterraneidad de Bolivia y en el que se restablecían las relaciones diplomáticas, rotas desde décadas atrás.

### El cambio de década
El año 1978 marcó uno de los años más críticos de la dictadura militar de Pinochet. Estados Unidos, que había apoyado en un comienzo a la dictadura, se volvió uno de sus principales detractores, debido principalmente al atentado terrorista contra Orlando Letelier, exiliado en Washington D.C. Jimmy Carter, quien había asumido el gobierno del país del norte el año anterior, realizó una fuerte campaña junto a diversos organismos internacionales exigiendo mayores libertades civiles en Chile, criticando tanto la censura contra la prensa como la represión a la oposición. Ante esto, Pinochet convocó a un plebiscito, aun cuando no existían registros electorales. De acuerdo a los resultados dados a conocer por el gobierno, votaron 5 349 172 personas: 4 012 023 votos por la opción «Sí», 1 092 226 por la opción «No» y 244 923 fueron nulos y blancos.

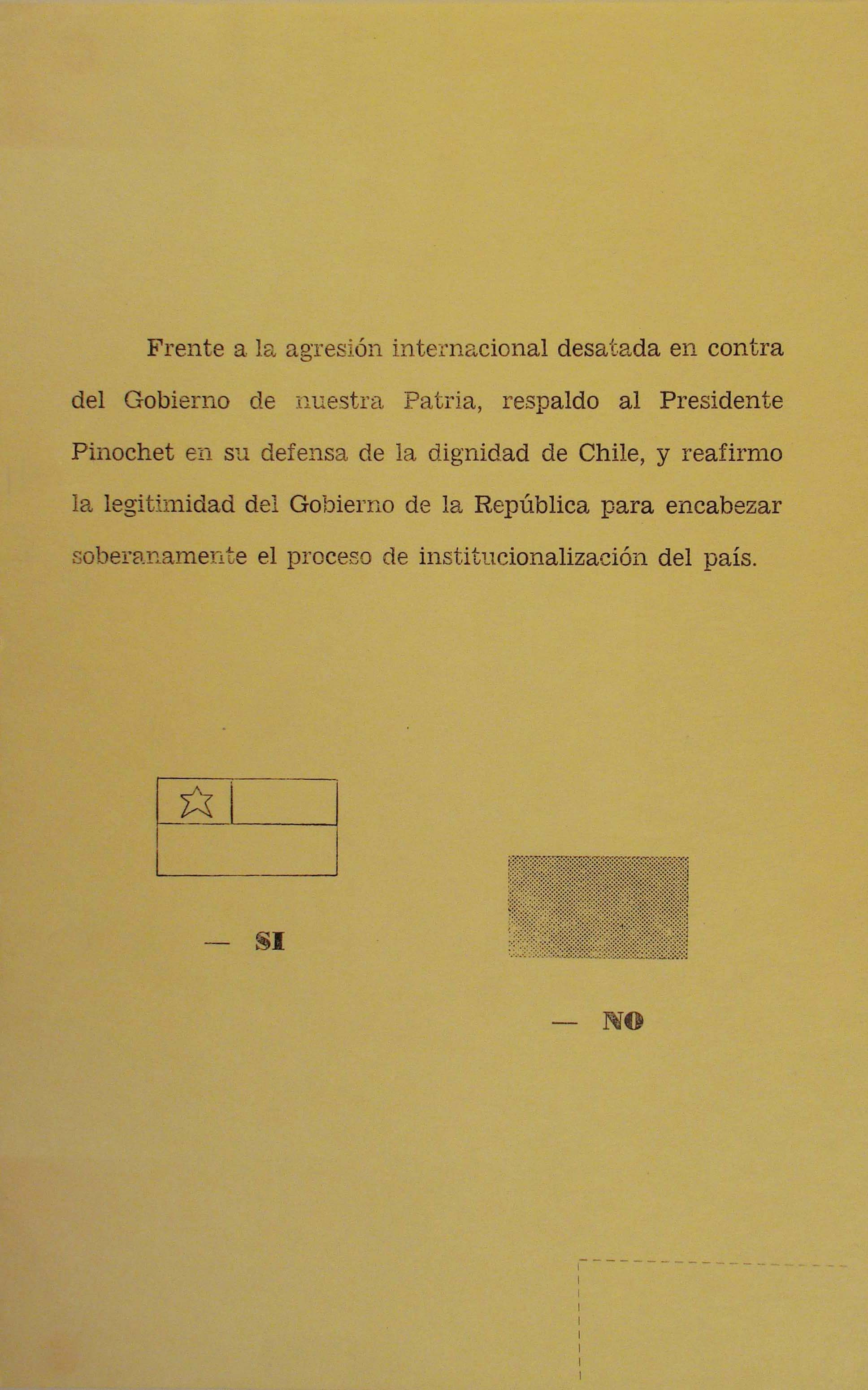
Voto del referéndum para legitimar la dictadura en 1978. Obsérvese la redacción, las banderas y la posición de estas.

Las violaciones a los derechos humanos continuaron a pesar de la presión internacional. Mientras Pinochet promulgaba el Decreto ley N.º 2191, que concedió amnistía a todos los que hubieran cometido hechos delictuosos desde la fecha del Golpe, en calidad de autores, cómplices o encubridores, la prensa comenzó a develar el hallazgo de los primeros detenidos desaparecidos en la zona de Lonquén. En tanto, la DINA fue reemplazada por la Central Nacional de Informaciones (CNI), mientras el Cardenal Raúl Silva Henríquez encaró el problema y creó la Vicaría de la Solidaridad.
En este ambiente, Gustavo Leigh manifestó públicamente sus diferencias de opinión con Pinochet. Leigh, el gestor del golpe, se oponía al excesivo personalismo de Pinochet y al modelo económico impuesto. Leigh también esperaba apurar los plazos para el retorno a la democracia y estaba en contra de las prácticas terroristas que estaba ejerciendo el Estado. Tras unas declaraciones del Comandante de la Fuerza Aérea al periódico italiano Corriere della Sera y su negativa a retractarse, Leigh fue depuesto por la Junta Militar y reemplazado por Fernando Matthei.
Aunque las relaciones diplomáticas con los países vecinos se habían acercado, estas se rompieron durante 1978. La cercanía de la conmemoración del centenario de la guerra del Pacífico produjo efervescencia en Perú (con el que había tenido problemas diplomáticos en 1974) y Bolivia. Los intentos de otorgar una salida al mar a este último se vieron truncados por el veto de Perú al Acuerdo de Charaña, veto que podía ejercer de acuerdo a lo establecido en el Protocolo Adicional del Tratado de Ancón, llegando el dictador del Perú, general EP Juan Velasco Alvarado a movilizar la 18.ª División Blindada del Ejército del Perú al sur, cerca de la frontera con Chile. Días después, el general EP Francisco Morales Bermúdez Cerruti, derrocó al general Velasco, desmovilizó la 18.ª División Blindada, cuyos tanques retornaron a sus cuarteles y la normalidad volvió a la frontera, manteniendo el veto al Acuerdo de Charaña. Entonces, Banzer rompió relaciones diplomáticas con Chile.
Al mismo tiempo, se agudizó el Conflicto del Beagle. El Laudo Arbitral de 1977 había adjudicado las islas Picton, Lennox y Nueva a Chile, que a partir de 1904 habían sido reclamadas, en parte, por Argentina. Ambos países se habían comprometido a aceptar el Laudo Arbitral. Sin embargo, en 1978, Jorge Rafael Videla declaró el fallo como "insanablemente nulo" y la posibilidad de una guerra con Argentina fue inminente, a la que se le sumaba la posibilidad de un "cuadrillazo" (guerra con Argentina, Bolivia y Perú).
Chile intentó solucionar el diferendo a través de una mediación papal con Paulo VI, pero su muerte y la de su sucesor, Juan Pablo I, agravaron la situación. El 22 de diciembre de 1978, Argentina inició la Operación Soberanía para ocupar militarmente las islas e invadir territorio continental chileno. Juan Pablo II ofreció una mediación papal entre ambos países, la cual fue aceptada por Argentina. El conflicto finalmente sería zanjado con el "Tratado de Paz y Amistad", firmado el 29 de noviembre de 1984.
En octubre de 1978, el Consejo de Estado (un organismo asesor a la Junta, presidido por Jorge Alessandri) recibió un anteproyecto de Constitución redactado por la Comisión Ortúzar. El 8 de junio de 1980, Alessandri entregó un dictamen e informe elaborado por el Consejo, conteniendo varias correcciones al anteproyecto. A fin de analizar el proyecto presentado por el Consejo, la Junta de Gobierno nombró un grupo de trabajo que practicó sus labores durante un mes, realizando diversas modificaciones a su texto. Finalmente, el 10 de agosto Pinochet informó que la Junta había aprobado la nueva Constitución y que la sometería a un plebiscito. Los registros electorales, sin embargo, no fueron abiertos, por lo que se habrían producido varias irregularidades en el proceso. La oposición solo pudo manifestarse en un acto político liderado por Eduardo Frei Montalva en el teatro Caupolicán. El 11 de septiembre de 1980 se realizó el referéndum que obtuvo un respaldo de un 68,95% de los votos. Así, la nueva Constitución Política de la República de Chile entró en vigencia el 11 de marzo de 1981.
En 1981, los primeros síntomas de una nueva crisis económica comenzaron a sentirse en el país. Chile, gracias al Boom había crecido a un promedio anual de 7,5% entre 1976 y 1981; sin embargo, la balanza de pagos alcanzó un déficit del 20% en ese año y los precios del cobre cayeron rápidamente. La banca extranjera dejó de invertir, mientras que el gobierno decía que todo esto era parte de la recesión mundial. La banca nacional y las empresas chilenas habían aprovechado durante este periodo para pedir diversos préstamos, basados en la premisa de un cambio fijo de un dólar a $39.

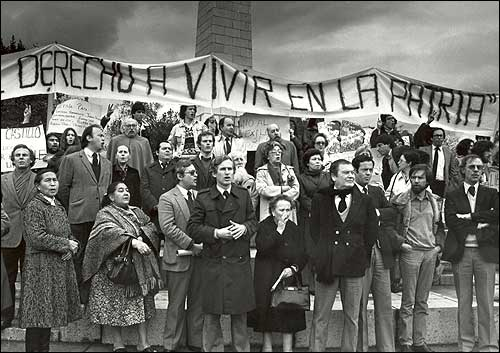
Protestas pacíficas en 1985 contra la dictadura de Pinochet.

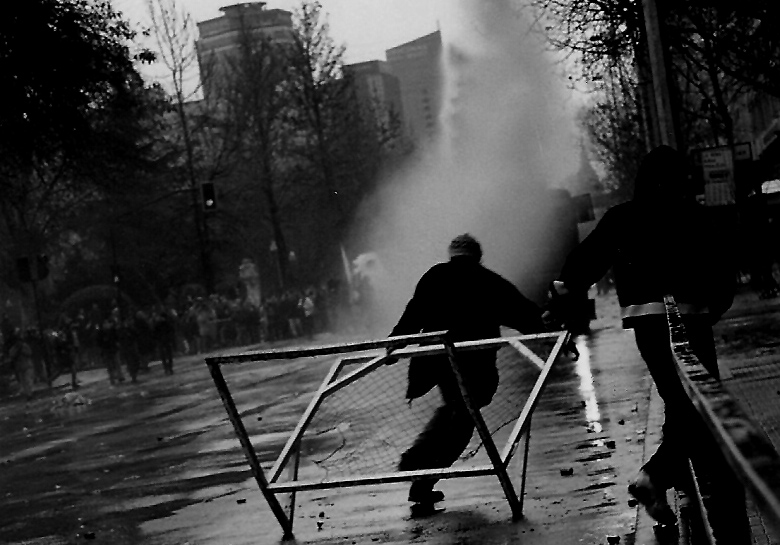
Protestas en Santiago contra la dictadura de Pinochet.

La situación no se pudo sostener y, en junio de 1982, el peso fue devaluado y se acabó con la política de cambio fijo. Ante esto, los préstamos alcanzaron intereses exorbitantes y muchos bancos y empresas quedaron en la quiebra. La cesantía se elevó a un 26% y el gobierno no encontraba fórmula alguna para manejar la situación. La inflación alcanzó el 20% y el PGB caía en un 15%. Ante esta situación, comenzaron a aparecer las primeras protestas de carácter pacífico, las que fueron violentamente reprimidas por los carabineros y el ejército.
El 7 de septiembre de 1986, terroristas del FPMR intentaron asesinar al general Pinochet en el camino al Cajón del Maipo. Tras el fracaso de los comandos izquierdistas, Pinochet ordenó una fuerte ola represiva que terminó con la muerte de diversos frentistas (Operación Albania). En este mismo periodo, salió a la luz pública el asesinato de tres profesionales comunistas que habían sido degollados, delito cometido por cuerpos de carabineros, lo que obligó a la renuncia del director general César Mendoza, quien fue reemplazado por Rodolfo Stange.
Tras la renuncia de Sergio Fernández al Ministerio del Interior, Sergio Onofre Jarpa, su sucesor, permitió el acercamiento a la Alianza Democrática (compuesta por democratacristianos y socialistas moderados). Gracias a la participación del cardenal Juan Francisco Fresno, partidarios del gobierno y parte de la oposición formularon, en agosto de 1985, un "Acuerdo Nacional para la Transición a la Plena Democracia". Dicho acuerdo fue recibido con escepticismo por los sectores de la extrema izquierda y serias discrepancias al interior de la Junta de Gobierno.

#### Ámbito económico
En el ámbito económico, con Hernán Büchi como Ministro de Hacienda, se produjo el denominado «Segundo Milagro» debido a un profundo proceso de Privatización privatizaciones de empresas públicas (LAN Chile, ENTEL, CTC, CAP, entre otras) y la profundización del modelo neoliberal (en los años más crudos de la crisis, se aplicaron algunas medidas de tipo keynesiano). Sin embargo, dichas privatizaciones se realizaron sin fiscalización, sin bases de licitación y bajo una completa falta de transparencia, un proceso que perjudicó a los intereses del país. De acuerdo a un informe del año 2004 de una comisión investigadora de la Cámara de Diputados, como consecuencia de dichas operaciones el Estado chileno perdió el equivalente a 2.209 millones de dólares. De acuerdo a lo informado por la Contraloría General de la República solo la privatización de CAP significó pérdidas para el Estado de 806 millones de dólares; y la de ENDESA, 811,5 millones. Entre los principales beneficiarios de estas operaciones se encontraban partidarios de la dictadura, tales como Julio Ponce Lerou (yerno de Augusto Pinochet), Roberto De Andraca, José Yuraszeck, los grupos de Hurtado Vicuña, Fernández León y el grupo Penta de Carlos Alberto Délano. Esto último, sin considerar el traspaso directo que se hizo el Fisco, en el período 1973-1990, de cerca de 11 000 inmuebles, propiedad de Bienes Nacionales, a manos de privados.
Aunque el PIB se duplicaría en los próximos años, la reducción en el gasto social aumentó la brecha entre ricos y pobres. Chile, históricamente muy desigual, incrementó aún más sus niveles de inequidad. Si a fines del gobierno de Allende el índice de Gini ajustado por equivalencias y economías de escala era de 0,44, a fines de la dictadura era de 0,57. Por otro lado, la zona del Chile central fue sacudida por el terremoto del 3 de marzo de 1985, sufriendo graves daños las estructuras de las edificaciones de Santiago, Valparaíso y San Antonio.

### Últimos años

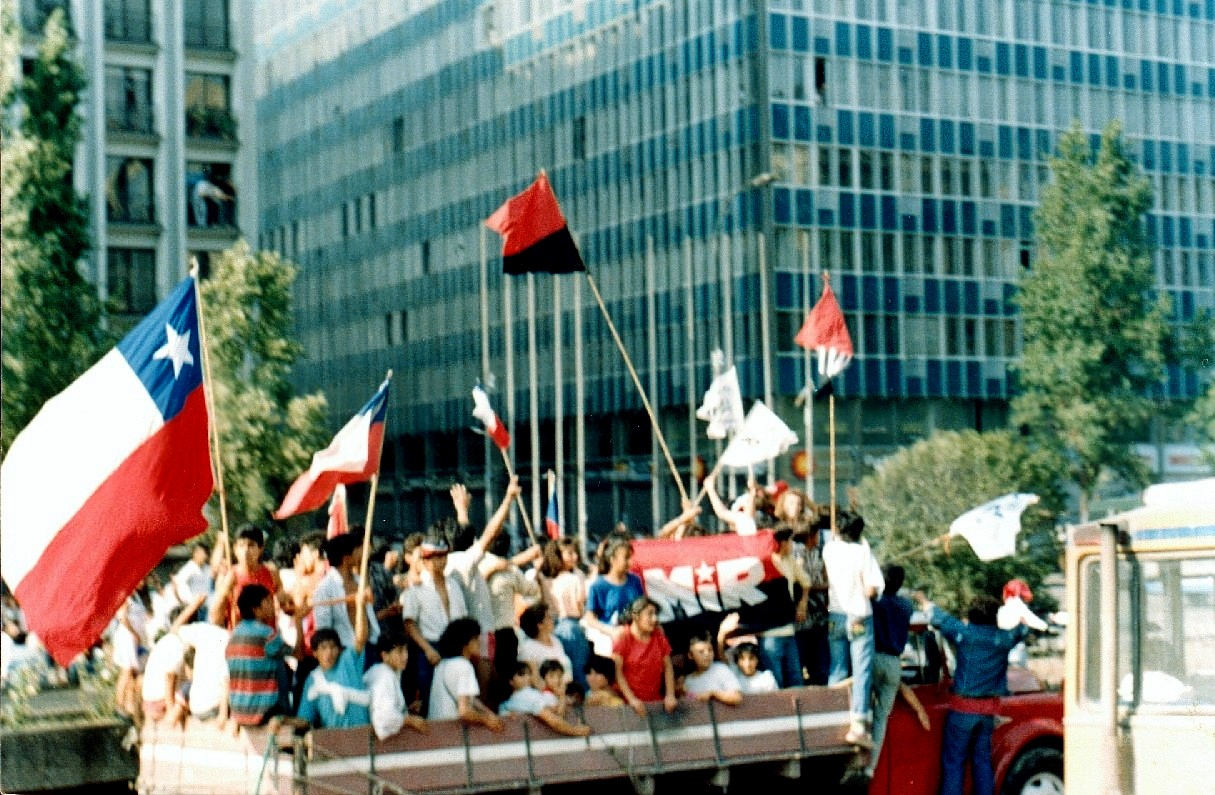
Manifestantes celebran en el centro de Santiago la victoria del «No» en el plebiscito del 5 de octubre de 1988.

El gobierno promulga en 1987 la Ley Orgánica Constitucional de los Partidos Políticos, que permite la creación de partidos políticos, y Ley Orgánica Constitucional sobre sistema de inscripciones electorales y Servicio Electoral, que permite abrir los registros electorales. Con estas disposiciones legales, se abriría la senda para cumplir lo establecido por la Constitución de 1980.
A comienzos de 1987, el papa Juan Pablo II visitó el país —recorrió las ciudades de Santiago, Viña del Mar, Valparaíso, Temuco, Punta Arenas, Puerto Montt y Antofagasta— y fue testigo de la represión durante unas protestas realizadas durante la ceremonia de beatificación de Teresa de los Andes en el Parque O'Higgins (3 de abril de 1987). Durante su visita, Juan Pablo II mantuvo una larga reunión con Pinochet en la que trataron el tema del retorno a la democracia. En dicha reunión, el Pontífice habría instado a Pinochet a hacer modificaciones a la dictadura e incluso le habría solicitado su renuncia. Al año siguiente, se convocaría a la realización del plebiscito, siendo fijado para el 5 de octubre.
El 30 de agosto de 1988, los comandantes en jefe de las Fuerzas Armadas y el general director de Carabineros, de conformidad con las normas transitorias de la Constitución, propusieron como candidato a Augusto Pinochet. Los partidarios del "SÍ" estarían integrados por los miembros del gobierno y los partidos Renovación Nacional, la Unión Demócrata Independiente y otros partidos menores. Por otro lado, la oposición creó la Concertación de Partidos por el NO que agrupaba a 16 organizaciones políticas opositoras a la dictadura, entre las que se destacaban, la Democracia Cristiana, el Partido por la Democracia y algunas facciones del Partido Socialista. En tanto, el Partido Comunista estaba aún proscrito.

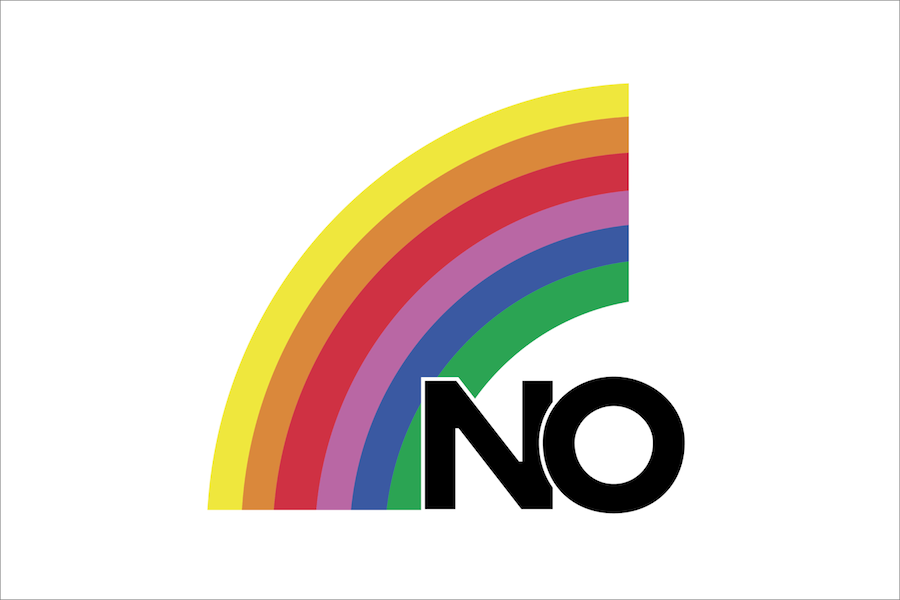
La bandera de la Concertación de Partidos por el No.

El 5 de septiembre de ese año fue permitida la propaganda política tras 15 años de dictadura. La propaganda sería un elemento clave para la campaña del "NO" al mostrar un futuro colorido y optimista, contrarrestando a la campaña oficialista, notoriamente deficiente en calidad técnica y que presagiaba el retorno del gobierno de la Unidad Popular en caso de una derrota de Pinochet. Aunque la Campaña del "SÍ" trató de revertir los magros resultados del comienzo, revitalizando su campaña, los resultados finales entregaron una victoria a la oposición: el "SÍ" obtuvo el 44,74% y el "NO" el 54,68% de los votos escrutados.
A pesar de la reticencia inicial, Pinochet reconoce la victoria del NO -en la mañana del 6 de octubre- y afirma que continuará el proceso trazado por la Constitución de 1980. Así se llamó a elecciones de Presidente y parlamentarios para el 14 de diciembre de 1989. Previamente, un plebiscito realizado el 30 de julio de ese año había aprobado una serie de reformas a la Constitución, reduciendo en parte el autoritarismo que poseía la Carta Fundamental.
Patricio Aylwin, candidato de la Concertación, obtuvo el 55,17% de los votos, frente al 29,4% de Büchi y el 15,43% de Francisco Javier Errázuriz Talavera, candidato independiente de centro.

## Retorno a la democracia

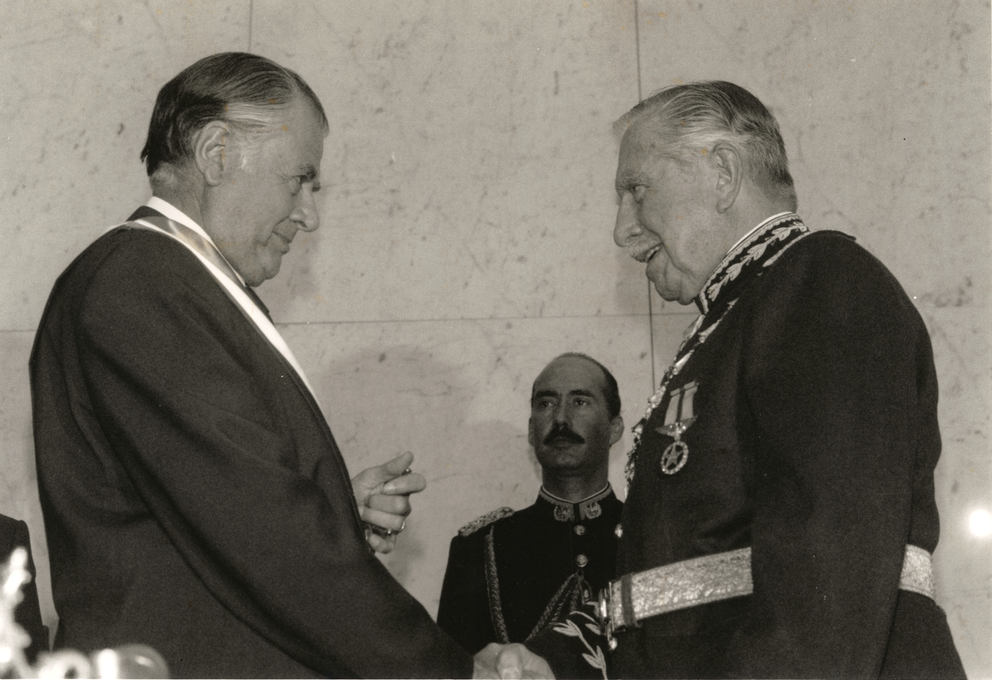
El presidente Patricio Aylwin Azócar junto al general Augusto Pinochet, durante la ceremonia de transmisión de mando, 11 de marzo de 1990.

Patricio Aylwin recibió el mando de manos de Augusto Pinochet, el 11 de marzo de 1990 en el nuevo Congreso ubicado en la ciudad de Valparaíso, dando inicio al proceso de Transición a la democracia.
En los inicios de su gobierno, Patricio Aylwin debió trabajar en un sistema que mantenía inamovibles muchos vestigios de la dictadura militar. Aunque la Concertación había obtenido la mayoría de los votos en las elecciones parlamentarias, debido al sistema binominal y la existencia de senadores designados, no se podrían hacer las esperadas reformas a la Constitución y la administración local de las comunas aún estaba en manos de personeros designados por el régimen militar, los que serían reemplazados tras las elecciones de junio de 1992.

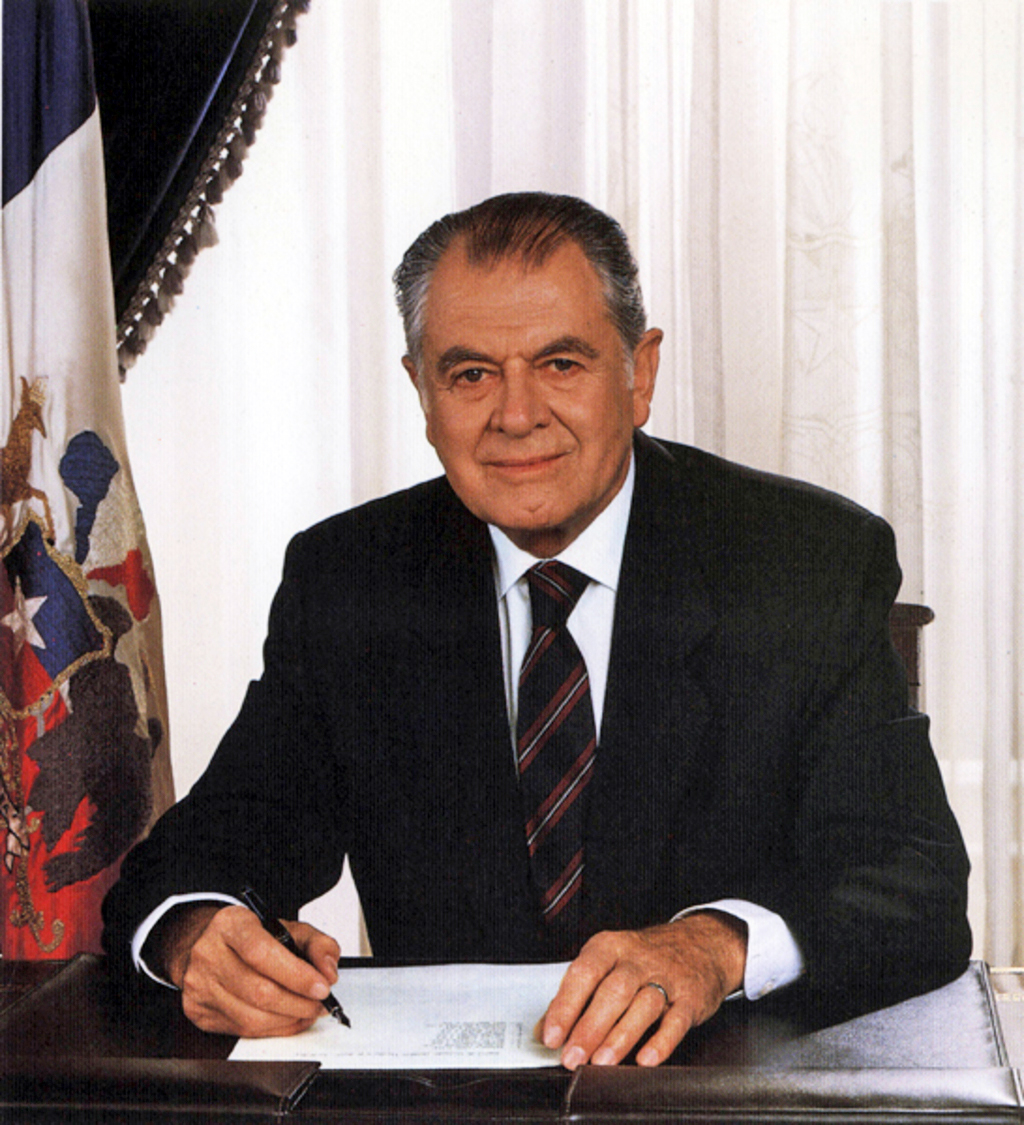
Patricio Aylwin.

Aylwin gobernó cautelosamente, cuidando las relaciones con el ejército, donde Pinochet aún se mantenía como Comandante en Jefe. El ejército, aunque había dejado de participar en el gobierno, seguía siendo un importante actor político y manifestó su rechazo a ciertas medidas del gobierno concertacionista a través de movimientos tácticos como el "Ejercicio de Enlace" y el "Boinazo", en 1991 y 1993, respectivamente.
En este contexto, se constituyó la Comisión Nacional de Verdad y Reconciliación destinada a investigar y esclarecer las situaciones de violaciones a los derechos humanos durante los años del régimen militar. Dirigida por Raúl Rettig, la Comisión se enfrentó al rechazo de las autoridades castrenses. Sin embargo, el informe de la comisión fue dado a conocer a través de la televisión por el presidente Aylwin, el 4 de marzo de 1991, tras nueve meses de trabajo. En su alocución, Aylwin dio a conocer los resultados del estudio, pidió perdón a las familias de las víctimas en nombre de la Nación, anunció medidas de reparación moral y material para estas y el deseo del Estado de impedir y prevenir nuevas violaciones a los derechos humanos.
Durante su gestión, Aylwin propuso crear modificaciones a las normas tributarias para aumentar el gasto fiscal y mejorar la redistribución del ingreso, en momentos en que la economía chilena seguía prosperando debido al aumento en las exportaciones del cobre y de productos agrícolas. Asimismo, durante su mandato, se redujo la pobreza de un 38,75 % a cerca de un 27,5 % y se promulga la Ley Indígena (Ley 19253 de 5 de octubre de 1993), que reconoce por primera vez a los pueblos indígenas y que crea la Corporación Nacional de Desarrollo Indígena (CONADI), organismo encargado de la promoción de políticas que fomenten el desarrollo integral de estos pueblos. Igualmente, la Oficina de Planificación Nacional y Cooperación (ODEPLAN) se transforma en el Ministerio de Planificación y Cooperación (MIDEPLAN) y se crea el Fondo de Solidaridad e Inversión Social (FOSIS) para fomentar las políticas sociales, y con la promulgación de la Ley sobre Bases Generales del Medio Ambiente (Ley 19300 de 9 de enero de 1994), que buscaba estructurar un marco para un ordenamiento ambiental, se crea la Comisión Nacional del Medio Ambiente (CONAMA), para promover el desarrollo sostenible y coordinar las acciones derivadas de las políticas y estrategias ambientales del gobierno.

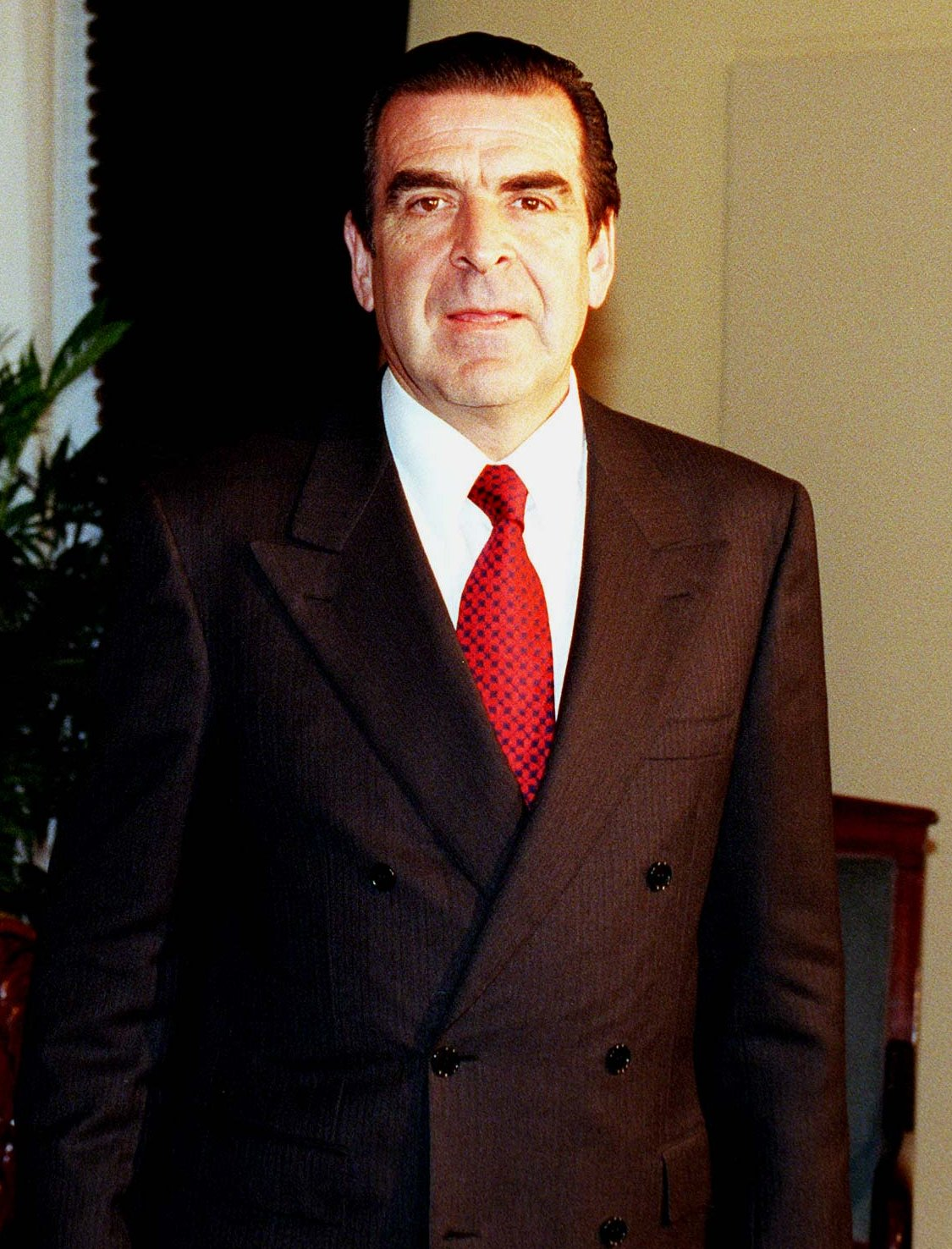
Eduardo Frei Ruiz-Tagle.

En 1993, fueron realizadas nuevas elecciones presidenciales y se renovó la Cámara de Diputados y la mitad del Senado. Eduardo Frei Ruiz-Tagle, hijo del mandatario homónimo y también democratacristiano, obtuvo el 57,98 % de los votos, mientras que el segundo candidato, Arturo Alessandri Besa, de la Unión por el Progreso de Chile (RN y la UDI, más la Unión de Centro Centro, el Partido Nacional y el Partido del Sur), obtuvo el 24,41 % de los sufragios.
Frei, que asumió el 11 de marzo de 1994, revitalizó las relaciones del país con el exterior, luego del cierto aislamiento en que se estuvo durante la dictadura militar. La economía se expandió aún más y el crecimiento promedió un 8 % anual durante los primeros tres años de gobierno, lo que permitió el inicio de negociaciones con Canadá, Estados Unidos y México para la integración al NAFTA y el ingreso como miembro asociado al Mercosur. Chile además ingresó al Grupo de Río y a lo largo de la década resolvió algunos de los últimos litigios fronterizos con la Argentina (Laguna del Desierto, aún pendiente parte del trazado de Campos de Hielo Sur).
Además, se inician las primeras gestiones para un tratado de libre comercio y de asociación con la Unión Europea y, en 1994, Chile se convierte en miembro de la APEC, abriendo su economía hacia la cuenca del Asia-Pacífico, principalmente Japón y China. La pobreza, en tanto, continuó con su ritmo descendente y, en 1998, llegó al 21,7% de la población. En tanto, diversas obras públicas fueron construidas a lo largo del territorio y se inició el sistema de licitaciones que permitió la construcción de las primeras autopistas de nivel internacional en el país.

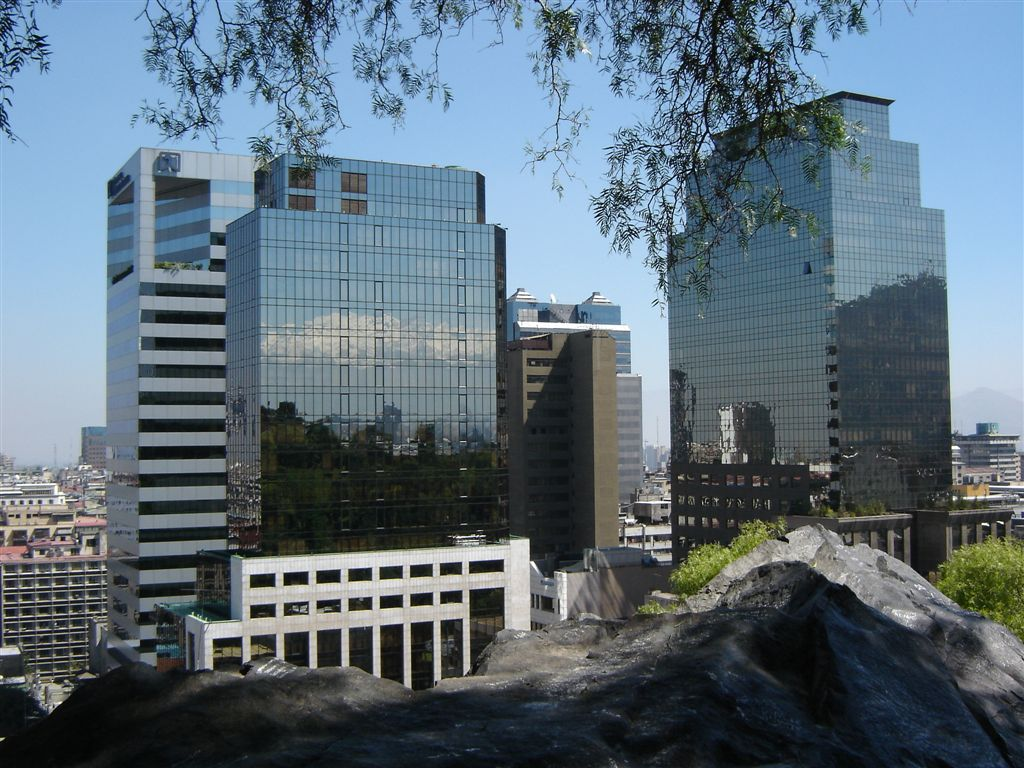
Edificios modernos en Santiago.

Sin embargo, a mediados de su mandato, comienza la crisis financiera asiática que afectará en gran modo a la pujante economía chilena. Durante esos mismos años, el país debió enfrentar importantes crisis ambientales: la alta contaminación atmosférica en Santiago, el Terremoto Blanco de 1995 que asoló el sur de Chile, las fuertes sequías de 1996 que impidieron la generación de hidroelectricidad y el corte del suministro a las principales ciudades, las inundaciones de 1997 en la zona centro-sur y el terremoto de Punitaqui en ese mismo año.
El crecimiento de Chile se estancó (incluso el PGB disminuyó en un 1%) y la cesantía comenzó a aumentar, superando el 12% (en 1997, se mantenía cercana al 5%). Las decisiones erráticas del ministro Eduardo Aninat y del Banco Central expandieron el efecto y la recesión se establecería en los últimos años del gobierno de Eduardo Frei.
Al mismo tiempo, una crisis política se inicia en el país tras la detención, en la ciudad de Londres, de Augusto Pinochet, que en 1998 había asumido como senador vitalicio tras abandonar la Comandancia del Ejército, debido a una orden de captura internacional emanada del juez español Baltasar Garzón por asesinato y tortura de ciudadanos de dicha nacionalidad durante su gobierno. La detención de Pinochet supuso un bochorno para Chile, ya que en el país ni siquiera había sido procesado por alguna causa. La postura oficial del gobierno entonces fue que Pinochet debía regresar al país para ser juzgado por los tribunales nacionales y no en España o Suiza, países que solicitan su extradición al Reino Unido. En tanto, los partidos políticos de derecha apoyan fuertemente a Pinochet, realizando manifestaciones en contra de su detención, en las embajadas de España y el Reino Unido y se producen algunos enfrentamientos con simpatizantes de la Concertación, cuyos partidos del ala progresista apoyan la reclusión de Pinochet.
Las gestiones de los ministros de relaciones exteriores José Miguel Insulza y, posteriormente, Juan Gabriel Valdés, sufren avances y retrocesos. La Cámara de los Lores revoca en noviembre de 1999 una resolución de un tribunal que aceptaba la inmunidad diplomática de Pinochet como senador y ex-Presidente. La ex primera ministra Margaret Thatcher visita a Pinochet, que comienza a sufrir de graves problemas de salud, y confiesa que Chile había apoyado al Reino Unido durante la guerra de las Malvinas (1982), conflicto en el que Chile era neutral, lo que provocó reacciones de protesta de parte del gobierno argentino. Aunque el gobierno de Tony Blair quería que se juzgara a Pinochet, los exámenes neurológicos verificaban la gravedad del estado de salud de Pinochet. Para evitar que el general muriese en Gran Bretaña, Jack Straw, ministro de Relaciones Exteriores de Blair, decide liberar a Pinochet el 2 de marzo de 2000 por "razones humanitarias". Pinochet regresa a Santiago el día 3 y se levanta de su silla de ruedas y levanta su bastón en forma victoriosa, caminando unos metros en la pista de aterrizaje del Aeropuerto, irritando a los políticos que estaban en contra de su traslado.
Durante esos años, la derecha aumentó su apoyo de la mano de Joaquín Lavín, alcalde de Las Condes y una figura relativamente nueva en el ámbito político y que logra acercarse al electorado popular. Aprovechando las deficiencias de los gobiernos de la Concertación en el período de crisis, Lavín logra poner en jaque al candidato oficialista Ricardo Lagos, uno de los principales líderes de la izquierda concertacionista durante la época del plebiscito, precandidato presidencial en las dos oportunidades anteriores y ministro de Obras Públicas durante el gobierno de Frei. Lagos fue nominado por la Concertación al derrotar en primarias abiertas al democratacristiano Andrés Zaldívar por más de un 71 % de los votos. En las elecciones del 12 de diciembre de 1999, Ricardo Lagos obtiene un 47,96 %, 31 140 votos más que Lavín (con un 47,51 %), mientras que Gladys Marín, candidata comunista, obtiene un 3,19 %. La segunda vuelta fue fijada para el 16 de enero de 2000; el comando de Lagos se replantea e ingresa Soledad Alvear, exministra de Justicia de Frei, como generalísima de campaña para acercarse al voto de centro. Finalmente, Lagos es elegido con un 51,31 % frente a un 48,69 % del candidato de la UDI.

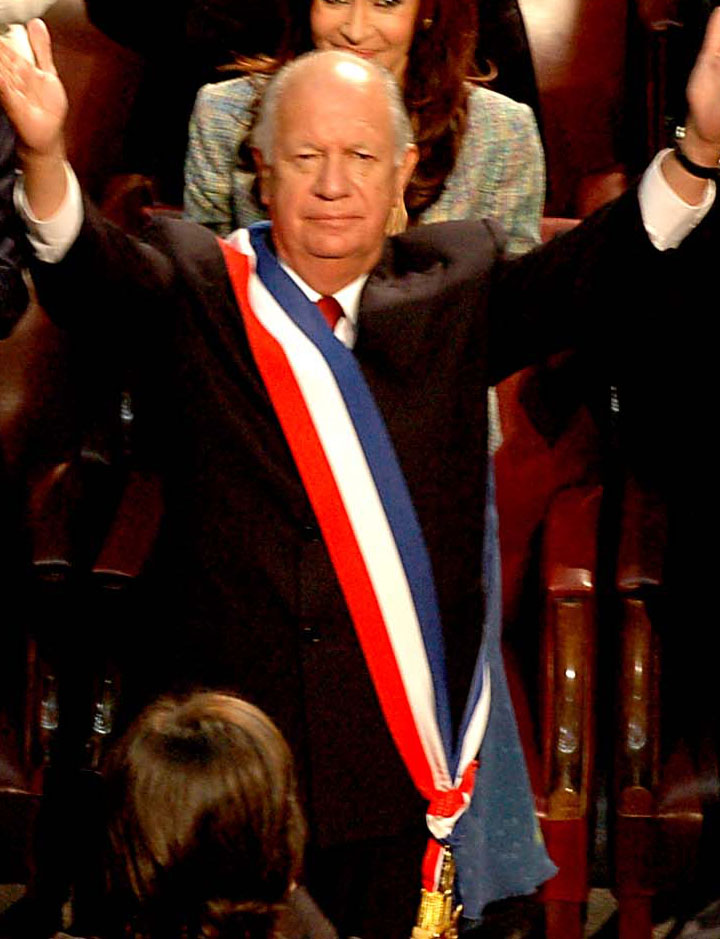
Ricardo Lagos.

Ricardo Lagos asume el gobierno el 11 de marzo de 2000 y debe enfrentarse a las consecuencias de la crisis asiática, de la cual el país no se recuperaba, y del Caso Pinochet. Entre sus prioridades destacan la puesta en práctica de la Reforma Procesal Penal y la reducción de los niveles de cesantía. Sin embargo, en sus primeros años de gobierno, la economía chilena no despega y los intentos de reformas del gobierno de Lagos no son aprobados en el Congreso o no tienen resultados favorables, como la reforma de la salud.
Durante el año 2001, el conocimiento de casos de corrupción relacionado con la venta de revisiones técnicas en Rancagua, en el que se ve involucrado un subsecretario del gobierno y algunos parlamentarios de la Concertación, genera una espiral de acusaciones al gobierno de Ricardo Lagos, especialmente en relación con el Ministerio de Obras Públicas (Caso MOP-GATE, principalmente). La administración de Lagos comienza a tambalear, especialmente tras las elecciones parlamentarias de ese año que dan como resultado casi un empate técnico entre la Concertación y la Alianza por Chile.
El gobierno pasa por su peor crisis durante el año 2002 y comienzos del 2003, donde debe enfrentar un sinnúmero de críticas por la administración, pero los avances del gobierno en política exterior permitirían su repunte. Las cifras macroeconómicas comienzan a mejorar, las que se ven potenciadas por los tratados de libre comercio con la Unión Europea, Corea del Sur y Estados Unidos, gestionados por el gobierno anterior y sellados por Alvear. Estos elevan la capacidad exportadora del país, recuperando Chile el crecimiento que tenía la década anterior, aunque no se logran paliar las cifras de cesantía (que bordean el 8%) y la desigualdad en el ingreso no varía sustancialmente. A esto se sumó el ingreso de Chile como miembro del Consejo de Seguridad de las Naciones Unidas, lo que enfrenta al país respecto de apoyar o no a Estados Unidos en sus planes de invadir Irak; Lagos, pese a la presión ejercida por el gobierno de George W. Bush, da un importante gesto de autonomía al rechazar la propuesta tal como lo esperaba la mayoría de la población. A comienzos de 2004, Lagos debe enfrentar públicamente al Presidente de Bolivia, Carlos Mesa, luego de que este exigiera una salida al mar para su país considerando la precaria situación económica y política que vivía el país, y luego enfrenta otros problemas con Hugo Chávez y Néstor Kirchner. El fuerte emplazamiento al presidente boliviano y la actitud utilizada frente a los otros mandatarios fueron reconocidos por la opinión pública chilena, aumentando rápidamente la valoración positiva de Ricardo Lagos, quien terminó su mandato con un 59% de aprobación en la encuesta del CEP.
La crisis que hacía presagiar incluso un fin abrupto del gobierno desaparece y la Concertación comienza a resurgir. Los pronósticos que daban a Joaquín Lavín como seguro vencedor de las próximas elecciones presidenciales comienzan a variar sustancialmente con la arremetida de dos ministras, Soledad Alvear y Michelle Bachelet. Bachelet, que había asumido originalmente el Ministerio de Salud, pasa el año 2002 al Ministerio de Defensa Nacional, siendo la primera mujer de Latinoamérica en ostentar dicho cargo. Durante su administración, las relaciones cívico-militares comienzan a recomponerse tras años de deterioro desde 1973. Bajo el mandato del general Juan Emilio Cheyre, el ejército reconoce las violaciones a los DD.HH. y el Gobierno entrega los resultados de la Comisión Valech sobre tortura durante la dictadura militar. En tanto, Pinochet es procesado por diversos casos de violaciones a los derechos humanos, pero es sobreseído por su diagnóstico de demencia senil. Durante el año 2004, investigaciones en Estados Unidos demostrarían que Pinochet guardó varios millones de dólares en el Banco Riggs y, en 2005, sería detenido por evasión tributaria y falsificación de material público. La situación judicial de Pinochet, la normalización de las relaciones con el Ejército y la promulgación de una serie de reformas constitucionales en 2005 que eliminan los últimos vestigios de la dictadura, han sido considerado como algunos especialistas como el fin del período de la Transición.
El gobierno de Lagos se caracterizó en un amplio desarrollo de obras viales, creándose las primeras autopistas urbanas del país, nuevas líneas del Metro de Santiago, el Metro de Valparaíso, la inauguración del nuevo Biotrén. En la política, se produce un descenso en el apoyo a la Alianza, aparentemente tras el bullado Caso Spiniak, lo que permite una recuperación del oficialismo, demostrado en los resultados de las elecciones municipales del 31 de octubre de 2004 (47,9% para la Concertación y 37,7% para la Alianza en la elección de concejales). Las figuras de Alvear y Bachelet comienzan a aumentar su respaldo en encuestas y, a comienzos del año 2005, ambas aventajan a Lavín, el candidato de la Alianza. La Concertación decide un proceso de primarias entre sus dos candidatas, mientras en la Alianza comienzan a surgir voces disidentes con respecto a la candidatura de Lavín, las que finalmente desembocan en la designación de Sebastián Piñera como candidato de Renovación Nacional, el 14 de mayo. Ante el bajo respaldo en las encuestas sobre las primarias, Alvear declina su candidatura, por lo que Bachelet es electa como representante del conglomerado oficialista.
Bachelet corre como favorita, pero con el transcurso de los meses, Piñera comienza a tomar ventaja y finalmente supera levemente a Lavín en las elecciones presidenciales del 11 de diciembre. Aunque la Concertación logra en las elecciones parlamentarias  por primera vez una mayoría en ambas cámaras, su candidata a la primera magistratura obtiene un 45,96 %. Debido a esos resultados, Piñera y Bachelet debieron enfrentarse el 15 de enero de 2006 en una segunda vuelta, en las cuales Bachelet recuperó gran parte de su electorado fugitivo de la primera vuelta, siendo electa con el 53,5 % de las preferencias. Asumió el cargo de presidenta de la República, el 11 de marzo de 2006, convirtiéndose en la primera mujer en ostentar dicho cargo en el país.

## Alternancia en el poder; Bachelet y Piñera

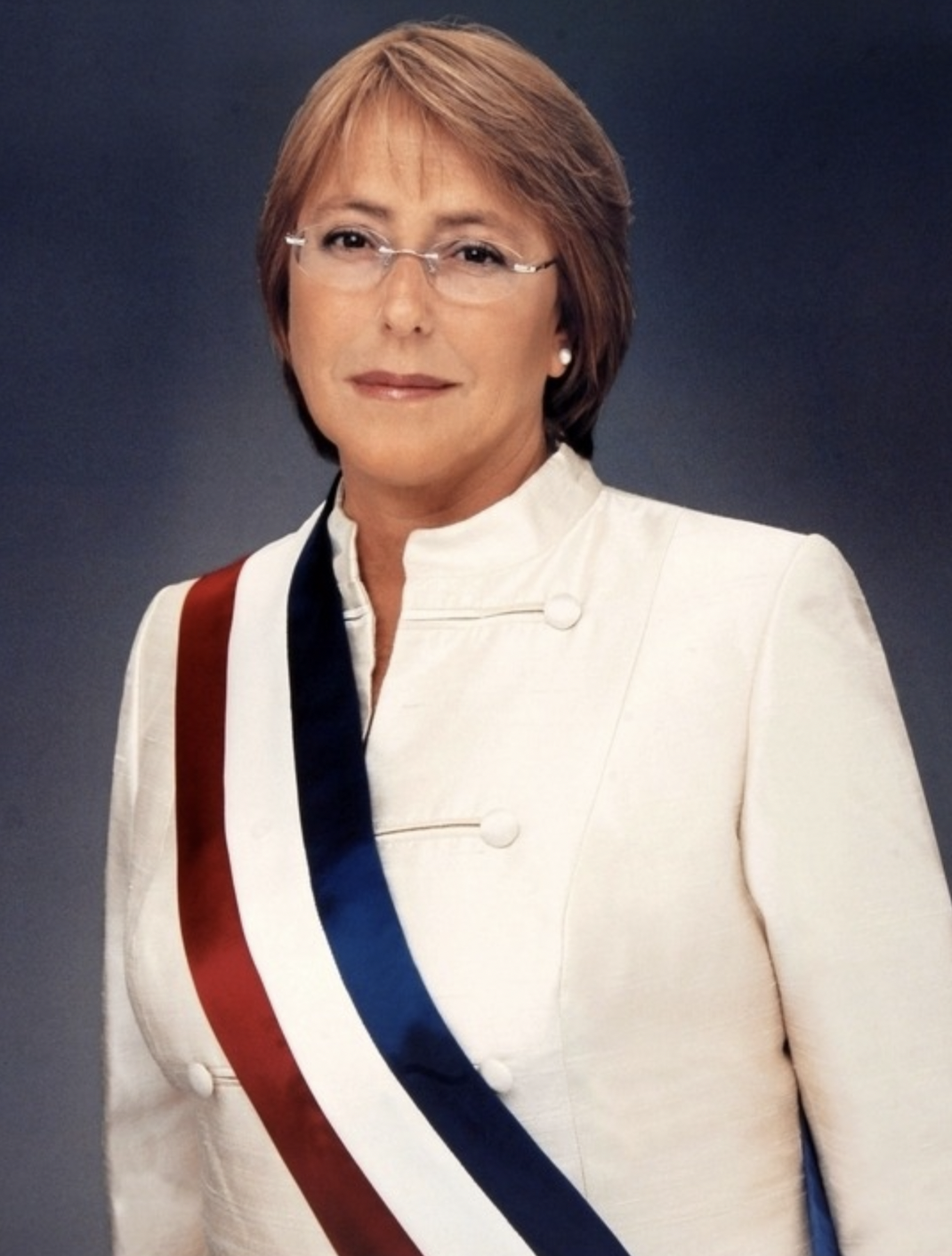
Michelle Bachelet fue investida como Presidenta de Chile en dos oportunidades.

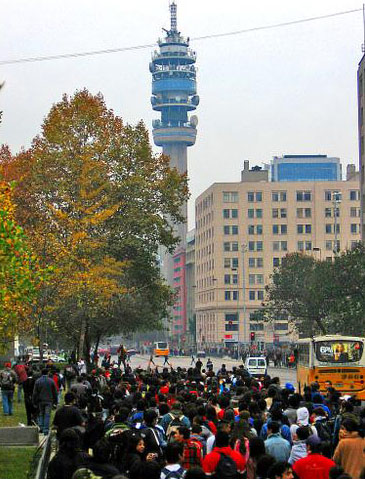
La Revolución de los pingüinos fue la primera de una serie de crisis que enfrentó Michelle Bachelet en su primer año de gobierno.

A pesar de la alta popularidad con que asumió, Bachelet enfrentó un duro escenario en su primer año de gobierno. En mayo de 2006, las protestas de un grupo de estudiantes secundarios exigiendo diversas medidas y reformas para mejorar la calidad de la educación, denominada Revolución de los pingüinos, se extendió, alcanzando su clímax el 30 de mayo cuando entre 600 000 y 1 000 000 de estudiantes a lo largo de todo el país se encontraban en marchas, paros o tomas. Tales eventos generaron una crisis política, por lo que Bachelet decidió reemplazar a tres ministros de Estado, incluyendo al de Interior, y anunció varias medidas que ayudarían a decantar las movilizaciones; aun así el costo político fue importante, provocando una baja en su aprobación pública.
A fines de 2006, el descubrimiento de una serie de hechos de corrupción en Chiledeportes fueron directamente asociados a algunos miembros de la Concertación, mientras que se profundizaron las diferencias entre los parlamentarios del ala más izquierdista y los sectores más conservadores de la coalición de gobierno, debido a algunas mociones vinculadas al aborto o a la relación con el presidente de Venezuela, Hugo Chávez.
El 10 de febrero de 2007, el plan Transantiago debutó finalmente en plenitud, pero una serie de errores de diseño e implementación, a lo que se habría sumado el incumplimiento de ciertos empresarios, gatilló una nueva situación de emergencia. El caos generado durante los primeros meses provocó un nuevo aumento en el descontento de la población, ante lo cual Bachelet realizó un público mea culpa y un nuevo ajuste en su gabinete. Con el paso de los años, el proyecto presentó mejoras con más recorridos y microbuses en las calles capitalinas, normalizando la situación.
La crisis del Transantiago más los problemas que arrastraba la Concertación generaron una crisis en esta. Algunos disidentes del Partido por la Democracia renunciaron y formaron ChilePrimero, mientras Adolfo Zaldívar fue expulsado del Partido Demócrata Cristiano por apoyar a la derecha respecto al financiamiento del Transantiago. Zaldívar y sus seguidores pactaron con la Alianza para dirigir el Congreso, asumiendo el primero como Presidente del Senado y luego como presidente del PRI. La Concertación se convirtió en minoría y debió enfrentar una acusación constitucional que acabó con la destitución de Yasna Provoste, ministra de Educación.
En medio de la crisis política, la economía chilena tuvo un fuerte crecimiento y el alza en el precio del cobre en los mercados internacionales generó importantes excedentes en CODELCO que permitieron un aumento en el gasto social. Bachelet implementó la principal reforma de su mandato, la Reforma Previsional, que aseguraba pensiones a todos los chilenos de bajos recursos, así como un aumento en la cobertura de la educación preescolar. La encuesta CASEN confirmó los avances económicos en la reducción de la pobreza, que llegó al 13 % hacia 2006. Sin embargo, gran parte de los excedentes cupríferos fueron reservados por el ministro de Hacienda Andrés Velasco, pese al rechazo de gran parte de la opinión política.
Las altas expectativas económicas se vieron bruscamente frenadas por el estallido de la crisis económica mundial de 2008, que impactó fuertemente la economía chilena. El desempleo aumentó por sobre el 10% en 2009 y el crecimiento alcanzó cifras negativas ese mismo año. Pese a las malas cifras, las acciones emprendidas por Velasco utilizando los recursos del cobre permitieron que la crisis no impactara de la misma forma que como ocurrió con la Crisis Asiática en 1999. La ciudadanía valoró las acciones ejecutadas por el gobierno y la popularidad de Bachelet subió rápidamente llegando hasta superar el 80% de aprobación a fines de 2009, al igual que la de Velasco, que se convirtió en el miembro más valorado del gabinete.

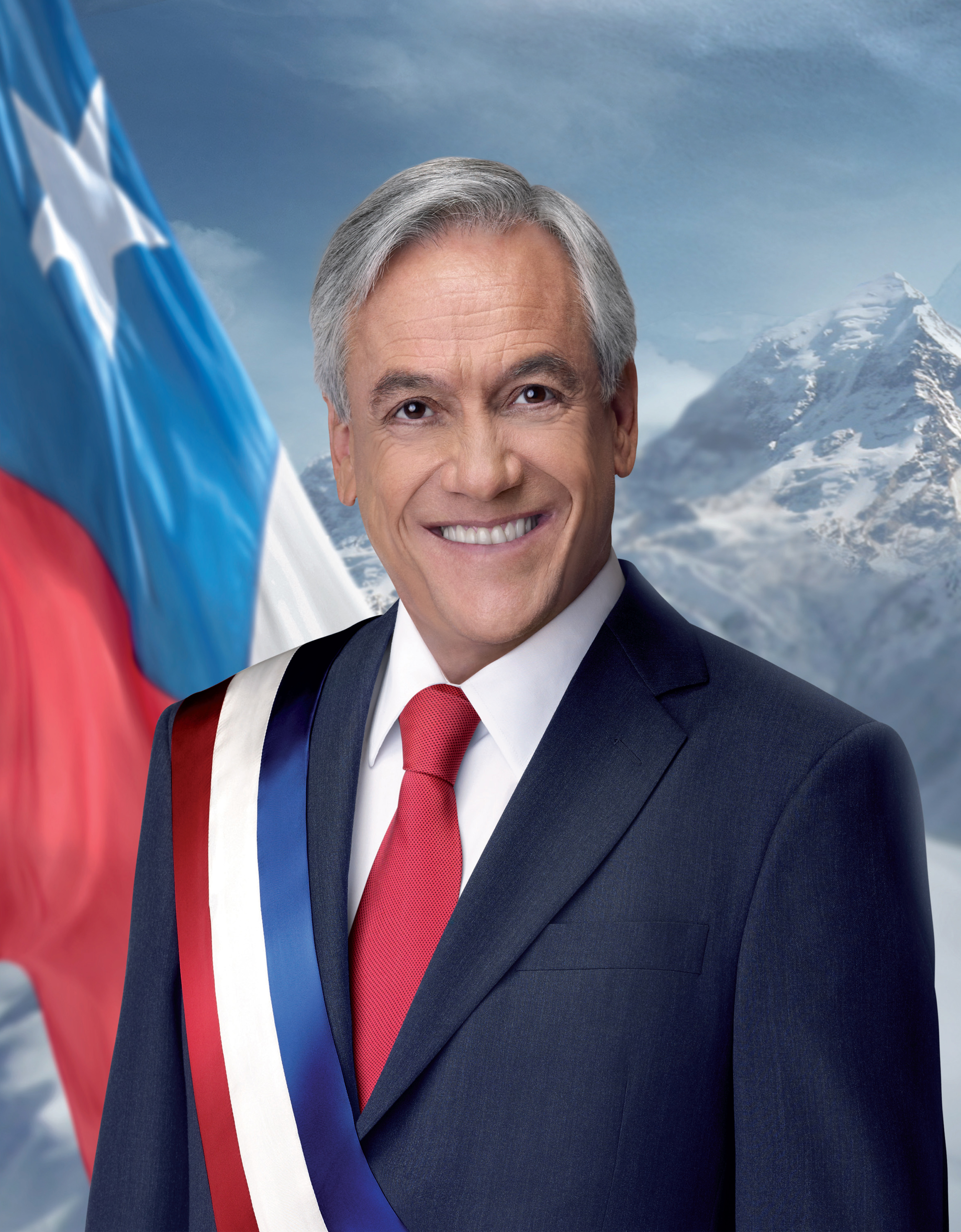
Sebastián Piñera ganó las elecciones presidenciales de 2010, basando su campaña en la idea de cambio tras veinte años de gobierno de la Concertación.

Sin embargo, ello no fue suficiente para mejorar la situación de la Concertación, que enfrentó una prolongada crisis interna. Las elecciones municipales de 2008 entregaron una victoria a la Alianza, que se reconfiguró en 2009 para formar la Coalición por el Cambio, junto a ChilePrimero y otros exmiembros concertacionistas. La Coalición levantó la figura de Sebastián Piñera como candidato presidencial; la Concertación, en tanto,  eligió al expresidente Eduardo Frei Ruiz-Tagle como su candidato, lo que motivó el éxodo del socialista Jorge Arrate, ungido como candidato del pacto izquierdista Juntos Podemos, y de Marco Enríquez-Ominami, un diputado socialista de 36 años que se inscribió como independiente. Con la centroizquierda dividida en torno a tres candidatos, Piñera logró fácilmente ganar la primera vuelta presidencial el 13 de diciembre de 2009 con el 44,06 % de los votos, seguido por Frei con el 29,6 % de los sufragios. La izquierda intentó rearticularse alrededor de Frei; aunque Arrate apoyó de inmediato a Frei, Enríquez-Ominami, que obtuvo un poco más del 20% de los votos, se mantuvo crítico de la figura concertacionista y solo entregó su apoyo a Frei cuatro días antes de la segunda vuelta. Piñera, capitalizando la urgencia de un cambio que gran parte de la ciudadanía manifiesta, logró finalmente la victoria el 17 de enero de 2010 con un 51,61 % de los votos mientras Frei alcanzó el 48,39 %.
El 27 de febrero de 2010, un violento terremoto de magnitud 8,8 MW afectó las regiones del centro-sur de Chile, seguido de un maremoto, que dejó millonarios daños en ciudades como Talca, Constitución y la Gran Concepción. En medio de las labores humanitarias realizadas en la zona afectada, Bachelet entregó el mando a Piñera el 11 de marzo, poniendo fin a veinte años de gobierno de la Concertación.

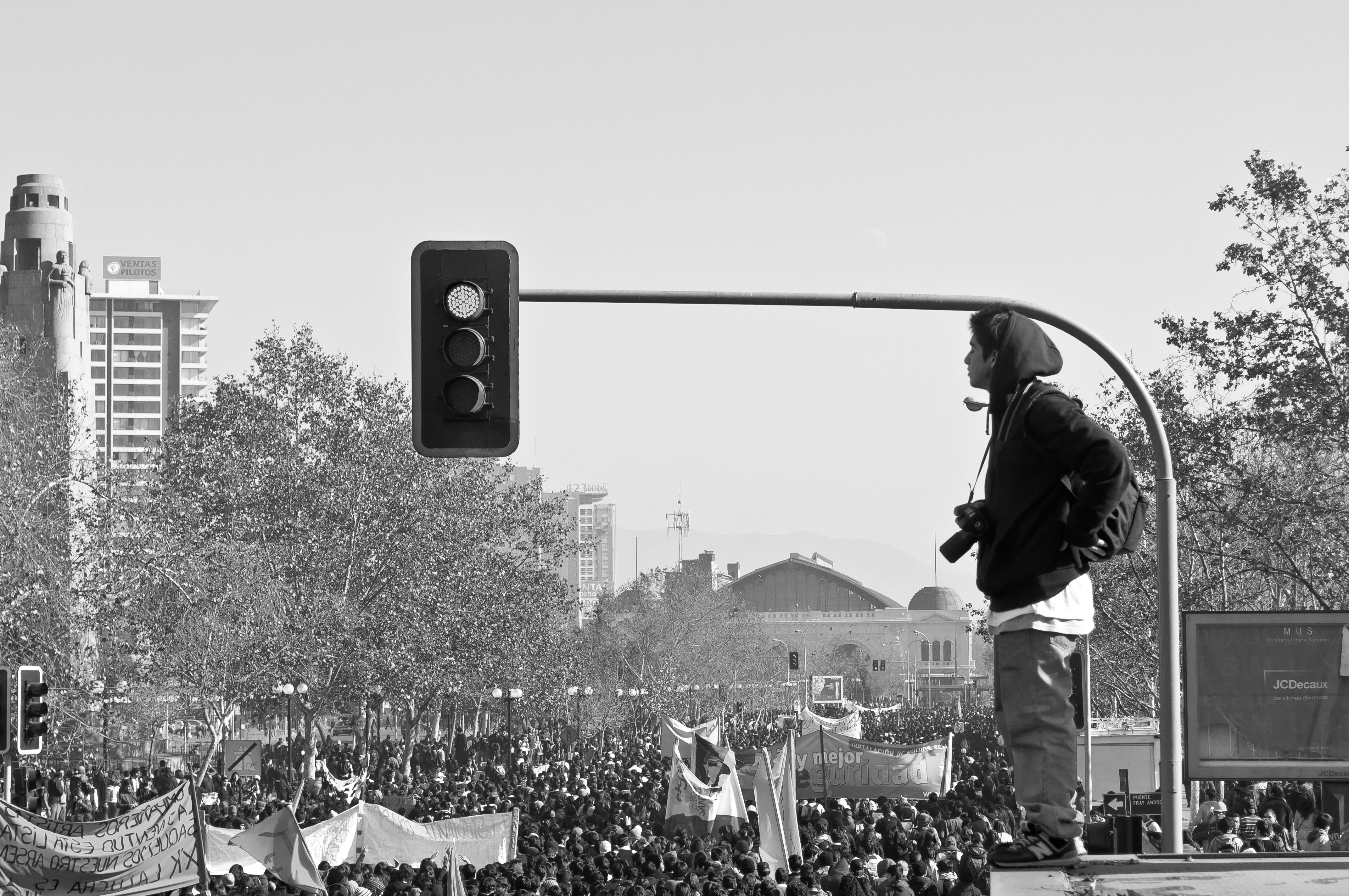
Durante el primer gobierno de Sebastián Piñera tuvo una gran movilización de estudiantes universitarios que exigían, entre otras cosas, educación superior gratuita y de calidad para todos

En 2010 ocurrieron el Bicentenario de Chile y el accidente en la mina San José, que terminó con el rescate de los 33 mineros.
2011 se vio marcado por las protestas en Magallanes, contra de HidroAysén y la Movilización estudiantil en Chile de 2011-2013. En 2012, ocurrieron las protestas de Aysén, la muerte de Daniel Zamudio, que revivió el debate sobre la inexistencia de una ley contra los delitos de odio en Chile, y la discriminación contra las minorías sexuales en diversas esferas de la sociedad, y se realizaron el censo de ese año y las Elecciones municipales.
En 2013, la elección presidencial de ese año fue disputada por nueve candidatos, una cifra inédita en la historia electoral de Chile. En la primera vuelta, Michelle Bachelet de la Nueva Mayoría obtuvo el 46,70 % de los votos válidamente emitidos y se enfrentó en segunda vuelta a la candidata de la Alianza, Evelyn Matthei, quien llegó al 25,03 %. En el balotaje entre ambas, Bachelet alcanzó el 62,16 %, mientras Matthei logró el 37,83 %, con una participación del 41,98 % de los electores. Con estos resultados, Bachelet se convirtió en la primera mujer reelecta en la historia de Chile. En 2014, Michelle Bachelet asume por segunda vez el mandato de la presidencia.
El segundo gobierno de Bachelet estuvo marcado por los contrastes entre tragedias y buenas noticias: el gran incendio de Valparaíso es el peor evento de este tipo en la historia de Chile. Siguió el atentado de la estación de metro Los Dominicos, lo que gatilló crear una ley antiterrorista, en el 2015, 4 escándalos aparecieron: caso Penta, Caso Caval, el cartel del confort en donde CMPC y SCA se pusieron de acuerdo para engañar a la audiencia y la corrupción de la FIFA en donde Sergio Jadue había recibido un soborno a mitad de la Copa América 2015, en el 2016 apareció el caso AC Inversions, lo que gatilló a otros casos judiciales sobre estafas de tipo piramidal, Chile obtuvo 2 títulos de la Copa América 2015 y Centenario y un segundo puesto en la copa confederaciones, lo que convirtió en el mejor equipo de América en el ámbito del fútbol y finalmente, se produjo el terremoto de Navidad en Chiloé con magnitud 7.8 MW y el fallecimiento del presidente Patricio Aylwin.
El 2017 se produjo una serie de incendios forestales en las zonas centro y sur, lo que convirtió en el peor gran incendio de Chile, un inusual tornado dejó obstruida la carretera que unía Limache y Quillota, se promulga la ley de aborto y se emite la Teletón 2017 y en simultáneo las elecciones presidenciales en donde Sebastián Piñera fue elegido por segunda vez.
En elecciones parlamentarias de 2017, originalmente se encuentra los partidos de la izquierda, mayoritariamente controlados por la Nueva Mayoría, y los de la derecha, mayoritariamente controlados por Chile Vamos, pero apareció el Frente Amplio y dará una tercera opinión en el congreso.
En el año 2018, Sebastián Piñera asume por segunda vez el mandato de la presidencia. A finales de ese año, se crea la región de Ñuble.

### Protestas, pandemia y nuevos ciclos políticos
En 2019 ocurrieron las protestas en Chile más grandes desde el retorno de la democracia. Entre las demandas de la sociedad se halla el alto costo de vida y la creación de una asamblea constituyente con el fin de cambiar la Constitución de 1980. En noviembre de ese año, diversos sectores de la política suscribieron un acuerdo para realizar un plebiscito constituyente en abril de 2020. La crisis provocada por la pandemia de COVID-19 iniciada en Chile en marzo de 2020, obligó a modificar la fecha del plebiscito a octubre de ese mismo año.
La pandemia de COVID-19 en Chile ha causado estragos a nivel económico, social y de salud de la población de todo el país. La pandemia fue declarada presente en Chile oficialmente el 3 de marzo de 2020 con el primer caso registrado, y el primer fallecido por el virus fue notificado el 19 del mismo mes. Hasta inicios de julio de 2021, se han registrado más de 1 500 000 casos de contagios positivos, mientras que han perecido más de 33 000. Chile ya experimentó el peak de la segunda oleada de casos positivos por COVID-19. Entre las mayores medidas de control de la pandemia se destacan el control del tránsito de la población por medio de estado de excepción y toques de queda desde marzo de 2020, cuarentenas selecctivas en función a la cantidad de contagios por comuna y el plan de desconfinamiento «Paso a Paso». El desgaste del personal de salud chileno es importante, señalando un estudio que existiría un 65% de trabajadores de la salud encuestados con síntomas depresivos.
Aun con estas medidas, el desempeño del segundo gobierno de Sebastián Piñera ha sido criticado debido a medidas laxas, no incorporar a las medidas nacionales sugerencias de especialistas en el tema, poca transparencia en la información entregada y las falencias en el control y detección de casos dentro del territorio. Económicamente, el gobierno ha generado bonos y subvenciones de apoyo, señalando el presidente Piñera que el fondo aprobado a fines del primer semestre de 2021 es la ayuda económica «la más amplia y la más robusta en nuestro continente». Además, dentro de las atribuciones otorgadas por el estado de excepción, el Congreso Nacional ha logrado gestionar el retiro del 10% de los fondos de pensiones de los ciudadanos a sus cuentas bancarias, estando en trámite un tercer retiro.
Debido a las protestas, en octubre de 2020 se realiza el plebiscito nacional que dio espacio para que la población de Chile decidiese sobre la permanencia o reemplazo de la actual constitución. Siendo una de las elecciones con mayor participación histórica (50,9% de participación voluntaria), se aprobó la redacción de una nueva constitución, así como también se eligió la opción de que este documento fuese escrito por una convención constitucional. Con estos resultados, el proceso electoral de convencionales constituyentes fue convocada oficialmente en noviembre de 2020. Durante este periodo candidatos independientes surgieron como respuesta al descontento de la población frente a la forma en la cual se ha desarrollado la política nacional. Durante las elecciones de convencionales constituyentes, gobernadores regionales y cargos municipales durante el 15 de mayo de 2021, ocurrió un «sismo político» en el cual los partidos políticos de las coaliciones Chile Vamos, Convergencia Progresista y Unidad para el Cambio lograron una baja cantidad de candidatos electos, mientras que partidos y coaliciones de izquierda como el Frente Amplio y candidatos independientes como los de La Lista del Pueblo —en el caso de la elección de Convencionales constituyentes— lograron mayoría en gran parte de los cargos a elegir. Estos eventos han dejado debilitada la fuerza política de la derecha y la centroizquierda histórica, mientras que partidos de izquierda han obtenido gran fuerza política.
Con los resultados de la elección de quienes compondrán la Convención Constitucional, se eligieron a 155 convencionales constituyentes, siendo 17 de ellos procedentes exclusivamente de pueblos originarios del territorio chileno, y donde existió un proceso paritario en donde proporcionalmente se eligieron la misma cantidad de hombres y mujeres. El día de su inauguración se eligió como presidenta de la Convención a Elisa Loncón, mujer originaria del pueblo mapuche, siendo la primera vez que un cargo de tal magnitud es ocupado por alguien procedente de un pueblo originario chileno. Varios expertos señalan que estos eventos estarían dando el puntapié al inicio de una nueva etapa histórica nacional.
La victoria de la opción "Apruebo" en el plebiscito de 2020 y el desarrollo del proceso constituyente, sumado a la debilitación de los partidos de derecha en las elecciones regionales y municipales, llevó a que en las elecciones presidenciales de 2021 triunfara el candidato de Convergencia Social Gabriel Boric, con el 55,87% de los votos, mientras que su contrincante en representación del Partido Republicano, José Antonio Kast, obtuvo un 44,13 %.
El 4 de julio de 2022, se le puso fin a la convención constitucional, en una junta de clausura que contó con autoridades importantes tanto políticas como sociales, y se hizo entrega de la nueva propuesta consititucional la cual sería aprobada o rechazada en un plebiscito de salida, el cual se determinó que sería con voto obligatorio y se realizaría el 4 de septiembre del mismo año. Resultando en una victoria de la opción "rechazo" con un 61,86 % mientras que el "apruebo" obtuvo un 38,14 % con una histórica participación del 85,86 % de votos emitidos.